# Primitivi fiamminghi

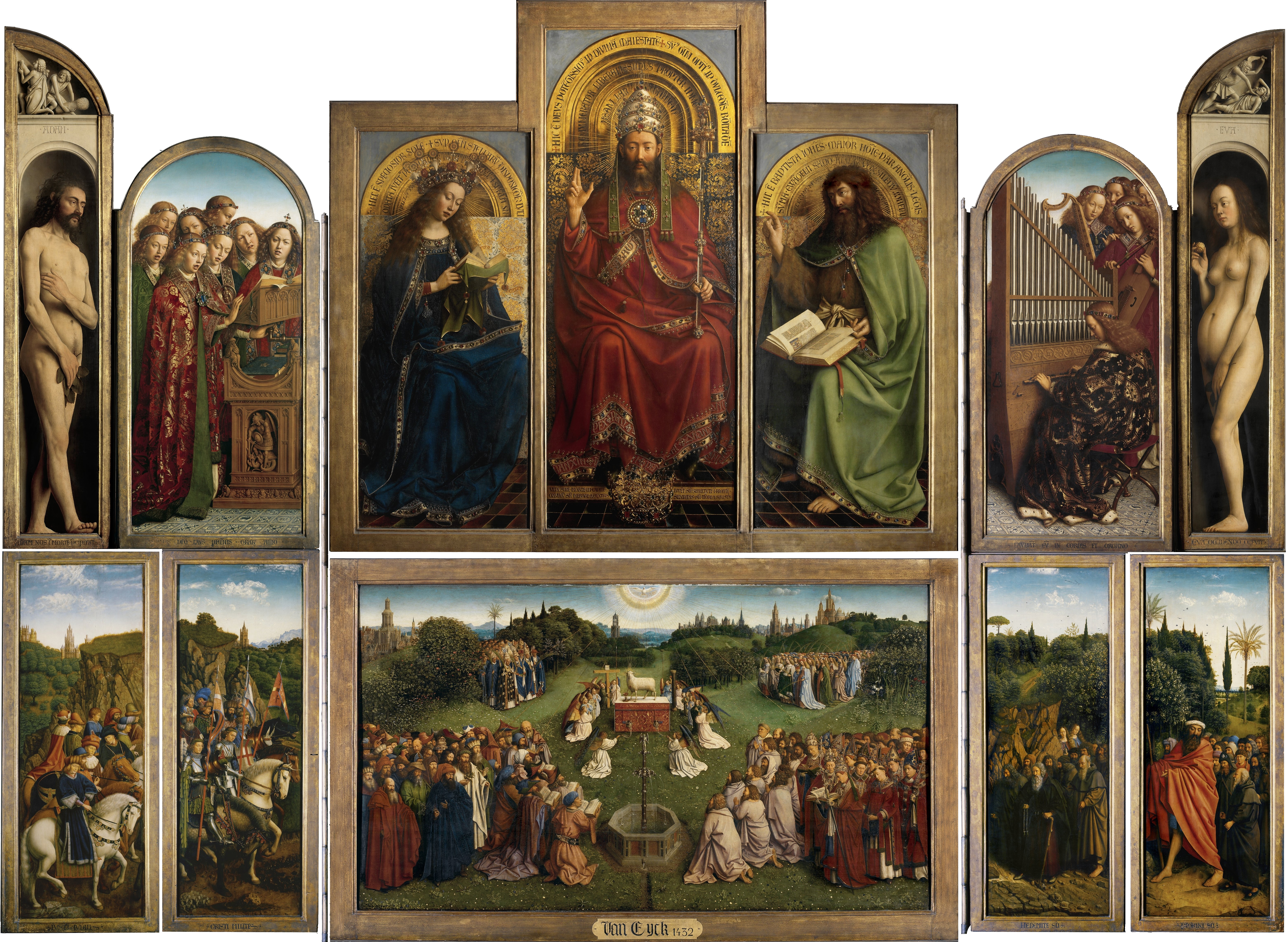
Hubert e Jan van Eyck, Polittico dell'Agnello Mistico (1426-1432)

Il periodo dei Primitivi fiamminghi è la fase della pittura nelle Fiandre legata alla nascita della sua straordinaria scuola, la più importante, insieme a quella italiana, nel panorama delle arti figurative europee del Quattrocento.
I primitivi fiamminghi erano attivi nei Paesi Bassi borgognoni e successivamente nelle Diciassette Province nell'ambito del rinascimento nordeuropeo tra il XV e XVI secolo soprattutto nelle città di Bruges, Gand, Malines, Lovanio, Tournai e Bruxelles, nell'odierno Belgio. La loro attività inizia con Robert Campin e Jan van Eyck all'inizio degli anni 1420 e termina con Gerard David nel 1523, anche se alcuni studiosi ne estendono la durata fino allo scoppio della Rivolta dei pezzenti nel 1566 o 1568, mentre le autorevoli indagini di Max Friedländer fino alla morte di Pieter Bruegel il Vecchio nel 1569.
Il periodo dei primitivi fiamminghi coincide con quello del Rinascimento italiano, ma si tratta di una cultura artistica indipendente, separata dall'umanesimo che si stava sviluppando in Italia; dato che i primitivi fiamminghi rappresentano il culmine dell'eredità artistica medievale nordeuropea e allo stesso tempo risentono dell'influenza rinascimentale, vengono considerati come appartenenti sia al primo rinascimento, sia al tardo gotico.
Tra i più importanti ricordiamo Campin, van Eyck, Rogier van der Weyden, Dieric Bouts, Petrus Christus, Hans Memling, Hugo van der Goes e Hieronymus Bosch. Questi artisti compirono fondamentali passi avanti nella rappresentazione realistica, e le loro opere spesso contengono una complessa iconografia. Dipingono di solito soggetti religiosi o piccoli ritratti, mentre i dipinti narrativi e i soggetti mitologici sono più rari. I paesaggi vengono spesso dipinti minuziosamente, sebbene prima del XVI secolo sono relegati a fungere solo da sfondo. Le opere normalmente sono dipinte a olio su un pannello di legno, sia come quadri singoli che come pale d'altare fisse o portatili in forma di dittico, trittico o polittico. Il periodo si distingue anche per la scultura, gli arazzi, i manoscritti miniati, le vetrate e altre forme di arte decorativa.
La prima generazione di artisti era attiva all'apice dell'influenza borgognona in Europa, quando i Paesi Bassi divennero il centro politico–economico nordeuropeo, importante per i suoi artigiani e per i beni di lusso. Con l'ausilio di un sistema di botteghe le opere venivano vendute a nobili e mercanti stranieri su commissione oppure sulle bancarelle dei mercati. La maggior parte fu distrutta durante le proteste iconoclaste tra XVI e XVII secolo; solo poche migliaia sono arrivate ai giorni nostri. I primitivi fiamminghi furono dimenticati tra il XVII e la metà del XIX secolo, e la documentazione disponibile è molto scarsa. Gli storici dell'arte hanno passato quasi un secolo cercando di attribuire i dipinti, studiando l'iconografia e raccogliendo le scarse informazioni biografiche degli artisti. Le attribuzioni di alcune opere più significative sono tuttora oggetto di polemiche.
Lo studio dei primitivi fiamminghi è stato una delle principali attività nella storia dell'arte del XIX e XX secolo e l'argomento primario di ricerche di due degli storici dell'arte più importanti del Novecento: Max Friedländer (From Van Eyck to Breugel e Early Netherlandish Painting) ed Erwin Panofsky (Early Netherlandish Painting).

## Terminologia e ambito

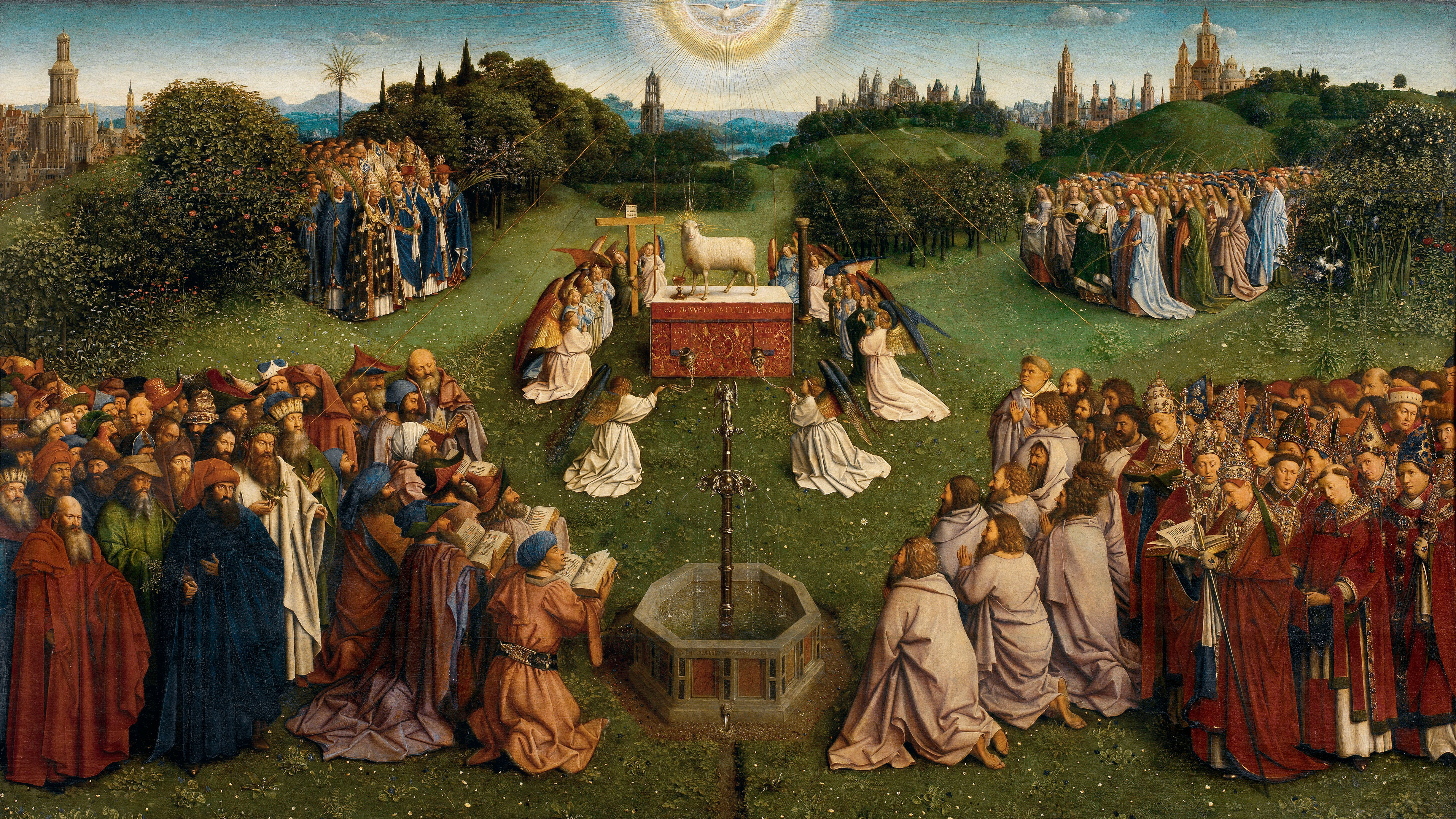
L'Adorazione dell'agnello, il pannello centrale del Polittico dell'agnello mistico (1432) di Jan van Eyck, una delle più importanti opere dei primitivi fiamminghi.

Il termine “primitivi fiamminghi” si applica in generale ai pittori attivi tra il XV e il XVI secolo nei territori controllati prima dal Ducato di Borgogna e poi dalla casa d'Asburgo. La loro arte costituì un primo passo verso il Pieno Rinascimento fiammingo e olandese distanziandosi dallo stile gotico.
Gli artisti olandesi sono stati definiti in vari modi. “Tardo gotico” è una delle prime definizioni, che enfatizza la continuità e il loro legame con l'arte medievale. All'inizio del XX secolo venivano chiamati “Scuola di Gand-Bruges”, oppure “Vecchia scuola olandese”.
“Primitivi fiamminghi”, dove per “primitivo” non si intende poco sofisticato, ma iniziatore di una nuova tradizione pittorica, è un termine tradizionale nella storia dell'arte che viene dal francese primitifs flamands, divenuto popolare grazie alla famosa mostra di Bruges nel 1902 e che rimane in uso ancora oggi, specialmente in lingua olandese e tedesca. Erwin Panofsky preferiva il termine ars nova (arte nuova), che legava il movimento a compositori innovativi come Guillaume Dufay e Gilles Binchios, visti con favore dalla corte borgognona in contrasto agli artisti legati alla sfarzosa corte francese. Quando i duchi di Borgogna stabilirono il loro centro di potere in Olanda, portarono con sé una prospettiva più cosmopolita. Simultaneamente, secondo lo storico dell'arte Otto Pächt, tra il 1406 e il 1420 «avvenne una rivoluzione nella pittura» ed emerse «nuova bellezza» che raffigurava il mondo visibile invece di quello metafisico.
Nel XIX secolo i primitivi fiamminghi erano classificati secondo la loro nazionalità (ad esempio, Jan van Eyck era considerato tedesco, van der Weyden, nato Roger de la Pasture, francese) mentre gli studiosi cercavano di capire se la genesi della scuola fosse avvenuta in Francia o in Germania. Tali preoccupazioni si dissiparono dopo la prima guerra mondiale, e, seguendo i passi di Friedländer, Panofsky e Pächt, il termine più usato in inglese divenne Early Netherlandish painting, anche se molti storici dell'arte considerano il termine “fiammingo” più corretto.
Nel XIV secolo, quando il gotico lasciò spazio al tardo gotico, nell'Europa del nord apparvero varie scuole. I primitivi fiamminghi nacquero nell'arte di corte francese, e sono legati alle convenzioni e tradizioni dei manoscritti miniati, nella scia di pittori come Melchior Broederlam e Robert Campin. Quest'ultimo viene generalmente considerato il primo maestro dei primitivi fiamminghi, e van der Weyden fu a bottega sotto di lui. L'arte della miniatura raggiunse il suo apice nella regione qualche decennio dopo il 1400, soprattutto grazie al patrocinio della casa Angiò-Valois e di duchi come Filippo II di Borgogna, Luigi I d'Angiò e Giovanni di Valois. Questo patrocinio continuò nei Paesi Bassi con Filippo III e Carlo I di Borgogna. La domanda di libri miniati declinò verso la fine del secolo, forse a causa dell'alto costo di produzione rispetto ai dipinti; tali opere rimasero però popolari sul mercato del lusso e delle stampe. Nello stesso periodo le incisioni e le xilografie trovarono un nuovo mercato di massa, specialmente quelle di Martin Schongauer e Albrecht Dürer.
In seguito alle innovazioni di van Eyck, la prima generazione di pittori fiamminghi enfatizzò il chiaroscuro, generalmente assente dai manoscritti miniati del XIV secolo. Le scene bibliche erano ritratte con più naturalismo, divenendo così più accessibili al pubblico, mentre i ritratti individuali erano più vivi ed evocativi. Secondo lo storico Johan Huizinga, lo scopo dell'arte di quell'epoca era di integrarsi con la routine quotidiana per «riempire di bellezza» la vita in un mondo devoto e strettamente legato a liturgie e sacramenti. Dopo il 1500 vari fattori contrastarono il pervasivo stile dei primitivi fiamminghi, non ultimo l'ascesa dell'arte italiana, il cui successo commerciale iniziò a rivaleggiare con quello dell'arte fiamminga attorno al 1510, per superarla una decina d'anni dopo. Due eventi riflettono questo cambiamento: il trasporto della Madonna di Bruges di Michelangelo nel 1506 e l'arrivo dei cartoni degli arazzi di Raffaello a Bruxelles nel 1517, che vennero visti da molti. Anche se l'influenza dell'arte italiana si diffuse in fretta, essa a sua volta trasse molto dai pittori fiamminghi del XV secolo, basti pensare che la Madonna di Michelangelo fu basata su un'opera di Hans Memling.
Il periodo dei primitivi fiamminghi, nella sua accezione più stretta, finisce con la morte di Gerard David nel 1523. Vari artisti tra la metà e la fine del XVI secolo ne mantennero molte delle convenzioni, ed è frequente che vengano associati alla scuola, nonostante lo stile spesso in aperto contrasto con quello della prima generazione. All'inizio del XVI secolo gli artisti iniziarono ad esplorare la rappresentazione in prospettiva. Una parte dei dipinti del primo XVI secolo derivavano direttamente dalle innovazioni stilistiche e iconografie del secolo precedente, ed erano delle copie. Altri invece risentivano dell'influenza dell'umanesimo, dedicandosi a cicli narrativi più classici, che mescolavano temi biblici e mitologici. Una vera rottura con lo stile della metà del XV secolo arrivò solo con il manierismo nordeuropeo attorno al 1590. Pur con molte sovrapposizioni agli stili precedenti, i manieristi introdussero innovazioni come il dipinto naturalistico e non religioso, la rappresentazione della vita ordinaria (in opposizione a quella di corte) e lo sviluppo di elaborati paesaggi di campagna e di città che erano più di semplici sfondi.

## Storia

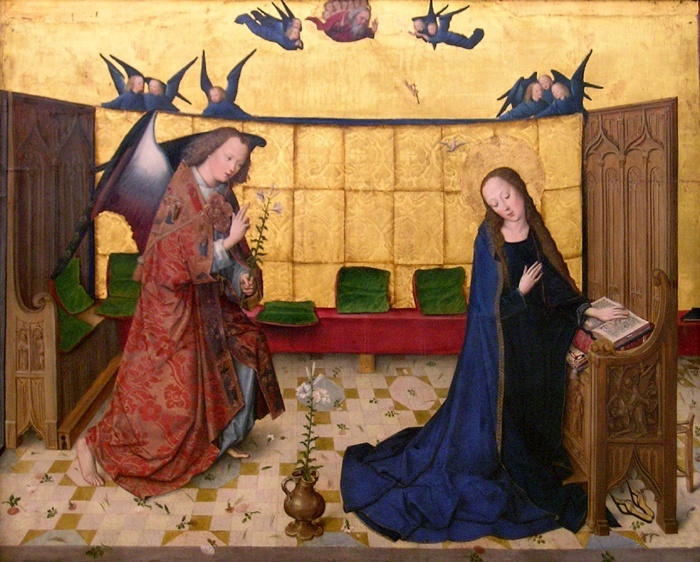
L'Annunciazione dell'anonimo conosciuto come Maestro della Vita della Vergine, c. 1463–90. Alte Pinakothek, Monaco di Baviera

L'origine dello stile dei primitivi fiamminghi risale alle miniature del periodo tardo gotico, soprattutto quelle dei libri miniati che dopo il 1380, grazie all'utilizzo della prospettiva e ad un migliore metodo di resa del colore, raggiunsero nuovi livelli di realismo; i fratelli Limbourg e l'artista olandese conosciuto come Mano G (forse Jan van Eyck o suo fratello Hubert), autore delle Ore di Torino, sono considerati i due maestri più importanti di quel periodo.
L'utilizzo della pittura a olio da parte di van Eyck segnò un'innovazione importante permettendo agli artisti una migliore manipolazione del colore. Lo storico del XVI secolo Giorgio Vasari individuò in van Eyck l'inventore della pittura a olio, un'affermazione che, sebbene sbagliata, indica la misura in cui van Eyck contribuì alla diffusione di tale tecnica. Egli arrivò ad un nuovo livello di virtuosismo, soprattutto avvantaggiandosi della lentezza con cui la pittura a olio asciuga e quindi della maggiore facilità nel mescolare e unire diversi strati di pigmento; la sua tecnica venne rapidamente adottata e migliorata sia da Robert Campin che da Rogier van der Weyden. Questi ultimi assieme a van Eyck sono considerati i più importanti artisti della prima generazione di primitivi fiamminghi, che arrivarono ad influenzare tutto il nord Europa, dalla Boemia alla Polonia, dall'Austria alla Svevia.
Alcuni artisti tradizionalmente associati al movimento non erano né olandesi né fiamminghi del senso moderno del termine. Van der Weyden era nato Rogier de la Pasture a Tournai, in Belgio. Il tedesco Hans Memling e l'estone Michael Sittow lavoravano in Olanda in perfetto stile olandese. Simon Marmion viene spesso annoverato tra i primitivi fiamminghi perché viene da Amiens, città francese che tra il 1435 e il 1471 era governata a tratti dalla corte borgognona. Il ducato di Borgogna in quel momento era al suo massimo in termini di influenza, e le innovazioni firmate dai primitivi fiamminghi vennero presto riconosciute in tutto il continente; alla morte di van Eyck i suoi quadri erano visionati da ricchi mecenati in tutta Europa e copie dei suoi lavori circolavano dappertutto, un fenomeno che contribuì molto a diffondere lo stile olandese in Europa centrale e meridionale fino ad affiancarlo a quello italiano. Ne è una testimonianza il caso del re d'Ungheria, Mattia Corvino, che commissionò manoscritti di entrambe le tradizioni.
La prima generazione di primitivi fiamminghi era colta, con una buona istruzione e in gran parte proveniente dalla classe media. Van Eyck e van der Weyden erano entrambi ben introdotti nella corte borgognona, in particolare il primo, che parlava latino, un'abilità allora necessaria, e il greco, come testimoniano alcune incisioni trovate sul retro dei suoi pannelli. Molti artisti, come Aelbrecht Bouts, potevano permettersi di donare i lavori più grandi a chiese, monasteri e conventi a loro discrezione. Van Eyck era un valletto di camera alla corte di Borgogna e poteva avere facile accesso a Filippo III. Van der Weyden era un prudente investitore in azioni e proprietà, mentre Bouts aveva talento per il commercio e sposò l'ereditiera Catherine detta "Mettengelde" (letteralmente “con i soldi”). Vrancke van der Stockt invece investiva in terreni.
L'influenza dei primitivi fiamminghi raggiunse artisti come Stephan Lochner e il pittore anonimo conosciuto come Maestro della Vita della Vergine, i quali, lavorando entrambi nella Colonia della metà del XV secolo, trassero ispirazione dalle opere importate di van der Weyden e Bouts. Nacque una nuova e distinta cultura pittorica; all'inizio del XVI secolo Ulma, Norimberga, Vienna e Monaco di Baviera divennero i più importanti centri artistici del Sacro Romano Impero. Nello stesso momento ci fu un'impennata nella domanda di stampe (sia xilografie che acqueforti) e di altre opere innovative francesi e italiane; un esempio è la Madonna in una chiesa gotica di van Eyck rielaborata da Jan Gossaert. Gerard David stabilì un legame tra gli stili di Bruges e Anversa viaggiando spesso tra le due città, trasferendosi poi stabilmente ad Anversa nel 1505 e diventando amico di Quentin Massys, che allora era a capo della gilda dei pittori.
Nel XVI secolo le innovazioni iconografiche e le tecniche pittoriche sviluppate da van Eyck divennero lo standard in tutta l'Europa del nord, emulate anche da Albrecht Dürer. I pittori godevano di un rinnovato rispetto; i loro mecenati non si limitavano più a ordinare le opere, ma corteggiavano gli artisti, pagando loro viaggi ed esponendoli ad altre influenze.
Hieronymus Bosch, attivo tra la fine del XV e l'inizio del XVI secolo, fu uno dei più importanti e popolari primitivi fiamminghi a causa dell'innovativo realismo con cui ritraeva la natura, l'esistenza umana e la prospettiva, mentre le sue opere non risentono quasi dell'influenza italiana. I lavori più conosciuti sono però caratterizzati da elementi fantastici che tendono quasi all'allucinazione, ispirandosi alle visioni dell'inferno nella Crocifissione e Giudizio finale di van Eyck e aggiungendo tono moralista e pessimista. I suoi dipinti, specialmente i trittici, sono le opere più significative del periodo conclusivo dei primitivi fiamminghi.

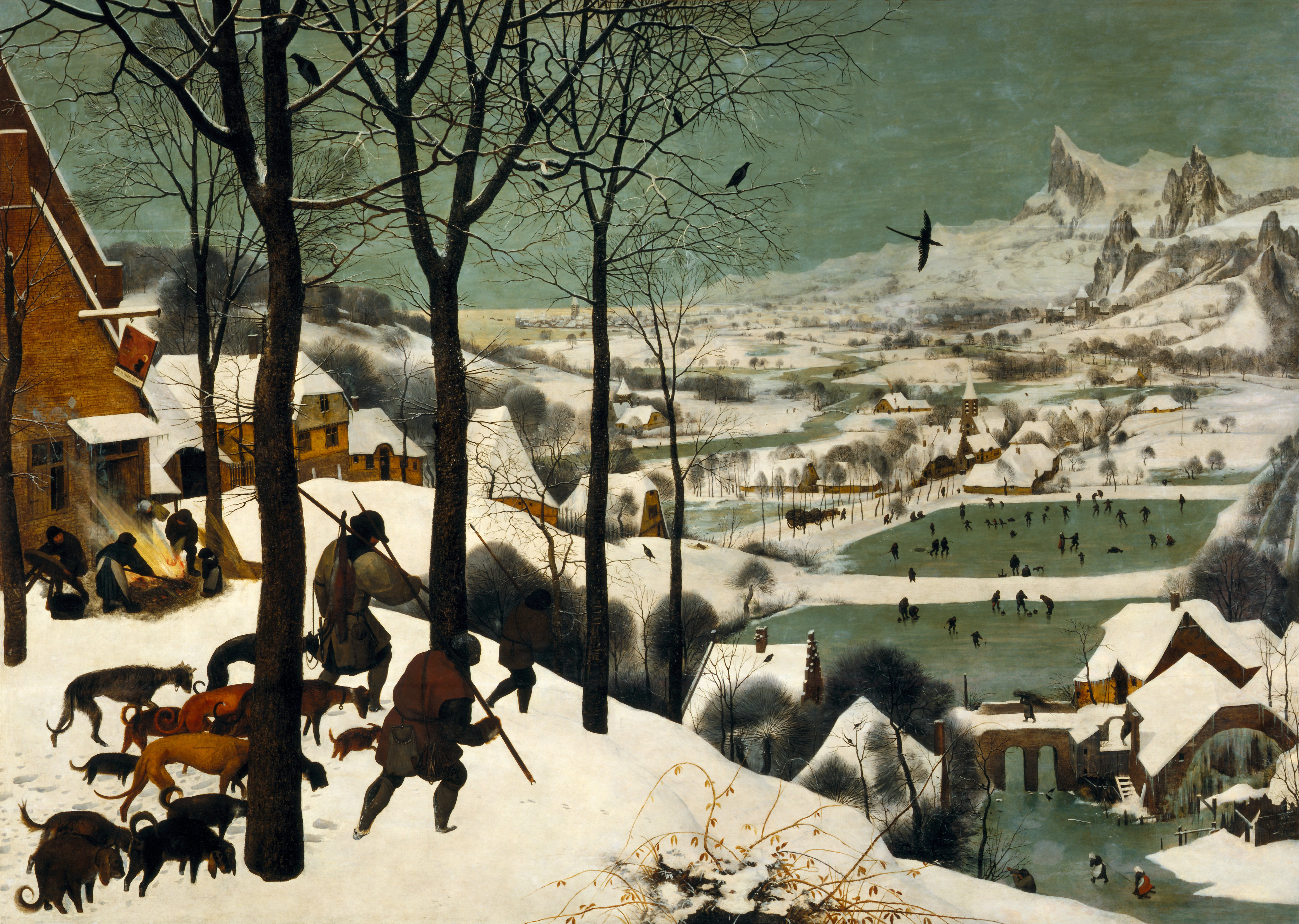
Pieter Bruegel il Vecchio, Cacciatori nella neve, 1565. Kunsthistorisches Museum, Vienna. Il più famoso dei paesaggi invernali di Bruegel, dimostra come nella metà del XVI secolo la pittura iniziò a ritrarre scene di vita quotidiana.

La riforma protestante portò un cambiamento nella mentalità e nell'espressione artistica che spinse gli artisti a preferire scene bibliche a paesaggi e dipinti più laici. Le immagini sacre erano mostrate in maniera didattica e moralistica, con le figure religiose marginalizzate e relegate sullo sfondo. Pieter Bruegel il Vecchio, uno dei pochi che seguì lo stile di Bosch, è un importante ponte di collegamento tra i primitivi fiamminghi e i loro successori. Le sue opere presentano molte delle convenzioni del XV secolo, ma la prospettiva e i soggetti sono chiaramente moderni. Ampi paesaggi emergono dai dipinti religiosi o mitologici, e le sue scene di vita quotidiana sono complesse, con un certo scetticismo religioso e qualche accenno di nazionalismo.

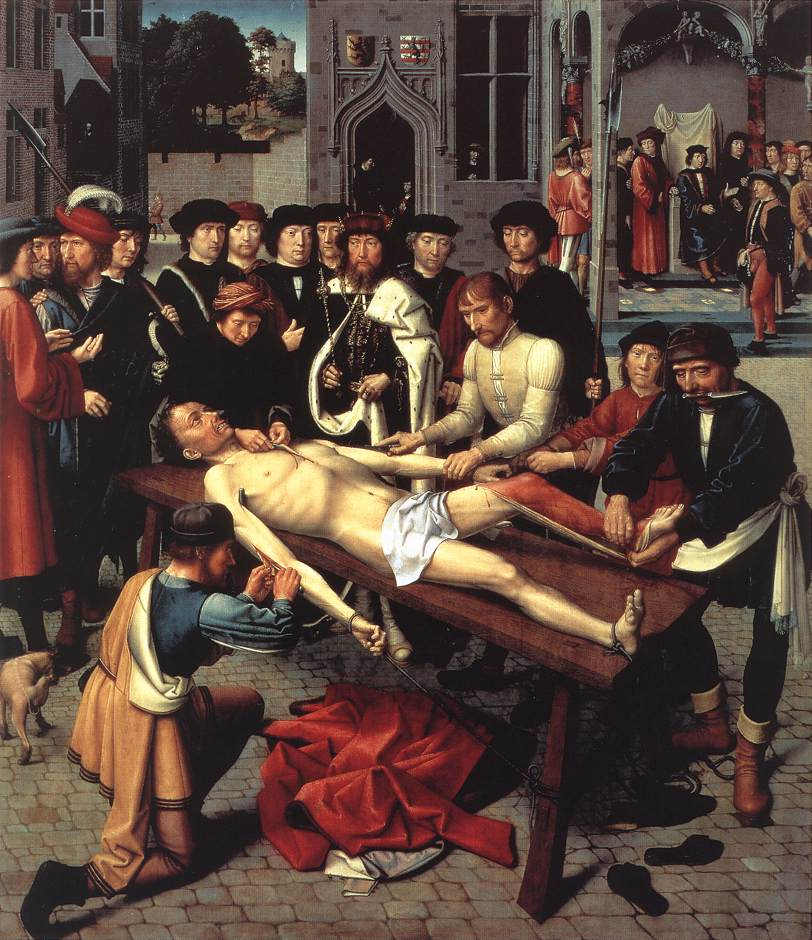
Gerard David, Tortura del giudice Sisamme (1498)

## Le città dei primitivi fiamminghi

### Bruges
Fino al 1477 le Fiandre fecero parte del Ducato di Borgogna, con la capitale amministrativa a Bruxelles e il cuore culturale a Bruges, porto attivo. Quest'ultima città godeva infatti di una posizione strategica che permetteva un rapido accesso al Mare del Nord, che ne fece uno dei centri più ricchi e vivaci di tutta Europa. Fu nel XV secolo che le vie cittadine, solcate da canali, si abbellirono di edifici gotici, compreso il Prisenhof, residenza preferita dei duchi di Borgogna. Punto di attrazione anche per mercanti e banchieri stranieri (soprattutto della Lega anseatica, nonché spagnoli e italiani), fu un intenso mercato di opere d'arte, grazie alla società cosmopolita e alla ricchezza diffusa, che per la prima volta genera un ceto borghese di importanza pari a quello aristocratico.
Maestri come Jan van Eyck, Hans Memling e Hugo van der Goes ricevevano richieste anche da stranieri, spesso italiani, di opere da spedire in madrepatria, dove suscitavano l'ammirazione e tentativi di emulazione degli artisti locali.
Progressivamente l'interramento del porto fluviale e le vicende politiche segnarono il decadimento della città, che perse l'importanza economica in favore di altri centri (soprattutto Anversa) e gradualmente scivolò via da sotto i riflettori della storia. Gli artisti del secondo Quattrocento, da Memling in poi, cristallizzarono il loro stile come per fissare la memoria di una stagione felice, ormai avviata verso il declino.

### Bruxelles
Nel 1402 venne avviato il municipio tardogotico di Bruxelles, con l'alta torre del Beffroi, divenuta presto simbolo della ricchezza e dell'orgoglio cittadino.
Protagonista della pittura a Bruxelles fu il vallone Rogelet de la Pasture, che trasferendosi cambiò il suo nome in Rogier van der Weyden. Pittore richiestissimo da personaggi della corte ducale e da varie città (come Beaune, che gli commissionò lo sfolgorante Polittico del Giudizio universale), fu autore anche di miniature e cartoni per arazzi. Importò nell'arte fiamminga l'impostazione delle scene religiose per grandi figure scalate in profondità, derivata dall'arte italiana, mentre esportò durante i suoi viaggi il gusto del particolare minuto nelle corti italiane, oltre a diffondere la rivoluzionaria pittura a olio stesa a velature successive.
Altro importante protagonista della scena artistica locale fu Dieric Bouts, autore di una serie di pannelli con scene di giustizia (1470 circa) che decoravano il municipio, copiati in molte altre città fiamminghe.

### Altri centri

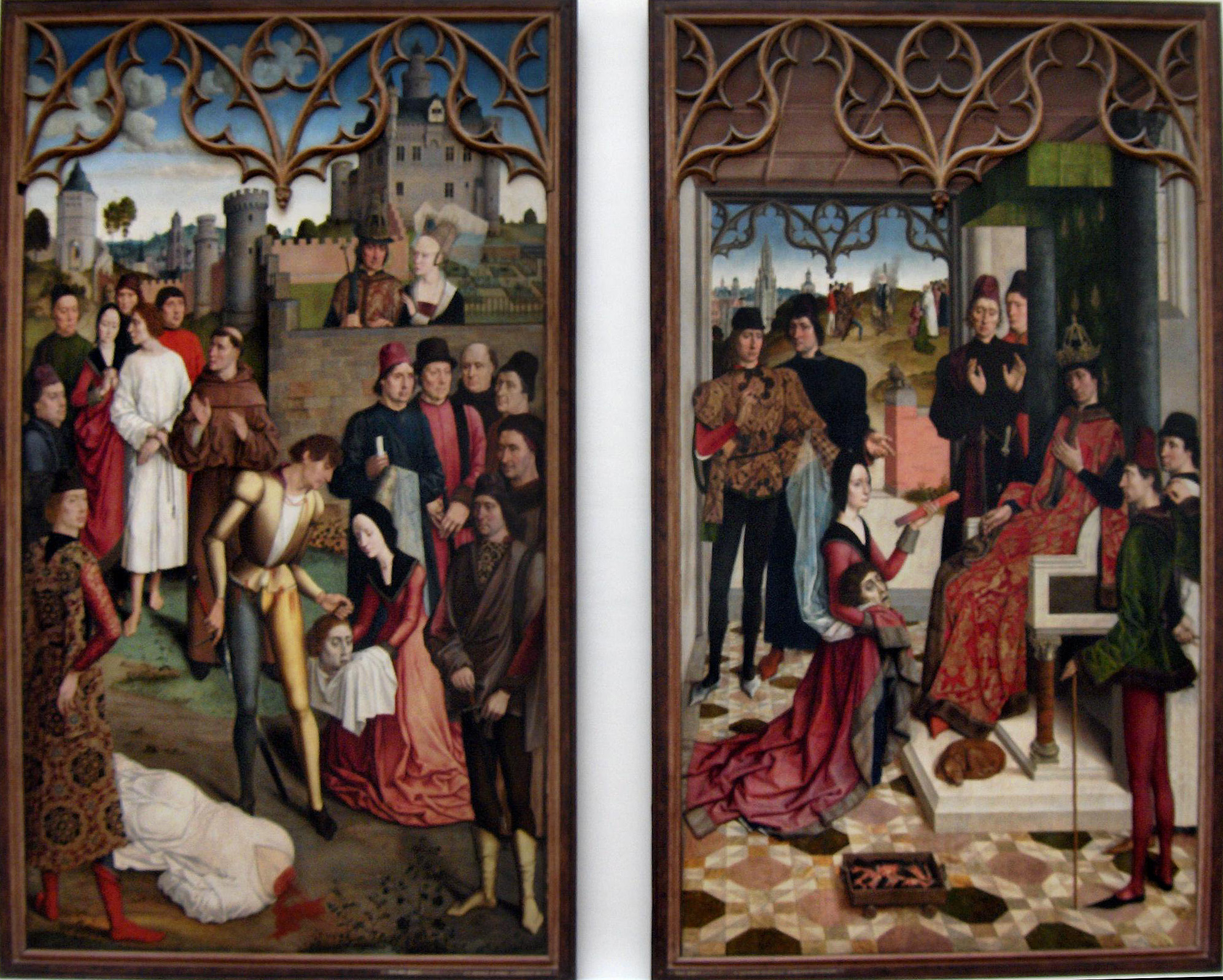
Dieric Bouts, Dittico della Giustizia dell'imperatore Ottone (1460 circa)

Mentre in architettura predominava lo stile "brabantino", di natura tardogotica, la pittura, la miniatura e l'arazzo prosperavano quali decorazioni preferite in una terra in cui l'affresco non veniva praticato per ragioni climatiche.
Le città, anche minori, affidarono spesso agli artisti il ruolo di propagandisti della propria immagine di prosperità e cultura. Gand, ad esempio, godeva di una brillante scuola di miniatura, dove non a caso si ebbe il clamoroso avvio della nuova arte con il Polittico dell'Agnello mistico dei fratelli van Eyck; i diretti precedenti di tale realizzazione sono da ricercare nella miniatura borgognona e parigina.
Tournai era specializzata nella produzione di arazzi.
Lovanio era la base stabile da cui operava Dieric Bouts. A Haarlem erano attivi Albert van Ouwater e Geertgen tot Sint Jans; a Delft il Maestro della Virgo inter Virgines.
Con la morte di Filippo il Buono la fortuna politica e commerciale delle Fiandre iniziò a incrinarsi. Il suo successore Carlo il Temerario cercò di estendere i propri domini, scatenando le ostilità del re Luigi XI di Francia, il quale lo attaccò e uccise durante l'assedio di Nancy del 1477. Le pretese sui ricchi territori fiamminghi vennero momentaneamente sospese grazie al matrimonio di Maria di Borgogna, figlia di Carlo, con Massimiliano d'Asburgo. Alla morte della donna, però, nel 1482, non tutte le province riconobbero l'autorità di Massimiliano come reggente e si aprirono lunghe contese tra Francia, Asburgo e Inghilterra. Il lungo braccio di ferro, durato circa dieci anni, finì per indebolire le città ribelli di Bruges, Ypres e Gand, bloccandone il futuro sviluppo.

## I protagonisti
La prima generazione dell'arte fiamminga è legata ai tre grandi maestri Jan van Eyck, Rogier van der Weyden e Robert Campin. La seconda, che vede il prosperare di centri come Bruges e Bruxelles, è legata essenzialmente ai nomi di Petrus Christus e Dieric Bouts, oltre a un cospicuo numero di artisti anonimi o di minor spicco. L'ultima generazione, ormai negli ultimi decenni del Quattrocento, vede una serie di artisti nostalgici, che cristallizzano il proprio stile nonostante i tempi burrascosi, tra cui spiccano Hans Memling e Hugo van der Goes.

### Jan van Eyck

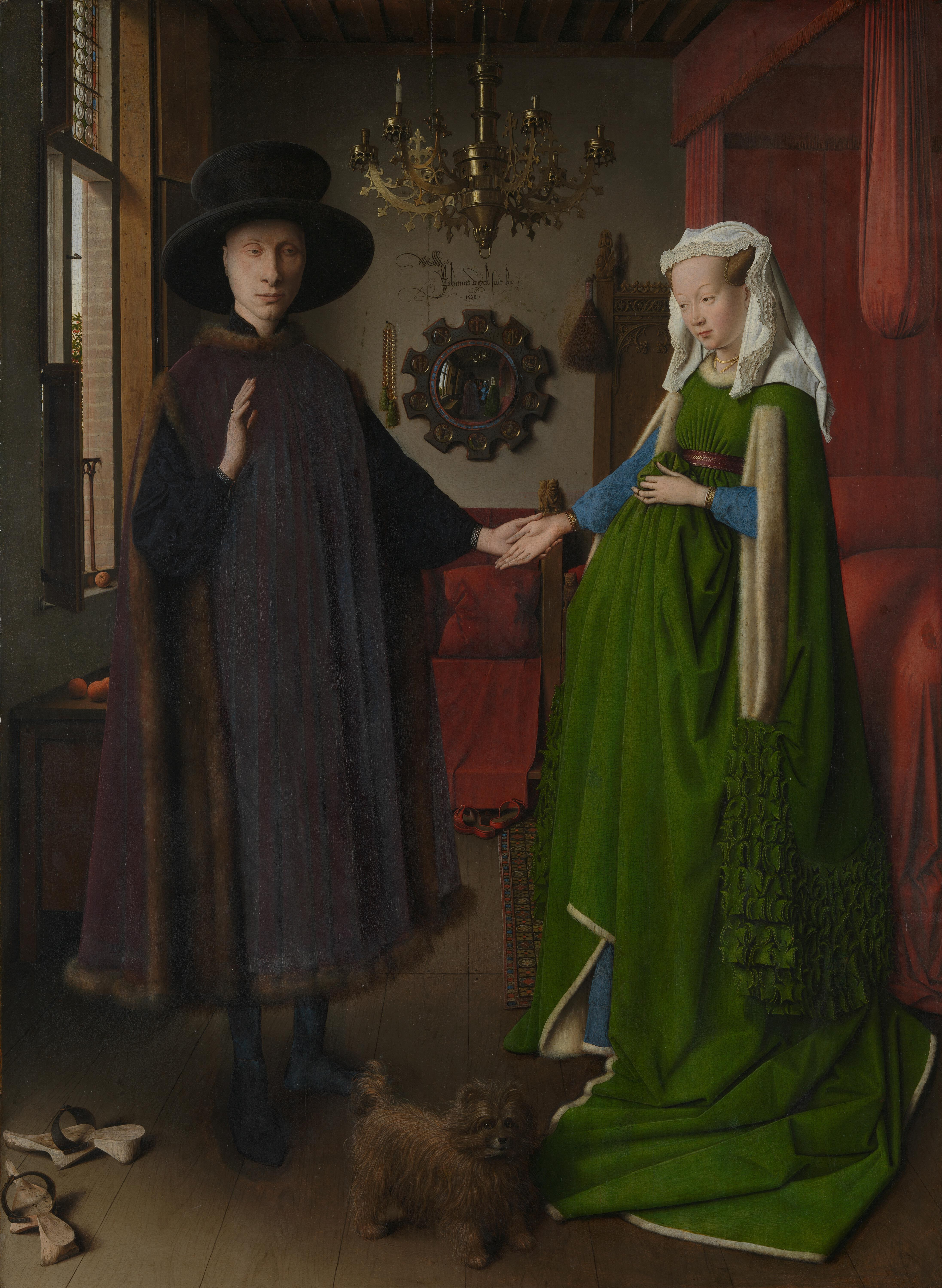
Jan van Eyck, Ritratto dei coniugi Arnolfini (1434), National Gallery, Londra

L'iniziatore della pittura fiamminga fu Jan van Eyck, che resta anche uno dei più famosi pittori fiamminghi di sempre. La sua opera fu cronologicamente parallela a quella del grande rinnovatore della pittura toscana, Masaccio, con il quale ha anche alcuni punti di contatto esteriori. Mosse i suoi primi passi nel mondo della miniatura, all'epoca dominata dalla tradizione tardogotica francese, nel solco della quale van Eyck impostò figure pienamente integrate in uno spazio realistico, con una luce che unifica la rappresentazione e delinea con grande precisione i dettagli minuti della stanza e delle occupazioni dei personaggi (Ore di Torino, 1422-1424)
È chiaro che van Eyck si poneva, come Masaccio, il problema della realtà; ma se l'italiano operava una sintesi che coglieva la sola essenza delle cose, preoccupandosi di collocarle in uno spazio prospetticamente unitario e razionale, il fiammingo procedeva invece analizzando con lucidità e attenzione i singoli oggetti come si presentano ai nostri sensi. Tra i suoi capolavori spiccano il monumentale Polittico di Gand (completato nel 1432), dipinto con il misterioso fratello maggiore Hubert van Eyck, e il Ritratto dei coniugi Arnolfini (1434), un'opera paradigmatica dell'intera scuola fiamminga. La tecnica a olio permette la creazione di effetti di luce e di resa delle superfici mai viste prima, e la luce fredda e analitica unifica e rende solenne e immobile tutta la scena. Lo spazio è complesso e molto diverso dalla tradizione del Rinascimento fiorentino. Gli italiani usavano infatti un unico punto di fuga posto al centro dell'orizzonte (prospettiva lineare centrica), dove tutto è perfettamente strutturato in modo ordinato, con rapporti precisi tra le figure e con un'unica fonte di luce che definisce le ombre. In quest'opera, invece, e nelle opere fiamminghe in generale, lo spettatore è illusoriamente incluso nello spazio della rappresentazione tramite alcuni accorgimenti quali l'uso di più punti di fuga (in questo caso quattro) e di una linea dell'orizzonte più alta, che fa sembrare l'ambiente "avvolgente", come se fosse in procinto di rovesciarsi su chi guarda. Lo spazio è quindi tutt'altro che chiuso e finito, anzi sono presenti elementi come la finestra, che fa intravedere un paesaggio lontano, o lo specchio, che raddoppia l'ambiente mostrando le spalle dei protagonisti e l'altro lato della stanza.

### Robert Campin

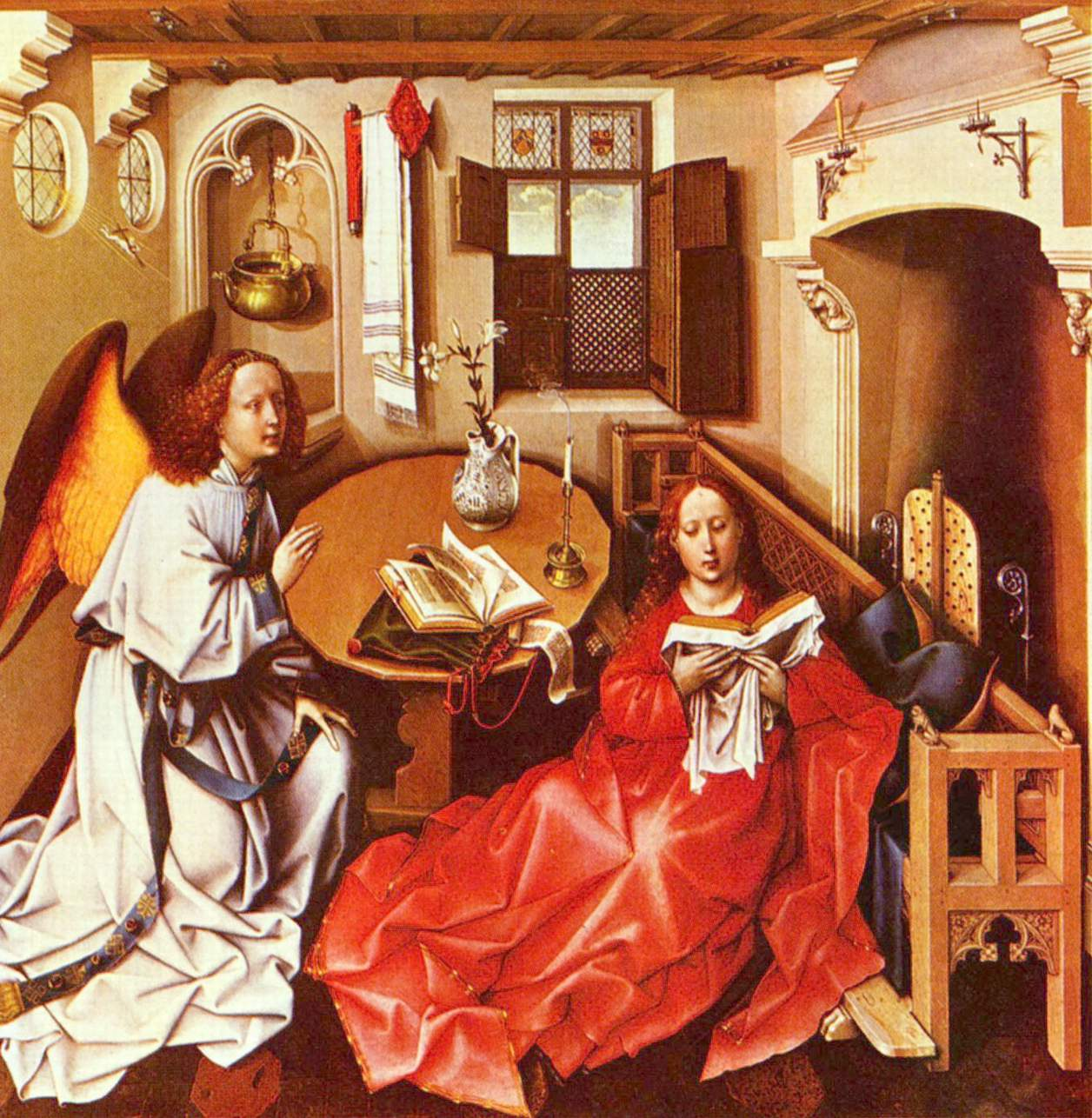
Robert Campin, Annunciazione del Trittico di Mérode (1427)

Robert Campin, col quale è ormai identificato il Maestro di Flémalle, è il terzo grande iniziatore dell'arte fiamminga, innovata grazie al suo intenso realismo con cui si distaccò dall'arte idealizzata e sognante del tardo gotico nella pittura nel Nord.
Maestro di van der Weyden, focalizzò la sua produzione essenzialmente sui trittici dove le ricche iconografie sacre sono tradotte in immagini di immediato realismo, ambientate nella realtà quotidiana.
Il colore è vivo, corposo, incisivo e disegna il contorno delle figure in modo netto, conferendo loro evidenza plastica; a questo effetto contribuisce anche il contrasto chiaroscurale dei panneggi, che arricchisce l'espressività della scena. Campin indugiava nella raffigurazione degli oggetti, così fitti da stipare a volte il quadro, analizzandoli con meticolosità ed acutezza estreme. Lo sguardo di Campin, però, rispetto a van Eyck è meno distaccato, con una presenza più umanamente fisica e legami più affettuosi tra i personaggi, che creano un maggiore senso di quotidianità. In aggiunta egli cerca, soprattutto nei ritratti, di esplorare l'interiorità del soggetto, per coglierne i tratti distintivi della personalità e lo stato d'animo.

### Rogier van der Weyden

Rogier van der Weyden, Deposizione (1433-1435), Museo del Prado, Madrid

Rogier van der Weyden fu pittore ufficiale della città di Bruxelles dal 1437 e nel 1449-1450 compì un fondamentale viaggio in Italia, che lo mise in contatto con le novità del Rinascimento italiano. Da Jan van Eyck assimilò l'innovativa tecnica a olio e l'attenzione verso la resa analitica dei dettagli, da Robert Campin apprese il senso pieno dei volumi, dello spazio e l'attenzione all'emotività umana dei personaggi.
Questi modelli vennero comunque reinterpretati in maniera personale, sviluppando un linguaggio con caratteristiche compositive e cromatiche proprie. Van der Weyden accentuò ulteriormente i risvolti psicologici e sentimentali, legando le figure con catene di sguardi e gesti, e segnando un predominio della figure sugli ambienti. Tipico è il senso di composto ma partecipe sentimento, con personaggi dalle molteplici sfumature psicologiche, pur sempre atteggiati entro i limiti di un dignitoso contegno. Le tinte sono di solito fredde, accostate in maniera solida e molto raffinata, come i gialli e i violetti, oppure le varie sfumature di bianchi e grigi. Una delle sue opere più celebri è la Deposizione (1435) al Museo del Prado.
Se van Eyck fu uno scopritore, nel senso che trasferì la realtà sulla tela, van der Weyden fu essenzialmente un "inventore": delle forme, delle pose, delle iconografie.

### Petrus Christus

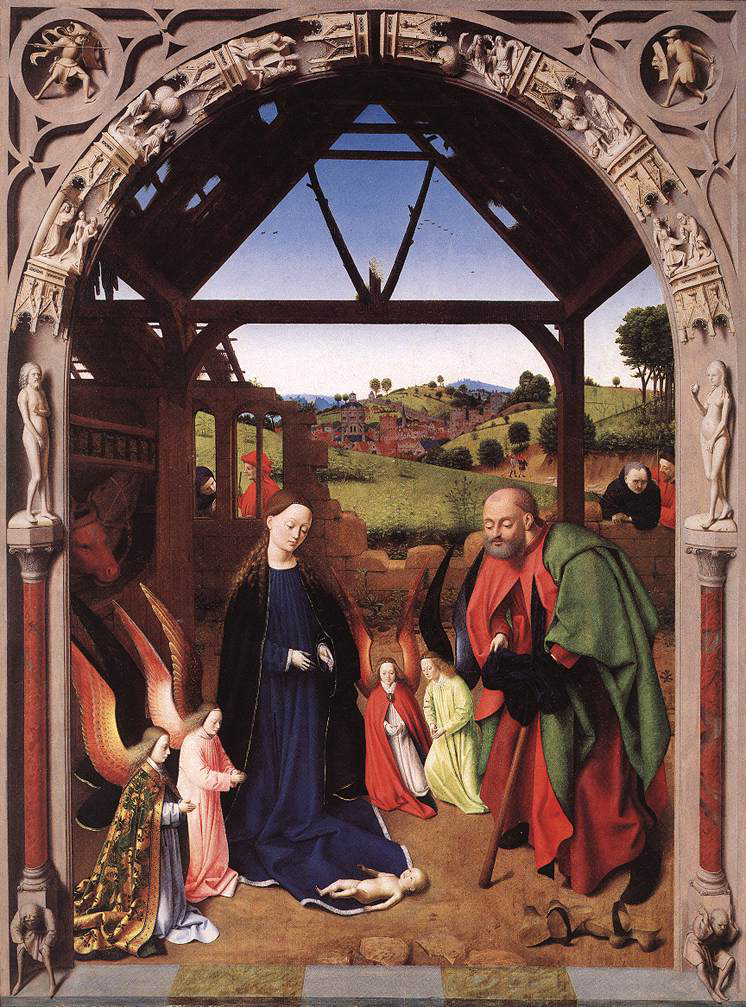
Natività, Washington, National Gallery of Art

Petrus Christus fece parte di quella che comunemente è indicata come seconda generazione di artisti fiamminghi del Quattrocento. Il suo stile prese le mosse dal realismo minuto di van Eyck, concentrandosi poi soprattutto sulla resa dello spazio, fino ad adottare una costruzione prospettica razionale con un unico punto di fuga, primo fra i pittori nordici. Forse seguì l'esempio di pittori italiani, tra i quali si ipotizza una conoscenza diretta con Antonello da Messina. Dopo la metà del secolo, sull'esempio di van der Weyden, le sue opere assumono un tono monumentale, ma importante resta anche la produzione di ritratti, che spiccano per l'intimo realismo e la resa psicologica.

### Dieric Bouts
Dieric Bouts fu pittore ufficiale della città di Lovanio dal 1468, dove operava almeno dal 1457. Accanto a opere ufficiali di grande formato, spesso dipinte per rivaleggiare con i grandi polittici di altri artisti in altre città, si occupò anche di una produzione devozionale privata, con Madonna col Bambino ambientate nella quiete domestica, caratterizzate dal disegno nitido e dalla fine resa dei particolari. Nelle opere ufficiali coniugò la lezione dei primitivi con le esigenze celebrative dell'ambiziosa borghesia mercantile, dando forma a quegli ideali conservatori nei quali si fondevano valori civili e borghesi, oltre che religiosi.

### Hans Memling

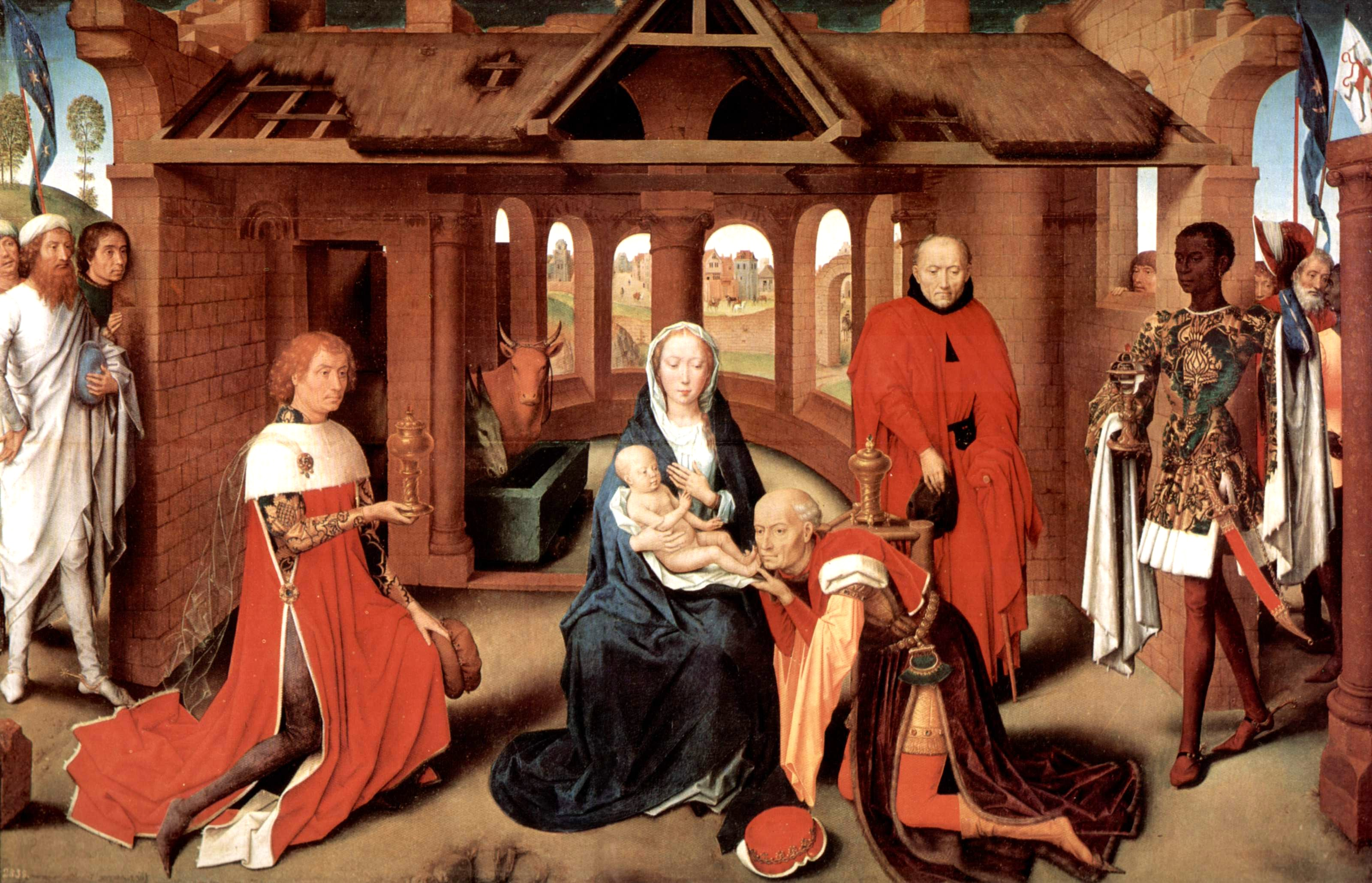
Hans Memling, Adorazione dei Magi, (1470 circa)

Il rappresentante più caratteristico della pittura fiamminga nel secondo Quattrocento fu Hans Memling, attivo a Bruges dal 1464, quando la stella di Petrus Christus andava ormai scemando. Le opere della sua attivissima bottega ebbero eco internazionale e si diffusero lungo le rotte commerciali, rendendo celebre quella cultura raffinata fiamminga, creatrice di microcosmi pittorici, che ormai si andavano cristallizzando nelle forme. Rielaborò infatti gli elementi dei maestri che lo avevano preceduto creando un linguaggio armonioso e misurato, di un'eleganza sofisticata e malinconica, che sembra riflettere l'imminente indebolimento della straordinaria stagione commerciale e artistica delle Fiandre.

### Hugo van der Goes
Attivo a Gand dal 1467, Hugo van der Goes fu un pittore-monaco devoto ai soggetti sacri, che elaborò in maniera intensamente sofferta, anche per i suoi problemi psichiatrici legati alla depressione della quale soffriva. Gradualmente riuscì a sovvertire i canoni del realismo alla base della scuola fiamminga, in favore di una visione più nervosa e tormentata, con scelte spaziali discontinue e artificiose, che lo distaccano dal contesto artistico dell'epoca.

## Tecniche e materiali

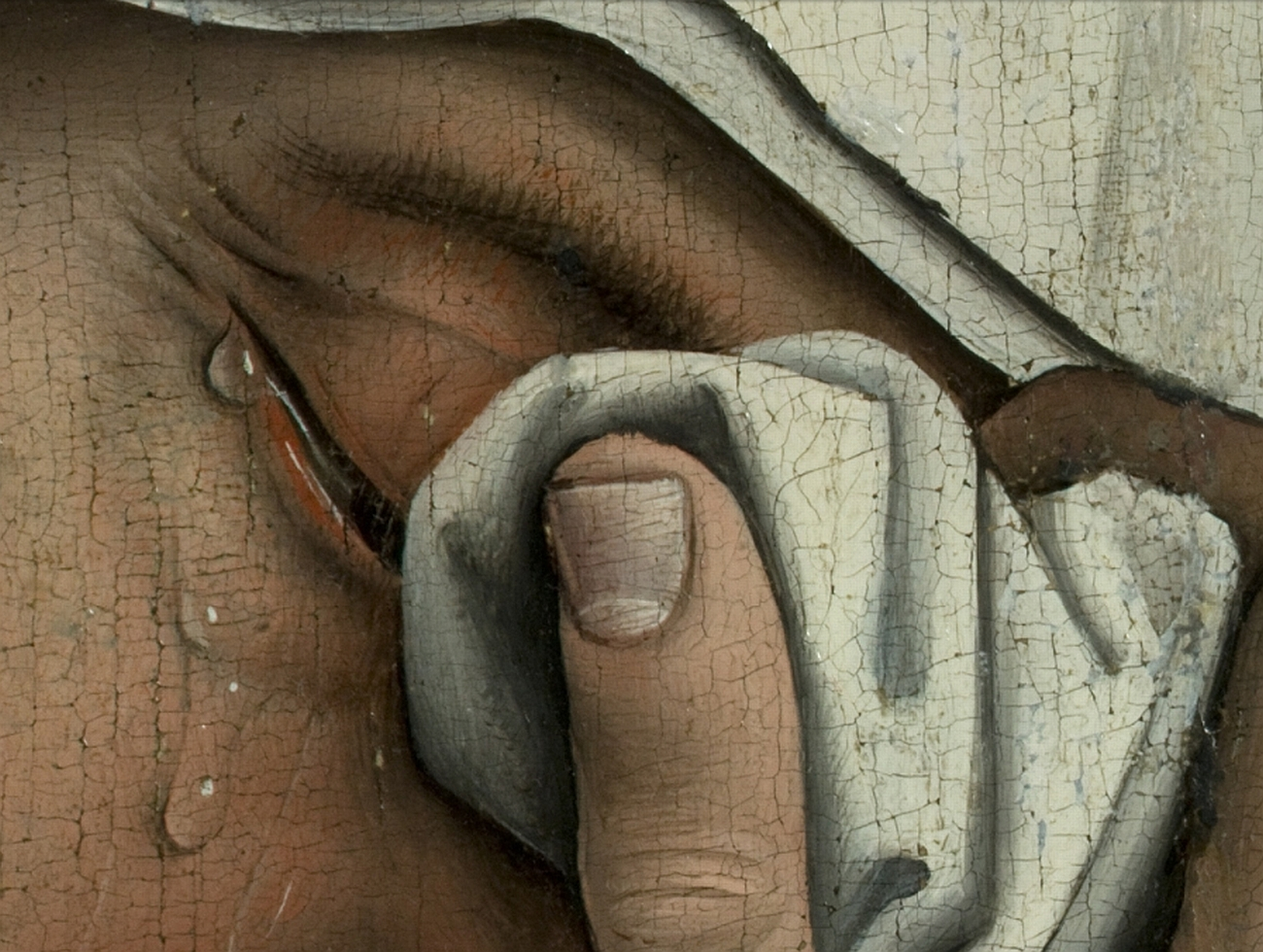
Questo particolare della Deposizione di Rogier van der Weyden è un esempio del livello di dettaglio che poteva essere raggiunto con la tecnica ad olio

Campin, van Eyck e van der Weyden fecero del realismo lo stile dominante della pittura nordeuropea del XV secolo. Questi artisti cercavano di mostrare il mondo come era realmente, e di ritrarre le persone in modo più umano, con più complessità ed emozione rispetto al passato. Questa prima generazione di primitivi fiamminghi era interessata all'accurata riproduzione degli oggetti (secondo Erwin Panofsky dipingevano «oro che sembrava oro»), facendo molta attenzione ai fenomeni naturali come luci, ombre e riflessi. Andarono oltre la prospettiva piatta e figure disegnate con i contorni in favore di uno spazio pittorico tridimensionale. La posizione dello spettatore e il modo in cui si può relazionare con la scena divenne per la prima volta importante; nel Ritratto dei coniugi Arnolfini van Eyck organizza la scena come se lo spettatore fosse appena entrato nella stanza in cui erano le due figure. Gli avanzamenti tecnici permisero una rappresentazione più ricca e luminosa di persone, paesaggi, arredi e oggetti.

Uno dei tratti distintivi dei primitivi fiamminghi è l'innovazione nell'uso e nella manipolazione della pittura a olio, una tecnica che tuttavia risale almeno al XII secolo. La tecnica dominante fino agli anni trenta del 1400 era la tempera che, se da un lato produce colori luminosi, dall'altro asciuga velocemente rendendo quindi difficile ottenere degli effetti realistici e ombre profonde. L'olio dal canto suo permette di ottenere una superficie liscia, traslucida e può essere applicato a varie densità, con linee sottili o pennellate larghe. Asciuga lentamente ed è facilmente manipolabile quando è ancora bagnato. Queste caratteristiche permisero di avere più tempo per aggiungere dettagli minuti e resero possibile l'uso delle tecniche alla prima. Le morbide transizioni cromatiche erano possibili perché porzioni degli strati di pittura intermedi potevano essere rimossi quando il dipinto asciugava. L'olio rende possibile una migliore resa del chiaroscuro, permettendo di ottenere ombre profonde, fasci di luce ed altri effetti che si potevano ottenere con la sovrapposizione di strati di colore semitrasparenti. Da questa nuova libertà nel controllo della luce nacque una più realistica rappresentazione della trama delle superfici; van Eyck e van der Weyden erano soliti mostrare la luce cadere sulla gioielleria, pavimenti di legno, tessuti e oggetti casalinghi.

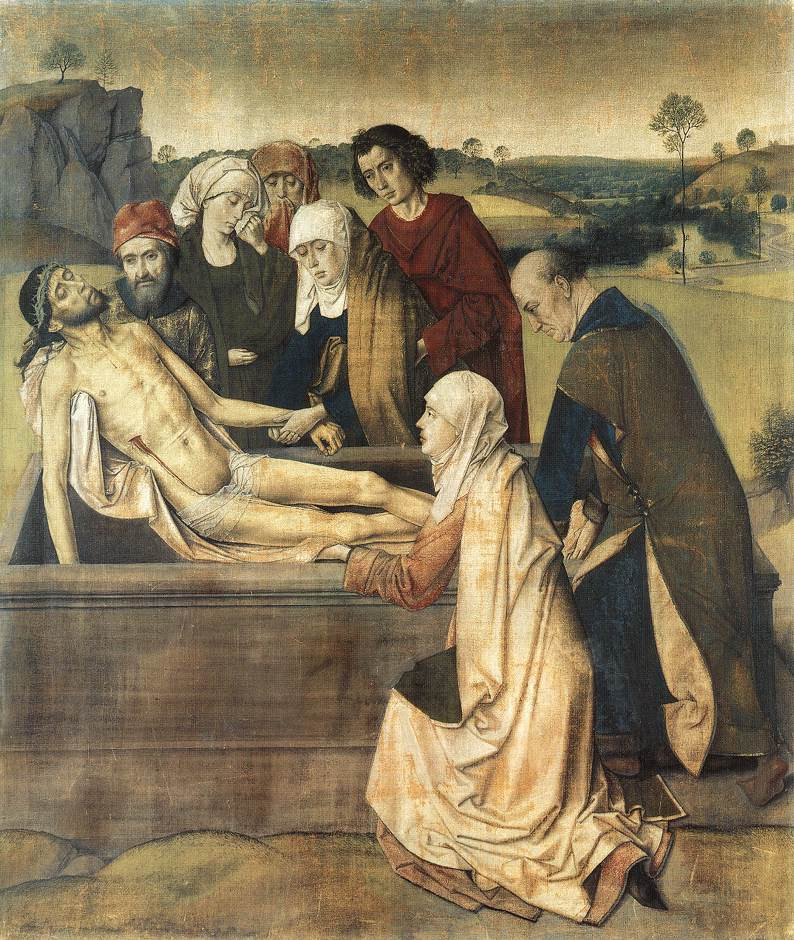
La Deposizione di Dieric Bouts (National Gallery, Londra) è un austero ma emozionane ritratto di tristezza e dolore, ed uno dei pochi dipinti a colla del XV secolo che ci sono arrivati.

Il supporto più utilizzato dai primitivi fiamminghi era il legno (secondo alcune stime la tela era utilizzata in un terzo delle opere, ma queste erano notevolmente meno durevoli, tanto che quasi tutte le opere arrivate fino ai giorni nostri sono su supporto ligneo ), generalmente quercia importata dalla regione baltica, preferendo un taglio radiale per ridurre le deformazioni. Di solito la linfa veniva rimossa e il legno stagionato a lungo prima dell'uso. I supporti di legno permettono la datazione dendrocronologica, e l'uso di particolari querce baltiche ci dà qualche indizio sul luogo in cui si trovava l'artista. I pannelli in genere sono lavorati finemente; lo storico dell'arte Lorne Campbell nota che sono «fatti in maniera splendida e oggetti finiti. Può essere estremamente difficile trovare le giunture». Molte cornici furono alterate, ridipinte o dorate nel XVIII e all'inizio del XIX secolo, quando era pratica comune dividere le opere incardinate in modo da poterle vendere separatamente. Molti dei pannelli arrivati fino ad oggi sono dipinti su entrambi i lati, con il retro che riporta l'emblema familiare, lo stemma oppure schizzi supplementari. Nel caso dei singoli pannelli, la realizzazione del retro spesso non aveva una relazione con il fronte e in alcuni casi si può trattare di aggiunte posteriori o, come ipotizza Campbell, «fatte per il piacere dell'artista». Dipingere ogni lato di un pannello aveva anche una ragione pratica dato che impediva al legno di deformarsi. Di solito le cornici delle opere incardinate erano costruite prima che i singoli pannelli venissero montati su di esse.
La colla era utilizzata come un legante meno costoso rispetto all'olio. Delle molte opere realizzate con questo metodo poche sono sopravvissute fino ad oggi a causa della delicatezza delle tele di lino e della solubilità della colla animale da cui il legante derivava. Alcuni esempi ben noti includono la Vergine e il bambino con Santa Barbara e Caterina (1415-25) e la Deposizione di Bouts (1440-55). Il colore veniva generalmente applicato con pennelli, a volte con spazzole. Gli artisti spesso alleggerivano i contorni delle ombre con le loro dita, a volte per tamponare o ridurre la velatura, ed erano soliti mostrare la luce cadere sulla gioielleria, pavimenti di legno, tessuti e oggetti casalinghi.

## Gilde e botteghe

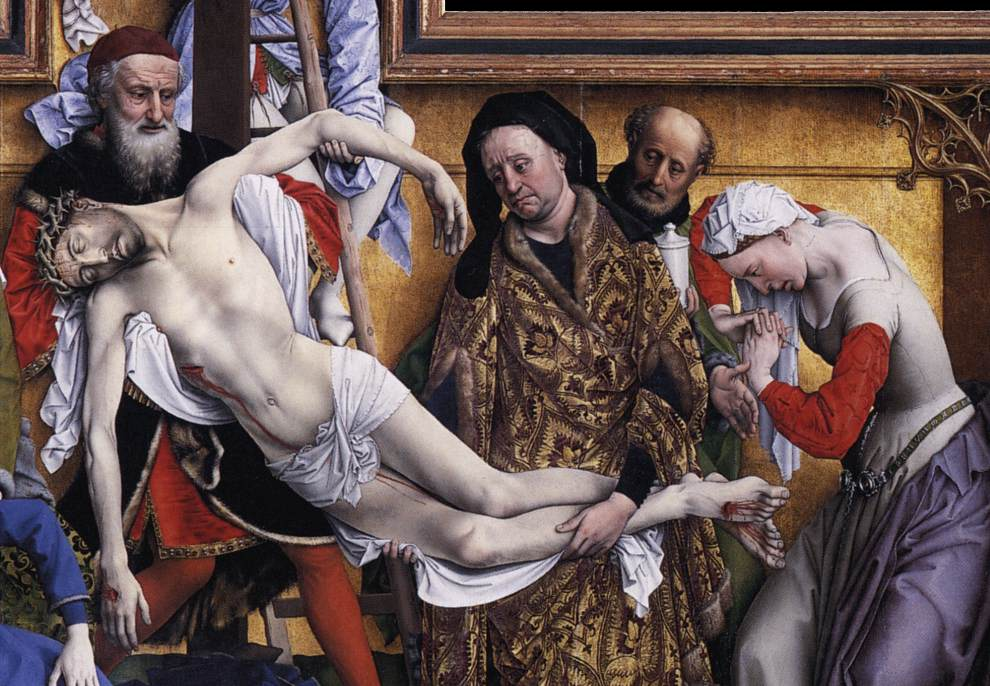
La Deposizione di Rogier van der Weyden (dettaglio), 1435 circa. Il corpo di Gesù richiama la forma di una balestra per simboleggiare il fatto che la commissione dell'opera venne data dalla gilda degli arcieri di Lovanio.

Il modo più tipico in cui un cliente poteva commissionare un'opera nel XV secolo era di visitare la bottega di un maestro. Solo un certo numero di maestri erano abilitati a lavorare all'interno dei confini di una città ed erano disciplinati dalle gilde alle quali essi dovevano essere affiliati per poter lavorare e ricevere commissioni. Le gilde proteggevano e disciplinavano la pittura, sovrintendevano la produzione, si occupavano del commercio delle opere (soprattutto l'esportazione) e fornivano materiali grezzi agli artisti; stabilirono anche una serie di regole per i pittori di pannelli, di vestiti e libri miniati, come ad esempio quella di alzare i requisiti per poter avere la cittadinanza per i miniatori e proibirgli di usare colori a olio. In generale i pittori di pannelli godevano della più alta protezione, mentre i pittori di tele si collocavano più in basso.
L'appartenenza ad una gilda era elitaria e difficile da ottenere per i nuovi arrivati. Un maestro doveva provare di avere la cittadinanza (che poteva essere di nascita oppure comprata) e fare apprendistato nella sua regione. L'apprendistato durava cinque anni per concludersi con la produzione di un “capolavoro” che provava le abilità dell'artista e il pagamento di una sostanziosa quota d'ingresso. Il sistema era protezionista a livello locale grazie ad un sistema di tariffe; lo scopo ufficialmente era quello di assicurare un'alta qualità dei suoi membri, ma le gilde erano organizzazioni indipendenti che tendevano a favorire i candidati più ricchi. Alcune opere citano esplicitamente le gilde. Il caso più famoso è quello della Deposizione di van der Weyden, nella quale il corpo di Gesù richiama la forma di una balestra per simboleggiare il fatto che la commissione era stata assegnata dalla gilda degli arcieri di Lovanio.
Le botteghe in genere consistevano in una casa di famiglia per il maestro e una sistemazione per gli apprendisti. I maestri in genere costruivano inventari di pannelli pre-dipinti e motivi e bozze pronte per la vendita. Per quanto riguarda i primi, il maestro era responsabile per l'aspetto generale del dipinto, e di solito si concentrava solo nei punti più importanti come visi, mani e i ricami dei vestiti. Gli elementi più prosaici erano lasciati agli assistenti; in molte opere è possibile notare un improvviso cambiamento di stile, la deesis nella Crocifissione e Giudizio finale di van Eyck è uno degli esempi più conosciuti. Spesso la bottega di un maestro era occupata sia dalle copie di opere che avevano successo commerciale che da schizzi per le nuove commissioni. In questo caso il maestro in genere produceva il disegno o la composizione generale mentre l'opera era eseguita dagli assistenti. Di conseguenza molte delle opere con un'ottima composizione, ma eseguite in maniera mediocre, vengono attribuite ai membri o seguaci della bottega

## Mecenatismo

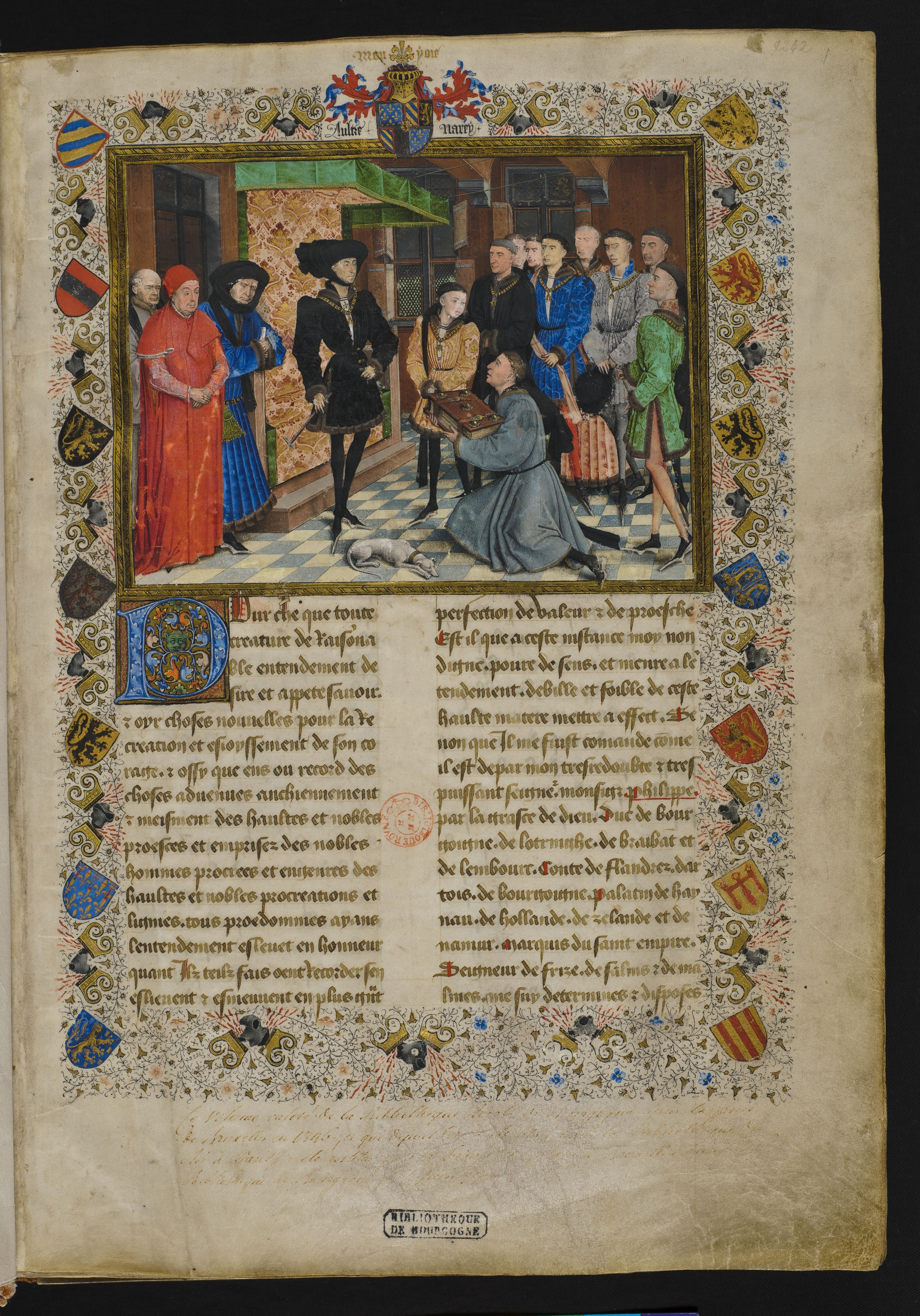
Rogier van der Weyden, Jean Wauquelin presenta le sue Cronache di Hainaut a Filippo il Buono, 1447–1448. Biblioteca reale del Belgio, Bruxelles

Nel XV secolo la ricchezza e l'importanza dei principi di Borgogna faceva sì che anche la classe mercantile e bancaria dei Paesi Bassi fosse in ascesa. La prima metà del secolo vide un forte incremento nel commercio internazionale e nella ricchezza domestica, portando così ad un enorme aumento della domanda di opere d'arte. Gli artisti dell'area attraevano mecenati dalla regione baltica, Germania del nord, Polonia, Penisola iberica, Italia e dalle potenti famiglie inglesi e scozzesi. in un primo momento gli artisti vendevano direttamente le proprie opere, comprando autonomamente cornici, pannelli e colori. A metà del secolo il commercio d'arte divenne una professione; l'attività divenne dominata dalla classe mercantile e guidata da logiche di mercato.
Le opere più piccole in genere non erano prodotte su commissione. Più spesso gli artisti producevano i formati e le immagini che sarebbero stati più vendibili, i quali venivano realizzati dai membri della bottega dopo una prima impostazione dell'artista. I dipinti già pronti venivano regolarmente venduti alle fiere, oppure il compratore poteva visitare direttamente le botteghe, che di solito si trovavano raggruppate in una particolare area nelle città più grandi. Agli artisti veniva permesso di esporre “in vetrina” le loro opere. Questo è il modo più tipico in cui sono stati prodotti migliaia di pannelli per la classe media (funzionari pubblici, clero, membri delle gilde, dottori, mercanti).
I tüchlein, una particolare tipologia di dipinto su tela, erano più comuni nelle case della classe media, e i documenti confermano un forte interesse nell'acquisto di pannelli a tema religioso da tenere in casa. Membri della classe mercantile di solito commissionavano piccoli pannelli religiosi a tema. Le alterazioni variavano dall'avere pannelli individuali aggiunti a quelli prefabbricati all'inclusione del ritratto del donatore. L'aggiunta degli stemmi era spesso l'unico cambiamento; un esempio è il San Luca disegna la Vergine di van der Weyden, che esiste in varie versioni.

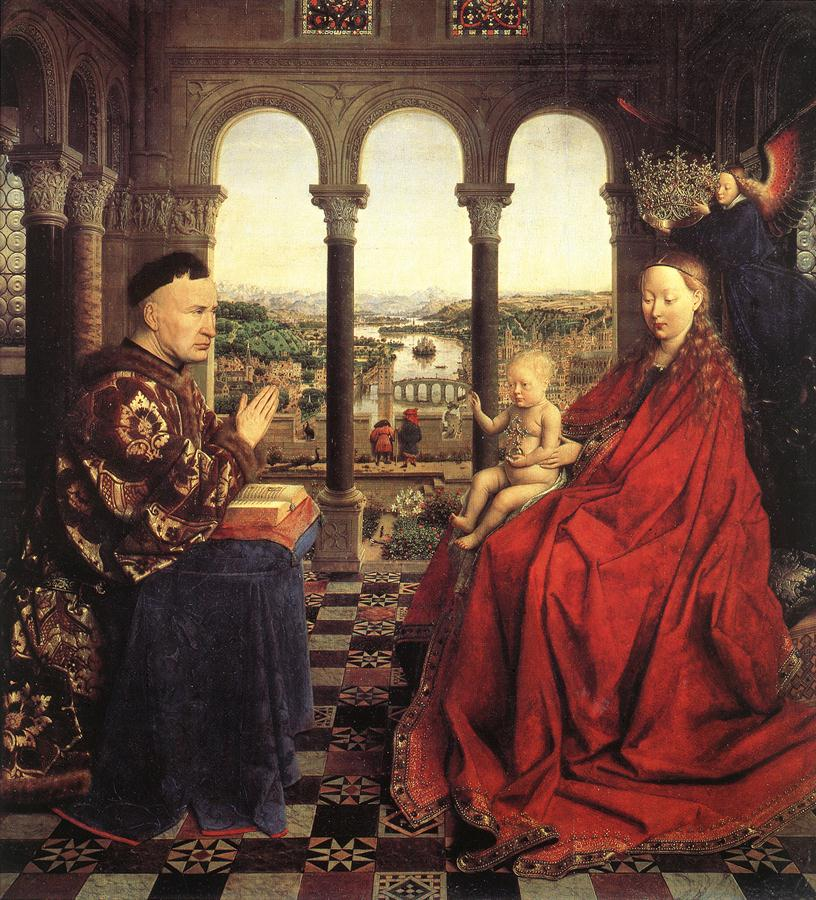
Jan van Eyck, Madonna del cancelliere Rolin, c. 1435. L'opera è stata dipinta per Nicolas Rolin, un importante cancelliere di Borgogna, ritratto alla destra della Vergine

Molti dei duchi di Borgogna potevano permettersi di avere gusti stravaganti. Filippo III seguì l'esempio dei suoi prozii in Francia (tra cui Giovanni di Valois) diventando un forte protettore delle arti e commissionando molte opere. La corte di Borgogna era vista come un'autorità in fatto di gusto e le sue scelte influenzarono la domanda dei libri miniati, arazzi bordati d'oro e coppe decorate con gioielli, che venivano commissionati soprattutto agli artisti di Bruges e Gand tra il 1440 e il 1460. Anche se i dipinti su tavola non avevano un valore intrinseco, come ad esempio accadeva per i metalli preziosi, erano comunque percepiti come oggetti tra i più pregiati dell'arte europea. Un documento del 1425 scritto da Filippo III ci spiega che egli assunse un pittore per «l'eccellente lavoro che fa con la sua tecnica». Ven Eyck dipinse la sua Annunciazione mentre lavorava per Filippo III, mentre van der Weyden divenne il ritrattista del duca negli anni 1440.
Il governo di Borgogna creò una grande classe di cortigiani e funzionari. Alcuni ottennero un grande potere e commissionarono dipinti per mostrare la loro ricchezza e influenza. Altri funzionari civici commissionarono opere agli artisti più importanti, come il Dittico della Giustizia dell'imperatore Ottone di Dieric Bouts e Giustizia di Cambise di Rogier van der Weyden. Le commissioni civiche erano meno comuni e lucrose, ma potevano fare pubblicità ad un pittore e aumentarne la fama, come successe ad Hans Memling, il cui Trittico del Matrimonio mistico di santa Caterina per l'Ospedale di San Giovanni di Bruges gli fece avere ulteriori commissioni.
Il patrocinio degli stranieri benestanti e lo sviluppo del commercio internazionale fornirono agli artisti migliori la possibilità di aprire botteghe con assistenti; pittori di primo piano come Petrus Christus e Hans Memling trovavano clienti sia nella nobiltà locale che nella consistente popolazione straniera di Bruges. I pittori non solo esportavano le loro opere, ma anche se stessi; principi e nobili stranieri, anche aspiravano a emulare l'opulenza della corte di Borgogna, assumevano i pittori di Bruges. Ad esempio Federico da Montefeltro, duca d'Urbino, assunse Giusto di Gand nel 1473, e Isabella di Castiglia chiamò alla sua corte Michael Sittow e Juan de Flandes.

## Iconografia
I dipinti della prima generazione di primitivi fiamminghi sono spesso caratterizzati dall'uso del simbolismo e contengono riferimenti biblici. Van Eyck fu il pioniere, e le sue innovazioni vennero riprese e sviluppate da van der Weyden, Memling e Christus, ognuno dei quali impiegava un ricco repertorio di elementi iconografici per creare un amplificato senso delle credenze e ideali spirituali contemporanei. Le opere enfatizzano soprattutto lo spirituale sul terreno; moralmente esprimono una visione timorosa combinata con il rispetto per morigeratezza e stoicismo. Dato che il culto di Maria era all'apice al tempo, gli elementi iconografici relativi alla sua vita sono i più comuni.
Craig Harbison descrive la mescolanza tra realismo simbolismo e come «[forse] l'aspetto più importante del primo periodo dell'arte fiamminga». La prima generazione di pittori era concentrata nel rendere i simboli religiosi più realistici. I simboli dovevano fondersi con le scene in «una deliberata strategia volta a creare un'esperienza di rivoluzione spirituale». I dipinti religiosi di van Eyck in particolare «presentano sempre all'osservatore una versione trasfigurata della realtà visibile». Per lui il quotidiano è pregno di simbolismo al punto che, secondo Harbison, «gli elementi descrittivi erano riorganizzati […] in modo tale da illustrare non l'esistenza terrena ma ciò che lui considerava una verità soprannaturale». Questa miscela di terreno e spirituale è la prova della convinzione di van Eyck che «la natura essenziale della dottrina cristiana» si può trovare «nel matrimonio tra il mondo sacro e quello profano, tra realtà e simbolo». Van Eyck era solito ritrarre la Madonna più grande rispetto alle altre figure per enfatizzare la separazione tra terreno e spirituale, ma mettendola in ambientazioni quotidiane come chiese, stanze domestiche o seduta con i funzionari di corte.

L'Annunciazione di Jan van Eyck (1434–1436) era parte di un trittico che è stato smantellato. L'architettura è in stile romanico-gotico. La sproporzione della Madonna, che è ritratta più grande, simboleggia la sua santità.

Anche le chiese terrene sono decorate con simboli spirituali. Un trono spirituale è chiaramente rappresentato in alcune stanze domestiche (ad esempio nella Madonna di Lucca). L'ambientazione della Madonna del cancelliere Rolin, che presenta una fusione fra terreno e divino, è più difficile da distinguere. L'iconografia di van Eyck è spesso stratificata in maniera così densa e intricata che un'opera può essere vista molte volte prima che anche il più ovvio significato di un elemento divenga apparente. I simboli erano spesso inseriti in maniera sottile nei dipinti così che divengono apparenti solo dopo ripetute ed accurate ispezioni, mentre gran parte dell'iconografia riflette l'idea che, secondo John Ward, c'è un «passaggio promesso dal peccato e morte alla salvezza e rinascita»
Nonostante la grande influenza di van Eyck altri artisti usarono il simbolismo in modo più prosaico. Campin nelle sue oprere mostrava una netta separazione tra spirituale e terreno, e a differenza di van Eyck egli non usava simbolismi nascosti. I simboli di Campin non alterano il significato del reale; nei suoi dipinti una scena domestica non è più complicata di una religiosa, ma è una scena che l'osservatore può riconoscere e capire. Il simbolismo di van der Weyden è molto più sfumato rispetto a quello di Campin, ma non meno denso rispetto a quello di van Eyck. Secondo Harbison van der Weyden incorporava il suo simbolismo in maniera così attenta e ricercata che «né la mistica unione che risulta dalle sue opere, e neanche la loro stessa realtà peraltro, sembrano in grado di essere analizzate razionalmente, spiegate e ricostruite». Il suo modo di trattare i dettagli architettonici, le nicchie, i colori e lo spazio sono presentati in un modo così inspiegabile che «il particolare oggetto o persona che vediamo davanti a noi improvvisamente, incredibilmente, diventa un simbolo di verità religiosa».
I dipinti ed altri oggetti preziosi erano un importante aiuto nella vita religiosa di chi se li poteva permettere. La contemplazione in preghiera e in meditazione era intesa a garantirsi la salvezza, mentre i più ricchi potevano anche far costruire chiese (oppure ingrandire le esistenti), o commissionare opere d'arte o altre opere religiose per garantisti la salvezza nell'aldilà. Vennero prodotte un grande numero di Vergini col Bambino, opere che spesso venivano copiate e vendute all'estero. Molti dei dipinti erano basati sui prototipi dell'arte bizantina del XII e XIII secolo, dei quali la Madonna di Cambrai è probabilmente il più conosciuto. In questo modo le tradizioni dei secoli precedenti erano assorbite e rinascevano sotto forma di una ricca e complessa tradizione iconografica.
Dal XIII secolo il culto mariano crebbe soprattutto attorno ai temi dell'Immacolata Concezione e dell'Assunzione. In una cultura che venerava la possessione delle reliquie come un mezzo per avvicinare il terreno al divino, Maria, che non lasciò alcuna reliquia, era vista in una posizione speciale. All'inizio del XV secolo la Madonna raggiunse un picco d'importanza all'interno della dottrina cristiana al punto che era comunemente vista come la figura più accessibile per l'intercessione con Dio, e la domanda di opere che la ritraevano crebbe molto. Dalla metà del XV secolo gli artisti fiamminghi che ritraevano la vita di Cristo si concentrarono sull'iconografia del Cristo dolente.
I donatori che se lo potevano permettere commissionavano un loro ritratto. Queste commissioni erano in genere parte di trittici, e in seguito anche dittici. Van der Weyden ha reso popolare la già esistente tradizione del ritratto a mezzo busto della Madonna, facendo eco alla tradizione bizantina delle icone miracolose, allora popolare in Italia. Il formato divenne molto popolare in tutto il nord, e le sue innovazioni erano un importante contributo all'emergere dei dittici mariani.

## Formati
Anche se i primitivi fiamminghi sono conosciuti soprattutto per i loro dipinti su tavola, la loro produzione include vari formati tra cui manoscritti miniati, sculture, arazzi, retabli intagliati, vetrate, oggetti in ottone e tombe scolpite. Secondo la storica dell'arte Susie Nash nel XVI secolo la regione era all'avanguardia in quasi tutti gli aspetti dell'arte visiva, «con competenze e tecniche di produzione specializzate ad un livello così alto che nessun altro poteva competere con loro». La corte borgognona prediligeva gli arazzi e la lavorazione dei metalli, che sono ben documentati, mentre la domanda per dipinti su tavola era meno importante, forse perché meno adatta per una corte itinerante. La tappezzeria fungeva da propaganda politica e come mezzo per mostrare potere e ricchezza, mentre i ritratti avevano un ruolo secondario; secondo Maryan Ainsworth erano commissionati per sottolineare la linea di successione, come il Ritratto di Carlo I di Borgogna di van der Weyden, oppure promesse di matrimonio come il Ritratto di Isabella del Portogallo di van Eyck.
I dipinti religiosi erano commissionati per i palazzi reali e ducali, chiese, ospedali e conventi, da ricchi uomini appartenenti al clero e donatori privati. Anche i centri abitati più ricchi commissionavano lavori per i loro edifici pubblici. Gli artisti spesso usavano più di una tecnica; van Eyck e Petrus Christus hanno probabilmente contribuito ai manoscritti. Van der Weyden disegnò degli arazzi, anche se pochi sono arrivati ai giorni nostri. I primitivi fiamminghi sono stati autori di molte innovazioni, come quelle riguardanti i dittici, le convenzioni dei ritratti dei donatori, nuove convenzioni per i ritratti mariani e, con lavori come la Madonna del cancelliere Rolin di van Eyck e San Luca disegna la Vergine di van der Weyden nel 1430, posero le basi per lo sviluppo della pittura paesaggistica come genere a parte.

### Manoscritti miniati

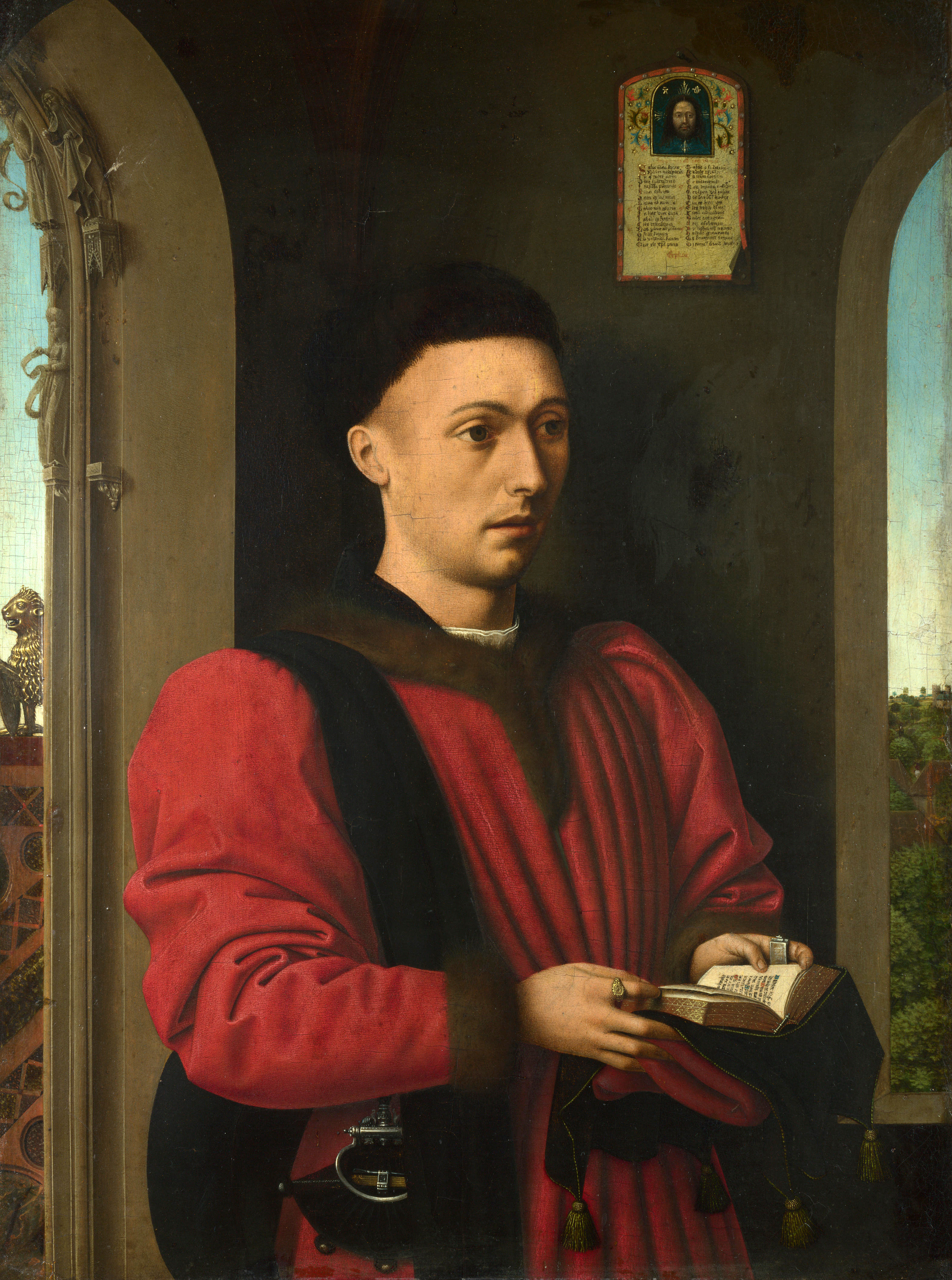
Il Ritratto di giovane uomo (1460 circa) di Petrus Christus, National Gallery, Londra

Prima della metà del XV secolo i manoscritti miniati erano considerati una forma d'arte più alta rispetto alla pittura su tavola; il loro pregio ne faceva un oggetto lussuoso che rifletteva meglio la ricchezza, lo status e il buon gusto del possessore. I manoscritti erano ideali come doni diplomatici, come offerte per commemorare matrimoni dinastici e in altre importanti occasioni nell'ambiente di corte.
Dal XII secolo i laboratori specializzati all'interno dei monasteri producevano i libri delle ore (raccolte di preghiere da recitare nelle ore canoniche), salteri, libri di preghiere e di storia, ma anche romanzi e libri di poesia. All'inizio del XV secolo i manoscritti gotici provenienti da Parigi dominavano il mercato nordeuropeo. La loro popolarità era in parte dovuta alla produzione di singole miniature (più economiche) da inserire in libri delle ore non illustrati. Questi erano a volte prodotti in serie in modo da incoraggiare il cliente a «includere tutte le immagini che si poteva permettere», immagini che erano presentate sia come un oggetto alla moda che come forma di indulgenza. Le miniature singole avevano anche un'altra funzione: potevano essere attaccate ai muri per aiutare la meditazione e preghiera, come si vede nel Ritratto di giovane uomo di Petrus Christus, che mostra un piccolo foglio attaccato alla parete su cui è rappresentato il Velo della Veronica illustrato con la testa di Gesù. Gli artisti francesi vennero superati in importanza dai maestri di Gent, Bruges e Utrecht della metà del XV secolo, anche se i primi non cedettero facilmente la loro posizione, e ancora nel 1463 stavano incoraggiando le loro gilde a imporre tariffe agli artisti olandesi. La popolarità dei fiamminghi era anche dovuta al fatto che la produzione inglese, una volta di alta qualità, si era molto impoverita, e relativamente pochi manoscritti italiani superavano le Alpi.

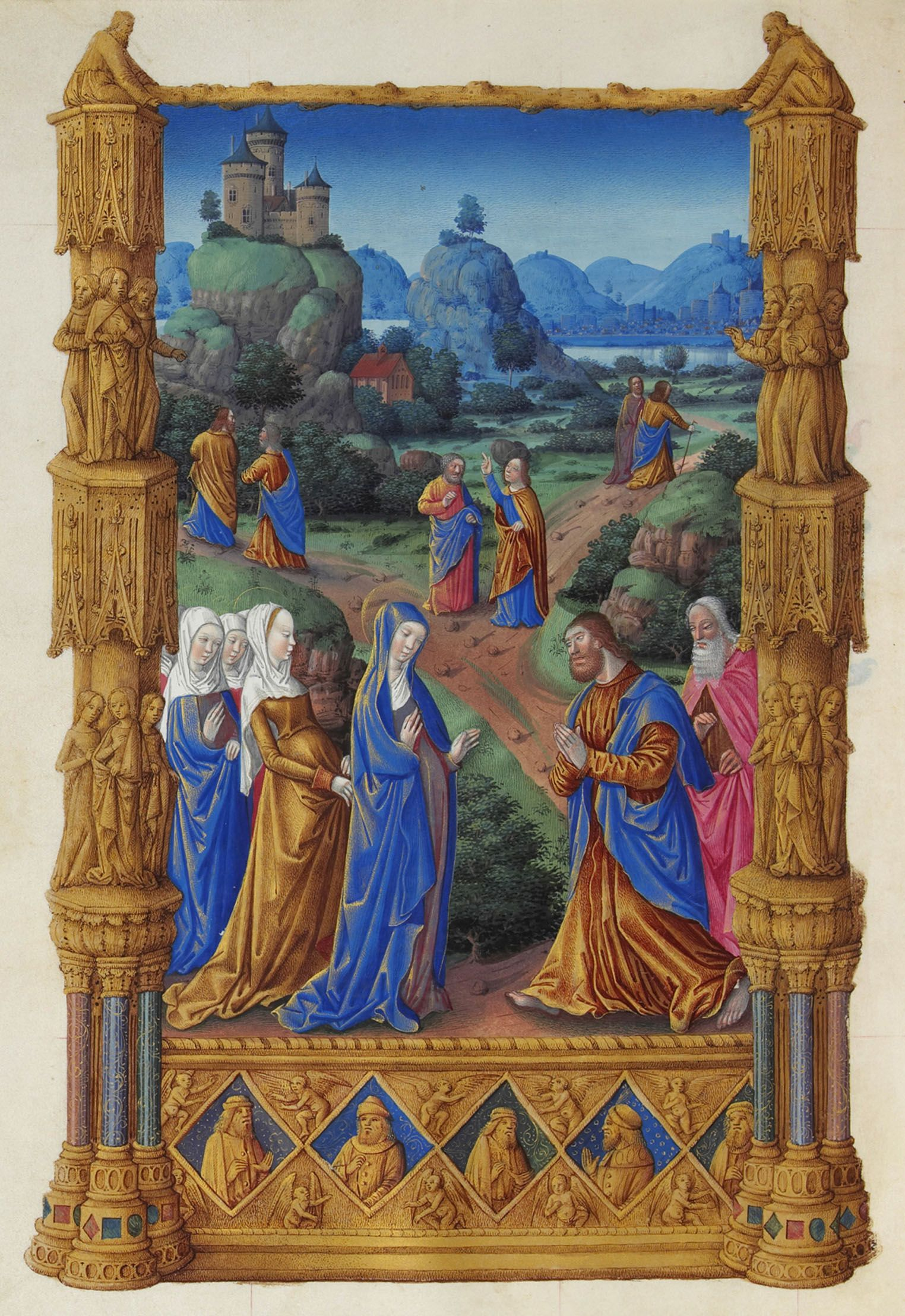
Una delle miniature del Très riches heures du Duc de Berry (1412–1416) dei fratelli Limbourg

È opinione comune che il Très riches heures du Duc de Berry (1412–1416) dei fratelli Limbourg segni sia l'inizio che il punto più alto della miniatura fiamminga. Più avanti il Maestro della Leggenda di santa Lucia esplorò lo stesso mix di illusione e realtà. La carriera dei fratelli Limbourgh finì improvvisamente quando morirono forse di peste nel 1416 (nessuno di loro raggiunse i trent'anni); la stessa sorte che toccò al loro protettore, Giovanni di Valois. Nello stesso periodo van Eyck iniziò la sua carriera di miniaturista, probabilmente contribuendo alle più importanti illustrazioni delle Ore di Torino, oggi attribuite all'anonimo Mano G. Un altro possibile miniaturista è Gerard David, data la somiglianza stilistica di certe miniature con le sue opere, ma non ci sono elementi per dire se siano state eseguite direttamente da lui o da qualcuno dei suoi seguaci.
Sono vari i fattori che hanno reso popolari i miniatori fiamminghi. Prima di tutto la tradizione e la competenza sviluppatesi nella regione nei secoli dopo la riforma monastica del XIV secolo, che fece crescere in numero e importanza i monasteri, le chiese e le abbazie che già dal XII secolo producevano un numero significativo di libri liturgici. C'era anche un forte aspetto politico; quest'arte annoverava molti influenti protettori come Giovanni di Valois e Filippo III di Borgogna, il quale collezionò più di mille libri miniati. Secondo Thomas Kren la biblioteca di Filippo rappresentava la sua cristianità, «la sua politica ed autorità, la sua cultura e la sua devozione». Grazie a questo patrocinio l'industria dei libri miniati nei Paesi Bassi crebbe al punto da dominare l'Europa per varie generazioni. La tradizione venne continuata dai successori di Filippo III: Carlo I la sua consorte Margherita di York, Maria di Borgogna e Massimiliano I d'Asburgo e Edoardo IV d'Inghilterra, quest'ultimo un avido collezionista di libri miniati. Le biblioteche lasciate da Filippo e Edoardo IV formarono il corpus dal quale nacquero la Biblioteca reale del Belgio e la collezione di manoscritti miniati della British Library.
Erano molti i manoscritti miniati che venivano esportati all'estero, in particolare in Inghilterra, dove il mercato di tali opere riprese d'importanza dopo la morte di Carlo I nel 1477. I miniatori si adattavano ai gusti delle élite straniere (tra cui Edoardo IV d'Inghilterra, Giacomo IV di Scozia e Eleonora di Viseu) producendo opere più sfarzose e stravaganti.
C'erano molte sovrapposizioni stilistiche tra pittura e miniatura; van Eyck, van der Weyden, Christus ed altri pittori erano anche miniatori. In più i miniatori prendevano motivi e idee dai dipinti; un esempio è quello delle Ore di Raoul d‘Ailly di Campin. Le commissioni erano spesso condivise tra gli artisti, con le parti meno importanti eseguite dagli artisti meno esperti e, per quanto riguarda le decorazioni ai bordi, spesso da donne. Gli artisti raramente firmavano le loro opere, rendendo l'attribuzione difficoltosa; le identità di molti dei più importanti miniatori sono andate perdute.
Gli artisti fiamminghi trovarono modi sempre più ingegnosi per differenziare le loro opere dai manoscritti provenienti dall'estero giocando soprattutto con l'interazione tra le tre parti essenziali di un manoscritto: i bordi (ad esempio disegnandoli in maniera molto elaborata), le miniature (cercando nuovi modi di interpretare la scala e lo spazio) e il testo. Un esempio è il Libro delle ore di Maria di Borgogna (1467–1480) dell'anonimo Maestro di Maria di Borgogna, nel quale i bordi sono ornati con grandi e realistici motivi floreali ed insetti; tale effetto era raggiunto dipingendo in maniera tale che sembrassero sparsi sulla superficie dorata delle miniature. Questa tecnica venne usata anche successivamente da altri artisti, tra cui il Maestro di Giacomo IV di Scozia (forse Gerard Horenbout), famoso per il suo modo innovativo di gestire gli spazi della pagina. Usando vari elementi illusionistici egli spesso sfumava le linee tra la miniatura e il suo bordo, spesso anche a scopo narrativo.
Nei primi anni del XIX secolo la collezioni di ritagli fiamminghi del XV e XVI secolo, sia nella forma di miniature che come parte di album, divennero di moda tra gli esperti come William Young Ottley, portando alla distruzione di molti manoscritti. Gli originali erano molto ricercati, un revival che aiutò la riscoperta dell'arte fiamminga nell'ultima parte del secolo.

### Arazzi

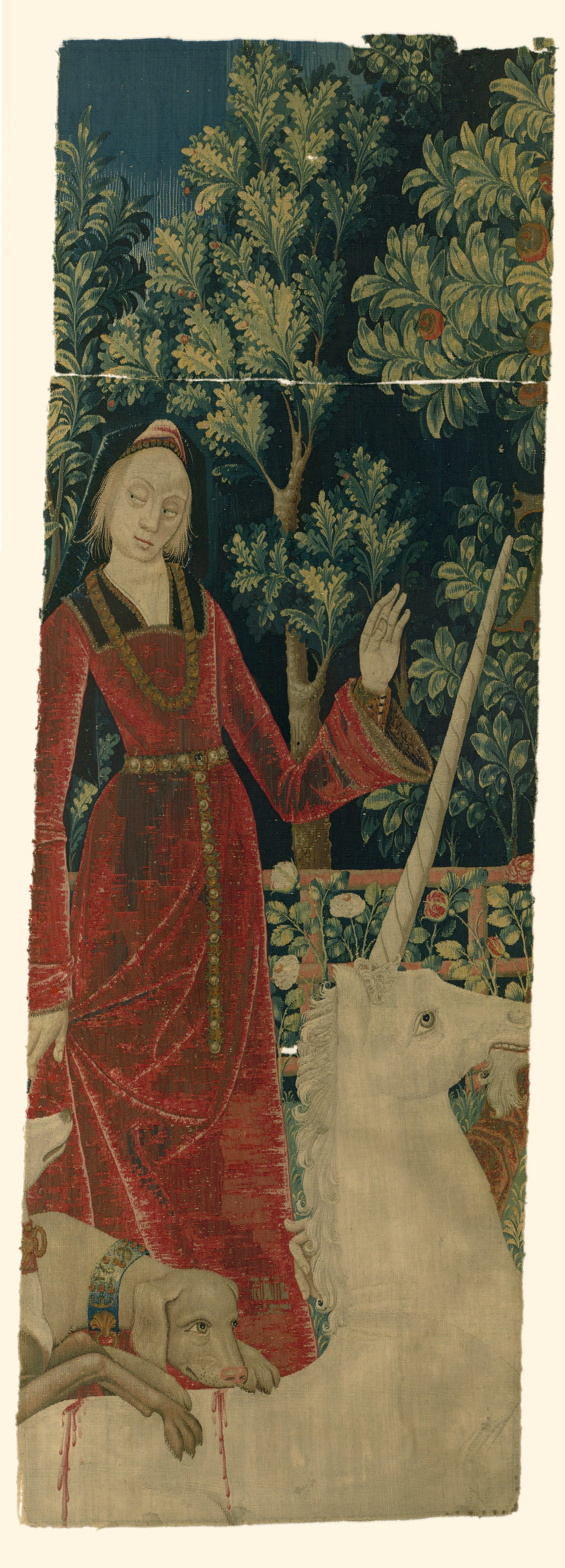
La trappola mistica dell'unicorn, parte della Caccia all'unicorno, 1495–1505. The Cloisters, New York

Nella metà del XV secolo gli arazzi erano uno dei prodotti artistici più costosi in Europa. La produzione commerciale proliferò nei Paesi Bassi e nella Francia settentrionale dall'inizio del Quattrocento, specialmente nella città di Arras, Bruges e Tournai. L'abilità di questi artisti era così nota che nel 1517 papa Giulio II inviò a Bruxelles alcuni cartoni di Raffaello Sanzio perché ne facessero degli arazzi. Queste opere avevano un ruolo centrale come dono diplomatico, specialmente nei formati più grandi. Filippo III di Borgogna ne donò alcuni ai partecipanti del congresso di Arras nel 1435, dove le sale erano adornate dagli arazzi che ritraevano la Battaglia e deposizione degli abitanti di Liegi sul soffitto, sulle pareti e sui pavimenti.
Al matrimonio tra Carlo I di Borgogna e Margherita di York la stanza «era tappezzata sul soffitto con drappi di lana, blu e bianchi, e sulle pareti con ricchi arazzi intessuti con la storia di Giasone e il vello d'oro». Le stanze erano solitamente tappezzate dal soffitto al pavimento con arazzi che in alcuni casi rappresentavano un tema preciso; nella camera di Filippo II di Borgogna, ad esempio, gli arazzi rappresentavano le scene del poema Roman de la Rose.
La praticità dei tessuti era dovuta alla loro portabilità ed alla facilità con cui permettevano la decorazione di una stanza. Il loro valore è riflesso nella loro posizione negli inventari contemporanei, nei quali si trovano solitamente in cima alla lista, e quindi ordinati secondo il materiale o il colore (bianco e oro erano considerati i più pregiati). Carlo V di Francia aveva 57 arazzi, sedici dei quali bianchi. Giovanni di Valois ne possedeva 19; altre importanti collezioni appartenevano a Maria di Borgogna, Isabella di Valois, Isabella di Baviera e Filippo III di Borgogna.
La produzione degli arazzi iniziava con il disegno, o cartone, solitamente realizzato su carta o cartapecora da pittori competenti e poi inviato ai tessitori, spesso a grande distanza. Dato che i cartoni potevano essere riutilizzati gli artigiani lavoravano spesso su modelli vecchi di decenni. A causa dell'alta deperibilità dei materiali usati pochi cartoni originali sono arrivati fino ai giorni nostri. Una volta approvato il disegno la sua produzione poteva essere divisa tra molti tessitori. Telai erano attivi in tutte le maggiori città fiamminghe, in quasi tutti i paesi e in molti villaggi.

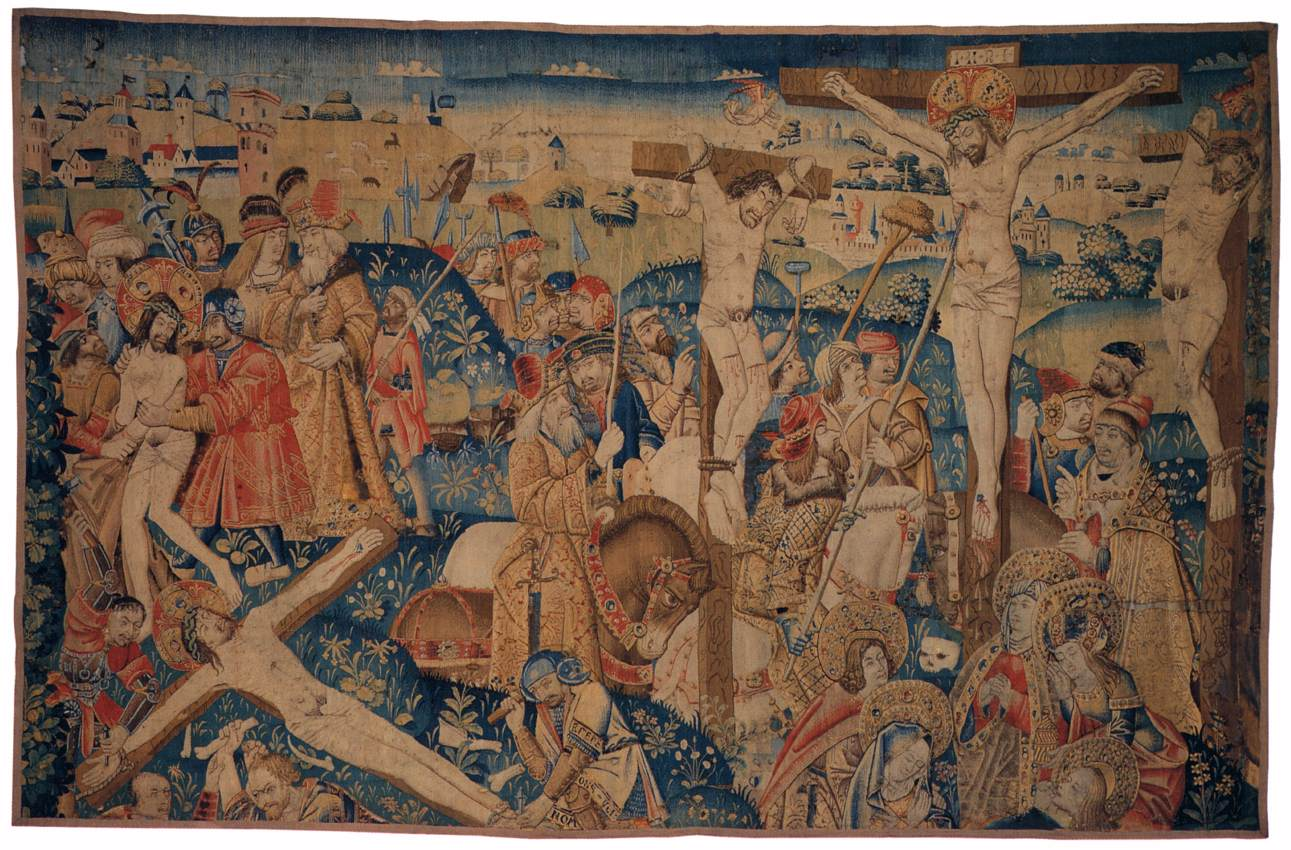
Tessitore anonimo, Arazzo con le scene dalla Passione di Cristo, c. 1470–90. Rijksmuseum, Amsterdam

I telai non erano controllati dalle gilde; la loro attività commerciale era guidata da impresari, di solito pittori, che dipendevano da una forza lavoro che proveniva da fuori. L'impresario si preoccupava di trovare commissioni e clienti, possedeva un archivio di cartoni e forniva i materiali grezzi come lana, seta e a volte anche oro e argento, che spesso dovevano essere importati. Di conseguenza era a diretto contatto con il cliente, e spesso curava i dettagli sia del cartone che dell'arazzo vero e proprio. Il giudizio dell'arazzo da parte del cliente era spesso una questione difficile e doveva essere gestita con tatto; nel 1400 Isabella di Baviera rifiutò un ciclo di arazzi di Colart de Laon dopo averne approvato i disegni e presumibilmente causando forte imbarazzo all'artista.
Dato che gli arazzi erano disegnati soprattutto dai pittori, le loro convenzioni formali sono strettamente allineate con quelle dei dipinti, soprattutto per quanto riguarda la generazione del XVI secolo che produceva panorami del paradiso e dell'inferno. Harbison spiega come gli intricati e densi dettagli del Trittico del Giardino delle delizie di Hieronymus Bosch ricorda «nel suo preciso simbolismo […] un arazzo medievale».

### Trittici, polittici e pale d'altare
I trittici, allora chiamati semplicemente “dipinti con ante”, e i polittici divennero popolari in tutta Europa a partire dal tardo XIV secolo; il picco della domanda si ebbe tra il XIV e il XVI secolo; nel XV secolo trittici e polittici rappresentavano il formato più popolare tra i dipinti su tavola nell'Europa del nord.
I dipinti erano quasi sempre a sfondo religioso e si dividevano sostanzialmente in due formati: piccole opere religiose, pensate per essere portatili, o grandi pale d'altare. I primi esempi erano spesso costituiti da una parte centrale incisa e le due ante, che potevano anche essere chiuse, dipinte. Nelle pale d'altare del XIV secolo la “natura del soggetto” era più importante; in genere più sacro era il soggetto e più elaborato era il suo trattamento.

Rogier van der Weyden, Trittico di Jean Braque, c. 1452. Olio su pannello di quercia. Museo del Louvre, Parigi. Questo trittico è famoso per le scritte fluttuanti e per il paesaggio che unisce i tre pannelli.

I polittici erano realizzati dagli artisti più esperti. Questo formato permetteva variare il tema più liberamente grazie alle maggiori possibilità di combinare l'apertura e la chiusura del pannelli in modo da mostrarne l'interno o l'esterno e dare così all'opera significati diversi. L'apertura e la chiusura dei vari pannelli avveniva in diverse occasioni. Durante le feste religiose il polittico veniva aperto in modo mostrare i pannelli interni, più elaborati e meno mondani di quelli esterni. I dodici pannelli esterni e quattordici pannelli interni del Polittico dell'Agnello Mistico, ad esempio, venivano aperti o chiusi in diverse combinazioni durante le feste religiose, le domeniche, e i giorni feriali con lo scopo di dare all'opera significati diversi.
La prima generazione di maestri fiamminghi attinse alla tradizione delle pale d'altare italiane del XIII e XIV secolo. Le convenzioni dei trittici italiani del 1400 erano abbastanza rigide. Nel pannello centrale la parte tra il primo piano e lo sfondo era occupata dai membri della Sacra Famiglia; le prime opere, specialmente quelle della tradizione senese o fiorentina, erano caratterizzate prevalentemente da immagini della Vergine seduta sul trono su uno sfondo dorato. Le ali generalmente contenevano una varietà di angeli, santi e donatori, ma non c'era mai contatto visivo, e solo raramente era presente una connessione narrativa con le figure del pannello centrale.
I pittori fiamminghi attinsero a molte di queste convenzioni, ma le cambiarono quasi dall'inizio. Van der Weyden in particolare aveva un approccio molto innovativo, come si può notare nel suo Altare Miraflores (1442–1445) nel Trittico di Jean Braque (1452). In questi dipinti i membri della Sacra Famiglia appaiono sulle ali invece che solamente nel pannello centrale, mentre quest'ultimo è significativo per il paesaggio continuo che unisce i tre pannelli che lo compongono. Dal 1490 Hieronymus Bosch ha dipinto almeno sedici trittici, il migliore dei quali sovverte le convenzioni esistenti. Lo stile di Bosh continuò a spostarsi verso il laicismo enfatizzando sempre di più il paesaggio. Inoltre le scene dei pannelli laterali erano unite a quella del pannello centrale.

Hieronymus Bosch, Trittico degli eremiti, c. 1493. Gallerie dell'Accademia, Venezia

I trittici erano commissionati anche da clienti tedeschi dal 1380 in avanti. Pochi di questi primi esempi sono arrivati ai giorni nostri, ma la diffusione in tutto il continente europeo delle pale d'altare fiamminghe fa pensare che a partire dall'inizio del Quattrocento il mercato di queste opere divenne molto importante. Till-Holger Borchert spiega che agli artisti fiamminghi veniva conferito un «prestigio che, nella prima metà del XV secolo, solo le botteghe dei Olanda di Borgogna erano in grado di soddisfare». Dalla fine del Trecento le pale d'altare fiamminghe erano prodotte soprattutto a Bruxelles e Bruges. La popolarità delle pale d'altare di Bruxelles durò fino al 1530 circa, quando vennero superate in importanza dalla concorrenza di Anversa, un successo in parte reso possibile dalla riduzione dei costi ottenuta con la divisione del lavoro (uno dei primi esempio secondo Borchert), che veniva distribuito tra le varie botteghe della città.
I polittici fiamminghi andarono fuori moda con l'emergere del manierismo di Anversa verso la metà del Cinquecento. Più tardi l'iconoclastia della riforma protestante li bollò come offensivi, e molte opere provenienti dai Paesi Bassi vennero distrutte. Gli esempi esistenti si trovano soprattutto in chiese e monasteri tedeschi.
Con la crescita della domanda per lavori più laici i trittici venivano spesso divisi e venduti come opere individuali, specialmente se un pannello o una sezione contenevano un'immagine che poteva passare per un ritratto laico. Tali figure venivano talvolta ritagliate dai pannelli e lo sfondo poteva ridipinto in modo che «sembrasse abbastanza simile ad un’opera di genere che si poteva trovare in una famosa collezione di dipinti olandesi del XVII secolo».

### Dittici

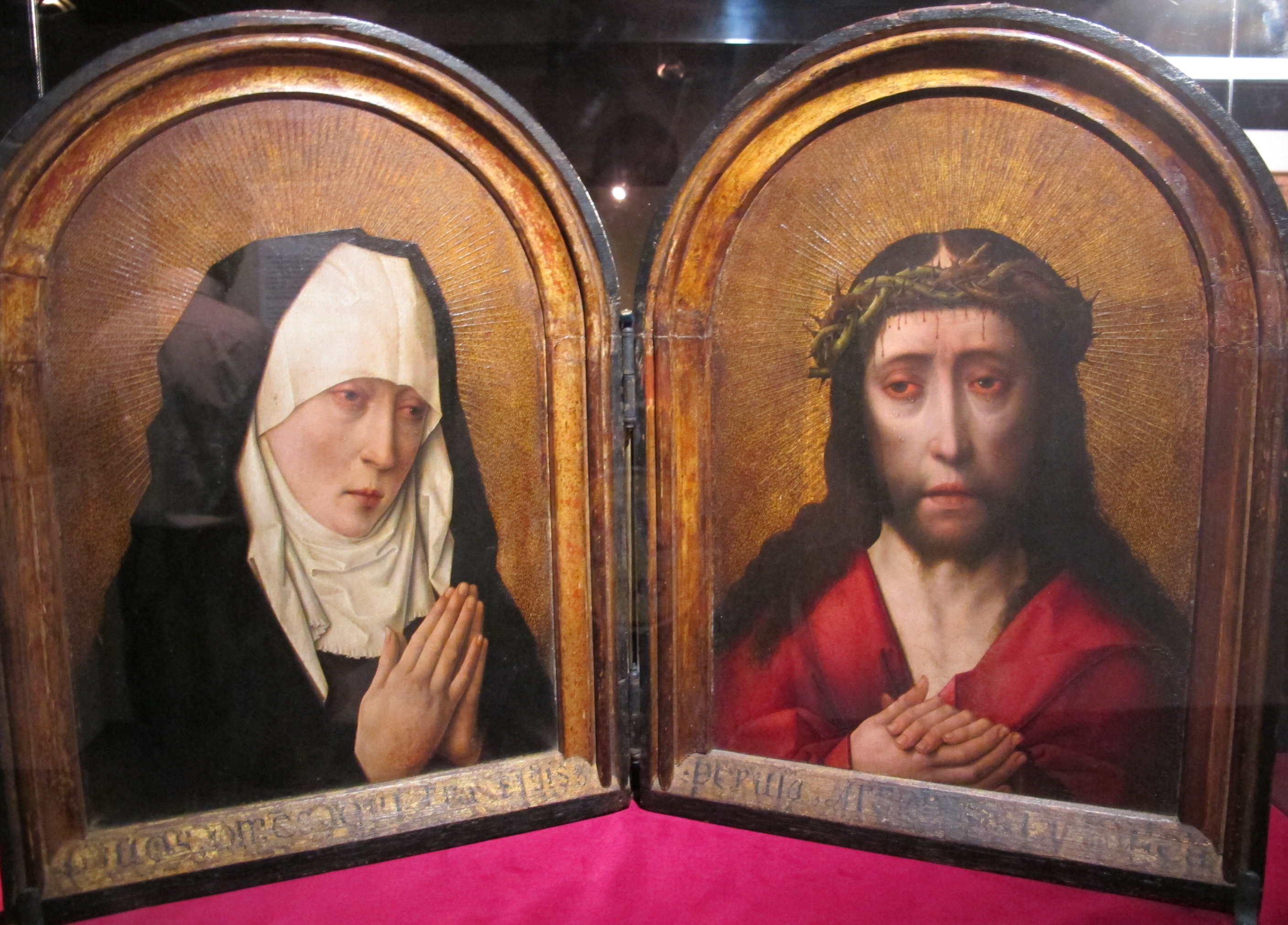
Dieric Botus, Mater Dolorosa/Ecce Homo (dopo il 1450). Uno dei pochi dittici intatti che ci sono rimasti

I dittici divennero molto popolari nell'Europa settentrionale dalla metà del XV secolo fino ai primi anni del XVI. Tale formato consisteva di due pannelli di eguali dimensioni, solitamente rappresentanti lo stesso tema, uniti con dei cardini, oppure, meno spesso, la struttura era fissa; I pannelli incardinati potevano essere aperti e chiusi come un libro per proteggere le immagini interne, permettendo la visione sia dell'interno che dell'esterno.
Originatisi dalle convenzioni dei libri delle ore, i dittici di solito fungevano da piccole pale d'altare meno costose e portatili, distinguendosi dai dipinti pandant perché erano fisicamente collegati e non solamente due dipinti appesi fianco a fianco. Le dimensioni di solito erano simili a quelle delle miniature ed alcuni emulavano l'arte dei tesori medievali (piccole opere fatte d'avorio o d'oro). Il traforo che si può vedere nella Madonna col Bambino in una nicchia di Rogier van der Weyden è un esempio delle sculture d'avorio del periodo. Il formato venne adattato da van Eyck e van der Weyden per una commissione dai membri della Casata Valois-Borgogna, e perfezionato da Hugo van der Goes, Hans Memling più avanti Jan van Scorel.
I dittici fiamminghi tendevano ad illustrare solo un numero limitato di scene religiose. Ci sono numerosi ritratti della Madonna col Bambino, un successo dovuto alla popolarità della Vergine come soggetto di devozione. I pannelli interni consistevano soprattutto dei ritratti dei donatori, spesso marito e moglie assieme ai santi o alla Vergine col Bambino. Il donatore era quasi sempre ritratto inginocchiato, a figura intera o mezzo busto, con le mani giunte in preghiera. La Vergine e il Bambino erano sempre posizionati a destra, riflettendo l'importanza che i cristiani attribuivano alla destra come “posto d'onore” di fianco a Dio.
Il loro sviluppo e valore commerciale sono legati ad un cambiamento della mentalità religiosa durante il XIV secolo, quando la devozione meditativa e solitaria, esemplificata dal movimento della devotio moderna, crebbe in popolarità (soprattutto tra l'emergente classe media e i monasteri più ricchi nei Paesi Bassi e nella Germania settentrionale); i dittici, grazie alla loro portatilità, ben si adattavano a questo scopo. Ainsworth afferma che, indipendentemente dalla dimensione, la pittura fiamminga è una «questione di piccola scala e dettagli meticolosi». La piccola scala era intesa a indurre l'osservatore in uno stato di meditazione e forse un'«esperienza di visioni miracolose».
La tecnologia del XX secolo ha permesso di stabilire che sono presenti significative differenze in tecnica e stile tra i pannelli dei singoli dittici. Queste incoerenze tecniche possono essere il risultato del funzionamento delle botteghe, dove le parti meno importanti delle opere erano spesso lasciate agli assistenti. Un'altra motivazione, secondo lo storico John Hand, è che i pannelli che rappresentavano le figure religiose erano in genere basati su disegni già pronti che potevano essere comunemente acquistati, mentre il pannello con il donatore era aggiunto in seguito.
Pochi dittici sono arrivati intatti ai giorni nostri. Come per le pale d'altare, la maggioranza sono stati separati e venduti come opere di genere, oppure divisi per poi essere accoppiati con altri dipinti; inoltre durante la riforma protestante le scene religiose venivano spesso rimosse.

### Ritrattistica

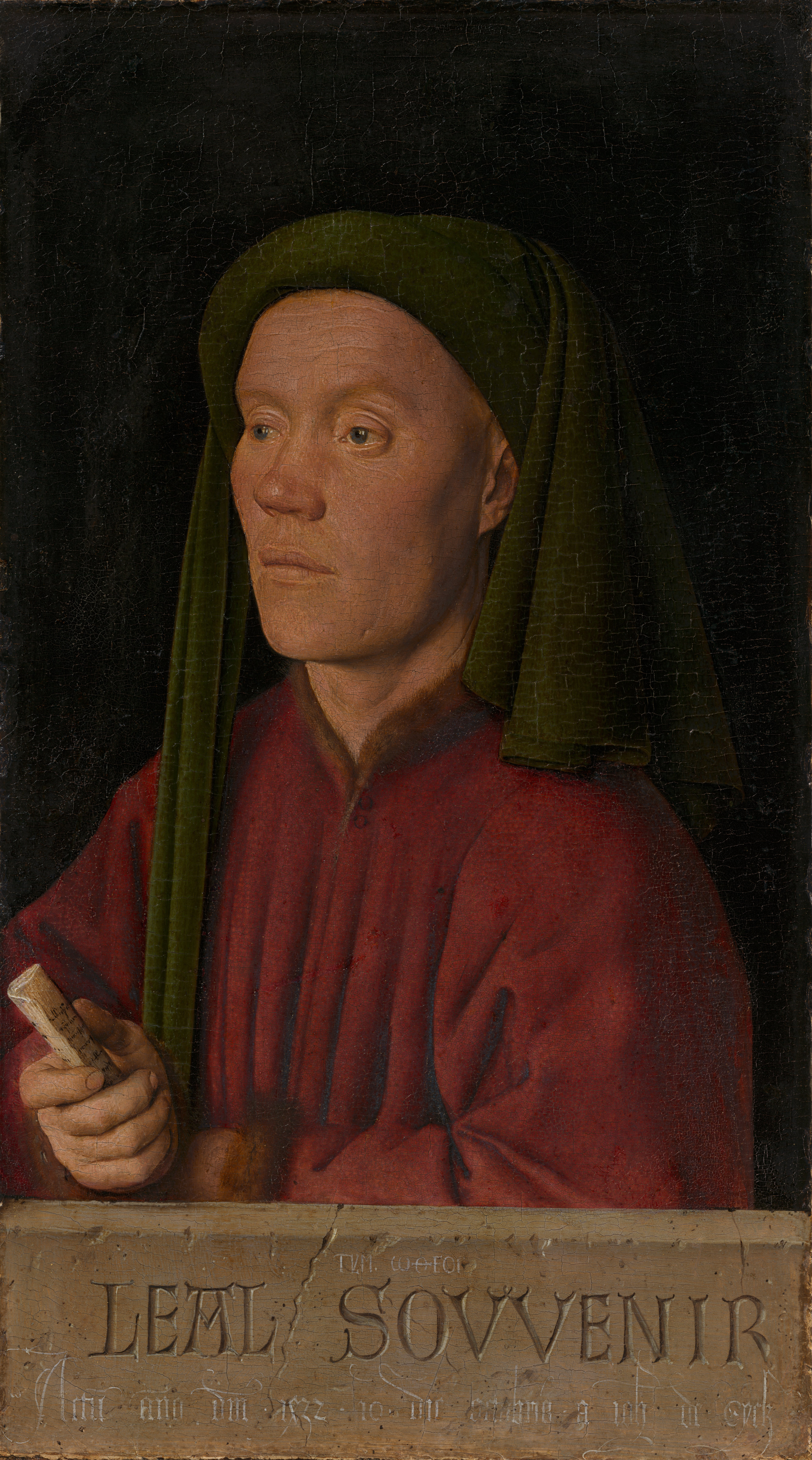
Jan van Eyck, Leal Souvenir (1432), National Gallery, Londra

I ritratti di soggetti laici erano una rarità nell'arte europea prima del 1430. Il formato non esisteva come genere a sé stante e si poteva trovare solo nella fascia più alta del mercato dei ritratti dei futuri sposi oppure nelle commissioni della famiglia reale. Sebbene redditizia, questa attività era considerata una forma d'arte minore e la maggioranza dei ritratti risalenti a prima del XVI secolo arrivati ai giorni nostri non sono firmati. Mentre le opere religiose su singolo pannello che ritraevano le figure bibliche erano prodotte in quantità, la produzione di opere con soggetti contemporanei iniziò solo dopo il 1430.
Jan van Eyck fu il pioniere di questa tipologia di opere; il suo Léal Souvenir è uno dei primi esempi che ci sono rimasti, un'opera emblematica per il suo nuovo stile realistico e la riproduzione dei dettagli minuti degli abiti del modello. Il suo Ritratto dei coniugi Arnolfini è ricco di simbolismi, così come la Madonna del cancelliere Rolin, commissionata per testimoniare il potere del cancelliere, la sua influenza e la sua devozione.
Rogier van der Weyden sviluppò le convenzioni della ritrattistica ed influenzò pesantemente le successive generazioni di pittori superando la meticolosa attenzione per i dettagli di van Eyck e creando rappresentazioni più sensuali e astratte. Era un ritrattista molto ricercato; le sue opere comunicano il rango sociale e la devozione del soggetto e sono simili tra di loro, probabilmente perché usava e riusava gli stessi cartoni che venivano di volta in volta adattati alle caratteristiche del soggetto.
Petrus Christus poneva i suoi soggetti in un'ambientazione invece su uno sfondo senza particolari. Questo approccio era in parte una risposta a van der Weyden che, per valorizzare la scultoreità delle sue figure, utilizzava degli spazi pittorici poco profondi. Nel suo Ritratto d'uomo (1462), Dieric Bouts si spinse oltre posizionando il soggetto in una stanza con una finestra oltre la quale si vede un paesaggio.
Nel XVI secolo il ritratto a figura intera divenne popolare nell'Europa del nord. Questo formato era particolarmente raro nell'arte nordeuropea, anche se presente da secoli in Italia, di solito negli affreschi e nei libri miniati. I ritratti a figura intera erano riservati alle alte sfere della società, ed erano usati dalla nobiltà per mostrare il proprio potere. Hans Memling divenne il più importante ritrattista della seconda generazione di fiamminghi, ricevendo commissioni anche dall'Italia. Ebbe una grande influenza sulle generazioni successive e si dice abbia ispirato la posizione della Gioconda di Leonardo da Vinci, che ha un paesaggio alle sue spalle. Allo stesso modo van Eyck e van der Weyden influenzarono, tra gli altri, il francese Jean Fouquet e i tedeschi Hans Pleydenwurff e Martin Schongauer.
Gli artisti fiamminghi si allontanarono dal ritratto di profilo, reso popolare dal Quattrocento italiano, per avvicinarsi al tre quarti, meno formale ma più coinvolgente. Da questa angolazione sono visibili due lati del viso e il corpo del soggetto è rivolto verso l'osservatore. Questa posa dà una migliore resa della forma e delle caratteristiche della testa e permette al soggetto di guardare direttamente l'osservatore, uno sguardo di solito distaccato, poco comunicativo (forse per riflettere l'alta posizione sociale del soggetto), raramente diretto. Un'eccezione è il Ritratto di uomo con turbante rosso, dipinto da van Eyck nel 1433, uno dei primi esempi che mostra il soggetto, forse l'artista stesso, guardare direttamente l'osservatore. Tipicamente nei ritratti matrimoniali o di promesse di matrimonio, quando lo scopo è quello di rendere il soggetto più attraente possibile, il soggetto è spesso sorridente, con un'espressione coinvolgente e raggiante con lo scopo di essere attraente agli occhi del futuro consorte.
Intorno al 1508, per Albrecht Dürer la funzione del ritratto era di «preservare l'aspetto della persona dopo la sua morte». I ritratti erano oggetti che determinavano lo status, e servivano ad assicurare che il successo individuale venisse tramandato dopo la morte. La maggior parte dei ritratti tendevano a rappresentare la famiglia reale, l'alta nobiltà o importanti personalità del clero. Lo sviluppo economico del ducato di Borgogna portò una grande varietà di clientele dato che anche i membri delle classi più alte ora potevano permettersi un ritratto. Questo ci permette di conoscere con una precisione che mancava fin dai tempi del tardo impero romano i costumi del tempo e quale era l'aspetto delle persone. I ritratti generalmente non richiedevano pose molto lunghe; tipicamente una serie di disegni preparatori erano usati per arricchire il pannello finale. Pochissimi di questi disegni sono arrivati ai giorni nostri, un'importante eccezione è lo studio di van Eyck per il Ritratto del cardinale Niccolò Albergati.

### Paesaggi

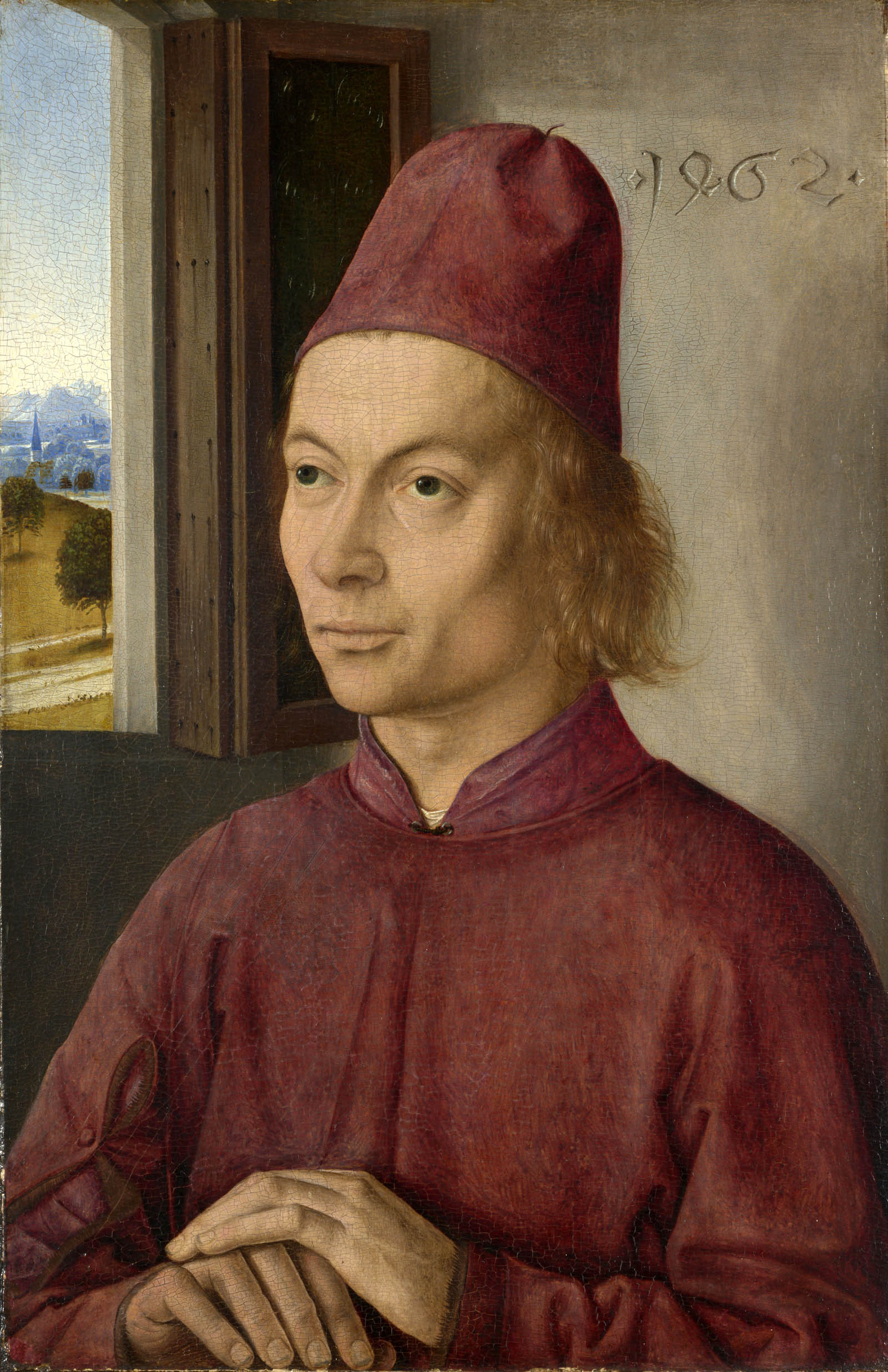
Dieric Botus, Ritratto d'uomo (1462), National Gallery, Londra.

Prima del 1460 circa i paesaggi avevano poca importanza per i pittori fiamminghi. Le ambientazioni erano per lo più immaginarie, monotone, pensate per adattarsi al tema del pannello e fornire un'ambientazione in accordo con lo spazio interiore idealizzato. A differenza degli artisti italiani, che stavano già ponendo i loro soggetti in ambientazioni identificabili e paesaggi particolareggiati, il paesaggio nelle opere fiamminghe appare di sguincio, ad esempio attraverso una finestra aperta o un'arcata. Alcuni dei paesaggi della pittura nordeuropea erano però molto dettagliati, come nella Crocifissione e giudizio finale (1430 circa) di van Eyck o in San Luca dipinge il ritratto della Vergine (1434–1440) di van der Weyden, un quadro che è stato copiato da molti artisti.

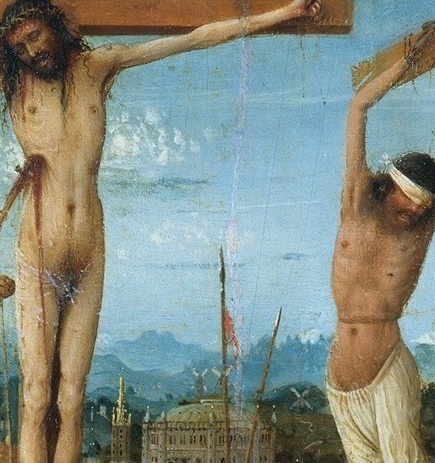
Un dettaglio dalla Crocifissione e Giudizio finale (1430 circa) di van Eyck, Metropolitan Museum of Art, New York. Tra Gesù e il ladro è visibile in lontananza la città di Gerusalemme.

Van Eyck era quasi sicuramente influenzato dai paesaggi nei lavori dei mesi dei fratelli Limbourg dipinti per il Très riches heures du Duc de Berry. L'influenza si può notare anche nei ricchi paesaggi a pié pagina delle Ore di Torino e nei manoscritti miniati almeno fino al secolo successivo. Questi, secondo Pächt, dovrebbero essere considerati i primi esempi di arte paesaggistica dei Paesi Bassi. Anche un artista come Simon Bening, autore del Breviario Grimani, «esplorò nuovi territori nel genere del paesaggio».
Il passaggio da una pittura di tipo religioso ad una più mondana è tra le principali cause della maggiore importanza che i pittori fiamminghi diedero al paesaggio a partire dal tardo XV secolo. La classe media della regione, diventata più ricca, iniziò a viaggiare verso sud vedendo con i propri occhi paesaggi molto diversi dalla monotona pianura a cui erano abituati, e spingendo i pittori della seconda generazione a rappresentare il paesaggio in maniera più naturalistica. Verso la fine del secolo artisti come Konrad Witz e Joachim Patinir erano tra coloro che si concentravano sulla rappresentazione dettagliata del paesaggio. La maggior parte delle innovazioni in questo campo vennero da artisti che vivevano nella regione borgognona, soprattutto da Haarlem, Leida e 's-Hertogenbosch. Gli artisti migliori provenienti da quest'area non si limitavano a riprodurre il paesaggio davanti a loro, ma lo adattavano in maniera sottile per enfatizzare il significato dell'opera.
Patinir fu uno dei primi a specializzarsi in un particolare genere di pittura nel quale figure bibliche (tra i temi più popolari troviamo la fuga in Egitto e le penitenze di eremiti come san Girolamo e sant'Antonio abate) e storiche erano poste in una veduta panoramica variegata (montagne, pianure, fiumi, il mare ed edifici); il punto di vista è solitamente posto in alto, e le figure sono “schiacciate” da ciò che le circonda. Il formato venne ripreso da altri artisti (tra cui Gerard David e Pieter Bruegel il Vecchio) e divenne popolare in Germania tra i seguaci della scuola danubiana, a cui lo stesso Patinir faceva riferimento. Patinir stabilì il formato standard per i paesaggi, dipingendoli in orizzontale invece che in verticale, come si usava prima del 1520. I suoi paesaggi conservano molti degli elementi tipici del XV secolo, ma sono composti in campo lungo piuttosto che in campo medio, mentre la presenza umana rimaneva centrale invece che avere solo una funzione ornamentale, una peculiarità che influenzò anche Hieronymus Bosch.
Oltre che collegare lo stile all'età delle scoperte, al ruolo di Anversa sia come centro del commercio mondiale sia nella cartografia, e all'immagine che classi cittadine più alte avevano della campagna, gli storici dell'arte hanno guardato a quelle opere anche come metafore religiose del pellegrinaggio della vita.

## Il rapporto con il Rinascimento italiano

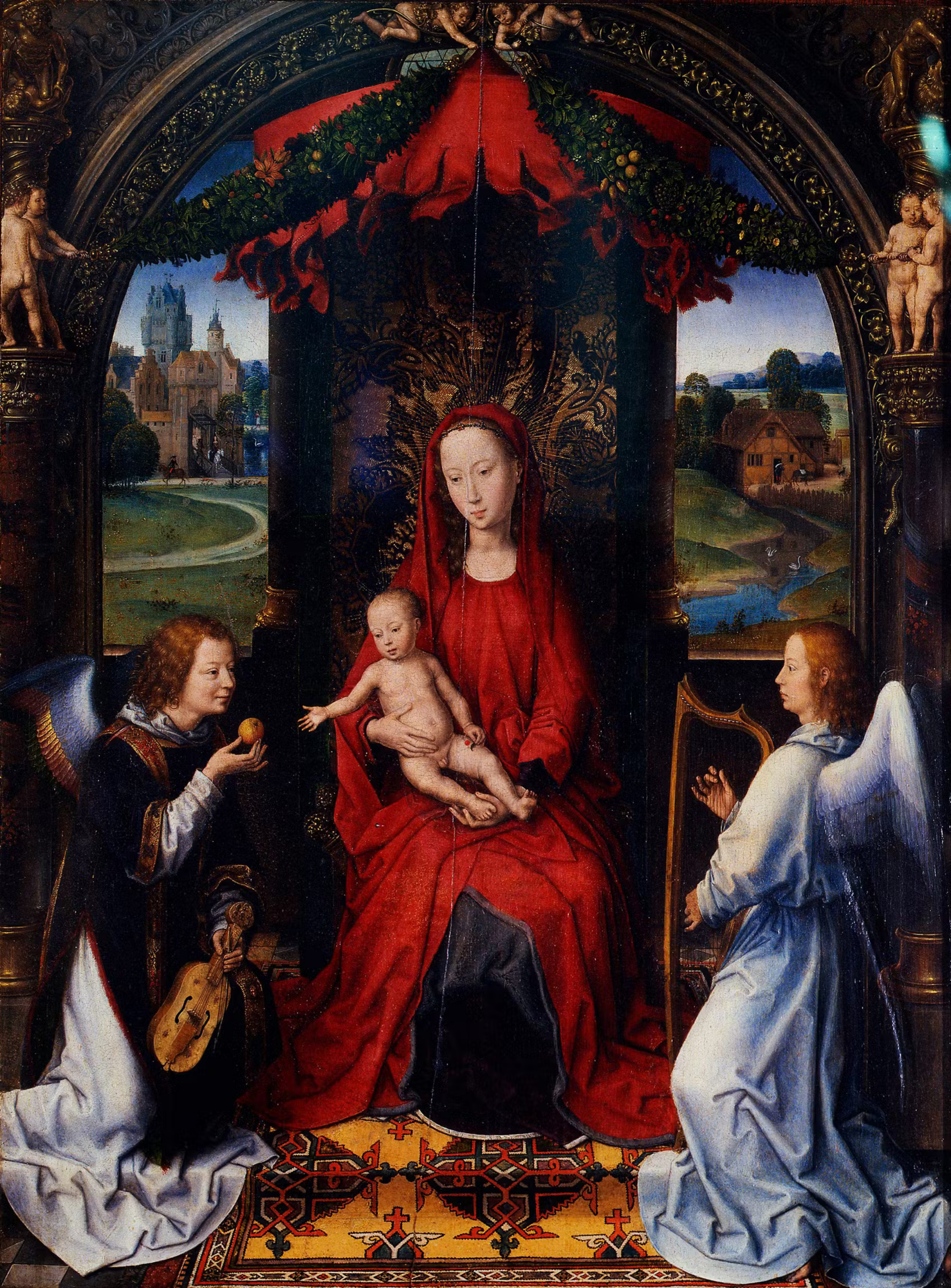
Hans Memling, Madonna col Bambino e gli Angeli, c. 1480. Uffizi, Firenze

Le influenze e gli apporti reciproci tra italiani e fiamminghi in campo artistico furono ricchi e vicendevoli fin dagli anni 1430 e 1440. Le differenze erano però sostanziali. La cultura latina, a volte apertamente disprezzata, e l'umanesimo ebbero scarsa influenza nelle Fiandre, sostituiti dalle tendenze religiose locali che guidavano lo stile delle opere tra il XIII e XIV secolo e dall'influenza della tradizione gotica, prevalente su quella classica.
Mentre i dipinti religiosi, in particolar modo le pale d'altare, rimasero predominanti nell'arte fiamminga, i dipinti non religiosi divennero sempre più comuni in entrambe le tradizioni dato che gli artisti, in Italia anche grazie all'umanesimo, si stavano liberando dell'idea per cui la ritrattistica doveva essere riservata ai santi e ad altre figure religiose.
Le influenze italiane sull'arte fiamminga si palesarono verso la fine del XV secolo, quando alcuni pittori iniziarono a viaggiare verso sud. Questo spiega perché molti artisti fiamminghi iniziarono ad utilizzare il linguaggio visivo del manierismo servendosi di «timpani pittoreschi, colonne rigonfie, buffi cartigli, figure “contorte” e colori sorprendentemente irrealistici». I ricchi mercanti fiamminghi potevano permettersi di comprare i dipinti degli artisti migliori; di conseguenza i pittori divennero sempre più consapevoli del loro status sociale: sempre più spesso firmavano le loro opere, dipingevano autoritratti e diventavano figure molto conosciute grazie alle loro attività artistiche.

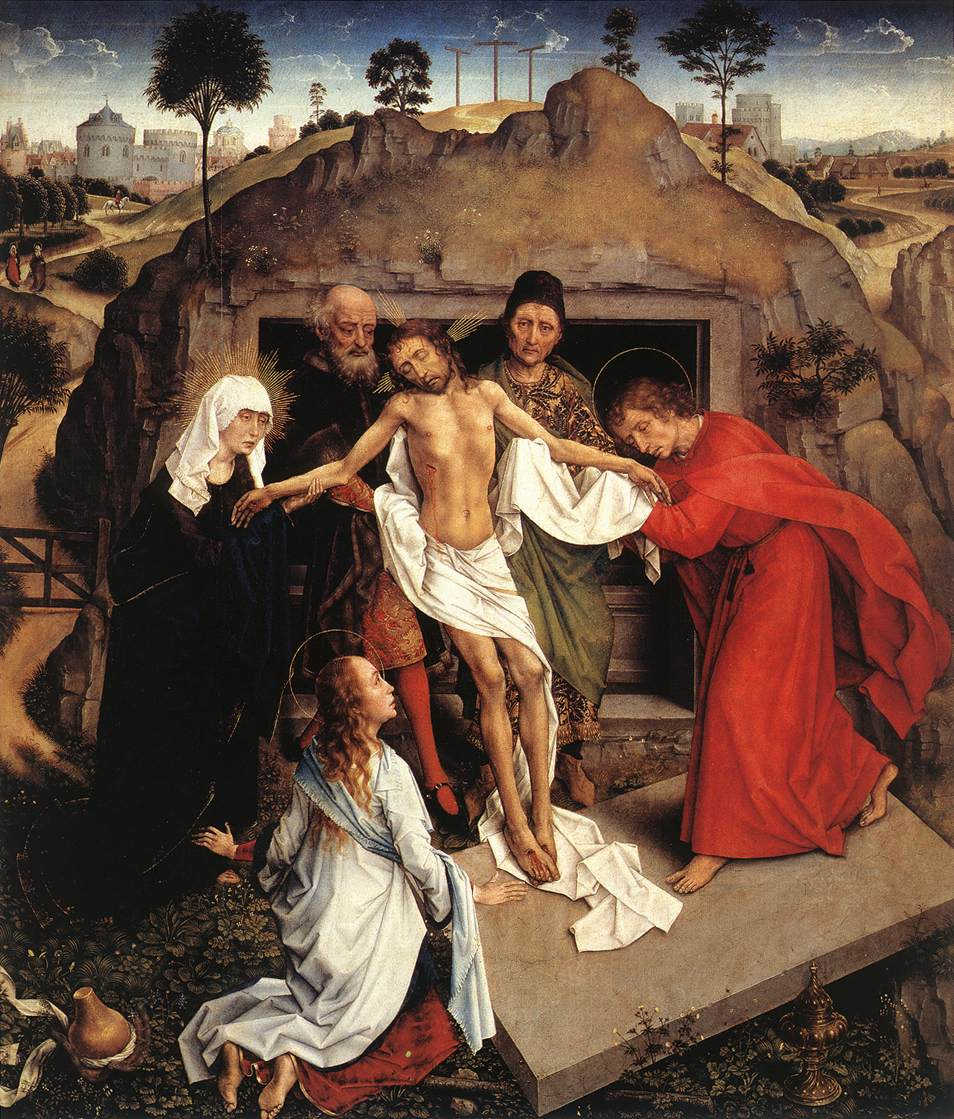
Rogier van der Weyden, Compianto e sepoltura di Cristo (1450 circa), Galleria degli Uffizi, Firenze

Per gli artisti fiamminghi fu complesso assimilare le novità del Rinascimento italiano nella loro visione artistica senza rischiare di scompaginarla nel profondo. Ad esempio Rogier van der Weyden filtrò con prudenza lo schema rinascimentale della Pietà dell'Angelico (1438-1443) nel suo Compianto e sepoltura di Cristo dipinto per la corte di Ferrara (1450). A parte alcune citazioni letterarie (la posa dei dolenti, l'apertura rettangolare del sepolcro entro la grotta), il fiammingo evita l'ordinata e solenne composizione per piani successivi dell'Angelico, a favore di una visione più complessa ed affollata, dove il gruppo a semicerchio, attorno al corpo di Cristo, è sbilanciato dall'asse diagonale della Maddalena e della pietra tombale. Gli sguardi angosciati e la visione dall'alto rendono lo spettatore maggiormente partecipe sul piano emotivo. Inoltre il pittore fiammingo non aderisce alla sintesi decorativa del maestro italiano, contrapponendo un'amorevole resa di dettagli minuti.
Solo con la diffusione del linguaggio del Rinascimento maturo, tra la fine del XV e l'inizio del XVI secolo, la cultura fiamminga verrà toccata in profondità da quella italiana. Un esempio in questo senso si può cogliere nell'opera di Jan Gossaert (noto anche come Mabuse) ove si coglie una maggiore assimilazione della prospettiva lineare.

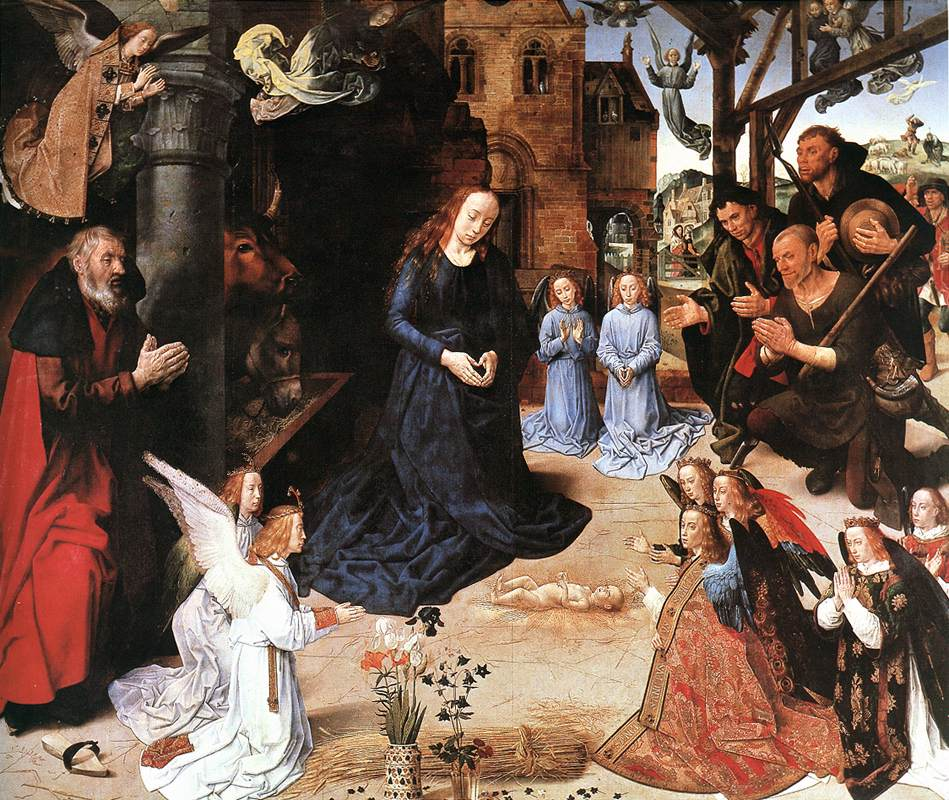
Hugo van der Goes, dettaglio dal Trittico Portinari, c. 1475. Uffizi, Firenze

I primi italiani ad interessarsi delle novità fiamminghe furono ricchi banchieri che vivevano all'estero come gli Arnolfini o i Portinari, richiedendo opere ai maestri più quotati che a volte prendevano la via della madrepatria Italia, dove colpivano profondamente le scuole locali. È il caso ad esempio del Trittico Portinari di Hugo van der Goes, opera che giunta a Firenze influenzò molto gli artisti locali, ma anche un artista veneziano come Giovanni Bellini.
Significativa fu poi la presenza di artisti fiamminghi presso le corti italiane del Rinascimento, favorita anche dall'opera di alcuni umanisti. È il caso ad esempio di Bartolomeo Facio, umanista alla corte di Alfonso d'Aragona a Napoli, che affiancò i più grandi maestri fiamminghi a Gentile da Fabriano e Pisanello, ritenuti all'epoca i massimi maestri italiani. Il Facio comprese e descrisse con acume i caratteri peculiari dei fiamminghi, cogliendo in van Eyck la tecnica senza pari, che era in grado di rendere i più svariati effetti luminosi e la nitidezza degli elementi anche lontanissimi. Su Rogier van der Weyden scrisse invece che la superba resa dei sentimenti non intacca la dignità profonda di volti e gesti.
Proprio a Napoli fu attivo Barthélemy d'Eyck, pittore e miniatore a suo tempo apprezzatissimo, che ebbe come allievo il Colantonio. Quest'ultimo trasmise i valori della pittura fiamminga ad Antonello da Messina, nella cui opera si coglie uno dei maggiori esempi di fusione tra le due scuole. Lo stesso Antonello fu veicolo di ulteriore diffusione, soprattutto in Veneto, delle innovazioni fiamminghe. Innovazioni che furono accolte ovviamente senza rinunciare ai valori fondativi del Rinascimento italiano, primi tra tutti la prospettiva lineare e il plasticismo classico.
Caso analogo a quello di Barthélemy d'Eyck è costituito dalla presenza di Giusto di Gand alla corte urbinate di Federico da Montefeltro.
In generale comunque il giudizio sui fiamminghi da parte degli italiani fu favorevole – sia pure con la macroscopica eccezione di Michelangelo Buonarroti, secondo il quale l'arte fiamminga poteva piacere «alle donne, specialmente le più vecchie, come pure le suore, i monaci e le persone gentili che non possiedono il senso musicale della vera armonia. In Fiandra si dipinge, in verità, per ingannare la vista esteriore. Questa pittura è fatta soltanto di cenci, di case in rovina, di verzura, d’ombra di alberi, e di ponti e di fiumi (il che essi chiamano paesaggi) e qualche figura qui, qualche altra là». – spianando la strada ad una maggiore circolazione delle opere ed all'assimilazione del linguaggio fiammingo da parte degli artisti locali.
Se il modo di dipingere degli italiani era nel complesso caratterizzato da un equilibrio compositivo e da una certa sintesi, fu relativamente agevole importare una maggiore attenzione agli effetti della luce (Piero della Francesca) ed alla descrizione dettagliata dei particolari (Sandro Botticelli, Domenico Ghirlandaio), nonché dell'uso dello sfumato favorito dalla pittura a olio (Leonardo da Vinci). E forse fu proprio l'adesione degli italiani all'innovazione tecnica fiamminga - cioè l'utilizzo della pittura a olio - e delle conseguenti nuove possibilità espressive che essa determinava (nella resa della luce, nella stesura del colore per velature, piuttosto che in campiture "separate" come è tipico della tempera) la maggiore influenza che ebbe l'arte fiamminga su quella italiana.

## Distruzione e dispersione

### Iconoclastia

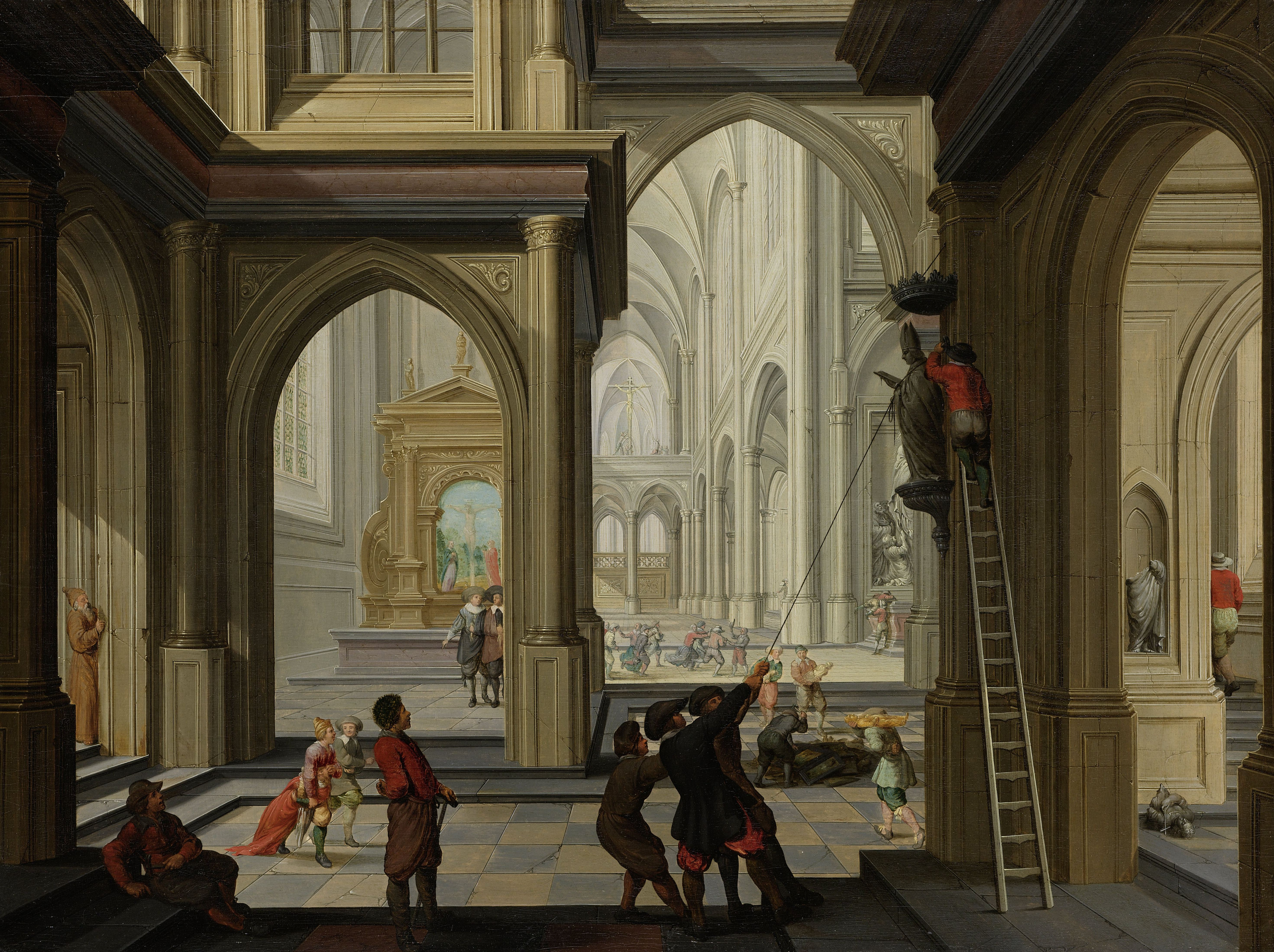
De Beeldenstorm, dipinto di Dirck van Delen (1630)

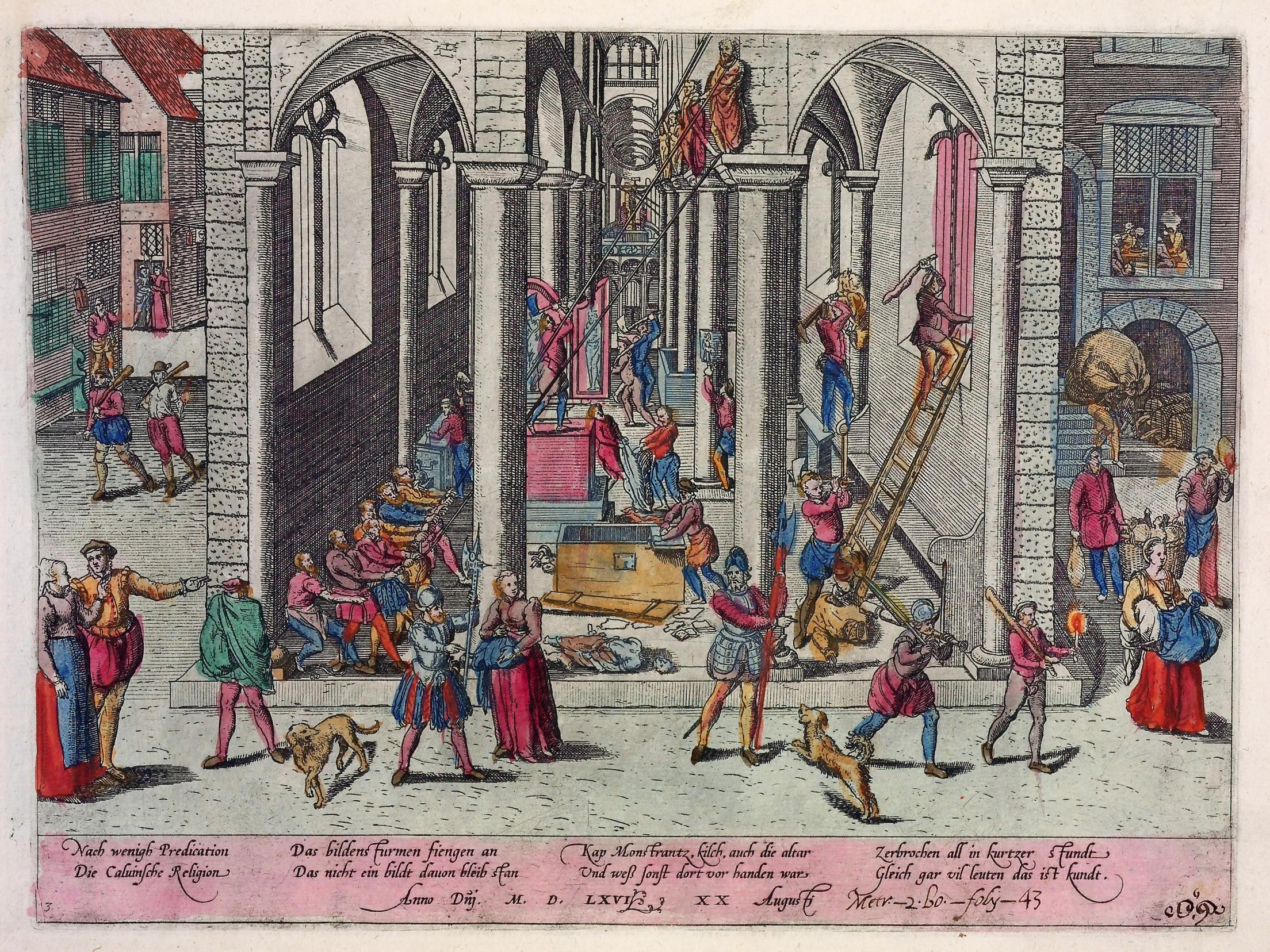
Una stampa della distruzione nella Cattedrale di Anversa, l'evento simbolo del Beeldenstorm il 20 agosto 1566, di Frans Hogenberg

A partire dagli anni 1520, con l'inizio della Riforma protestante, le immagini sacre vennero passate al vaglio perché potenziali forme di idolatria; pochi dipinti dei primitivi fiamminghi soddisfacevano i criteri stabiliti da Martin Lutero. Andrea Carlostadio, Huldrych Zwingli e Giovanni Calvino erano totalmente contrari alle immagini religiose pubbliche, soprattutto nelle chiese, e la corrente calvinista divenne ben presto dominante nel protestantesimo nella zona delle Diciassette Province.
Dal 1520 le proteste iconoclaste scoppiarono in tutta l'Europa del nord. Queste potevano essere ufficiali e pacifiche, come nell'Inghilterra dei Tudor, oppure spontanee e spesso violente, come nel Beeldenstorm, o “Furia iconoclasta”, nel 1566 nelle Diciassette Provincie. Il 19 agosto 1566 questa ondata di proteste violente e distruttive raggiunse Gand, dove, come racconta lo storico dell'epoca Marcus van Vaernewyck, il Polittico dell'Agnello Mistico venne «diviso e sollevato, pannello per pannello, all'interno della torre per proteggerlo dai rivoltosi». Ad Anversa nel 1566 la distruzione delle opere d'arte nelle chiese fu particolarmente meticolosa, e fu seguita da ulteriori perdite causate dal Sacco di Anversa durante la Furia spagnola nel 1576 e da un'ulteriore ondata iconoclasta che nel 1581, quando i calvinisti ottennero il controllo del consiglio cittadino, colpì anche gli edifici delle gilde e quelli pubblici.
Migliaia di opere religiose come dipinti, sculture, pale d'altare, vetrate e crocifissi vennero distrutti, compresi quelli dei grandi artisti. Di Jan van Eyck, ad esempio, esistono solamente 24 opere con attribuzione certa, e anche di Petrus Christus abbiamo poco. In generale le opere del tardo XV secolo esportate verso sud avevano molte più possibilità di essere conservate.

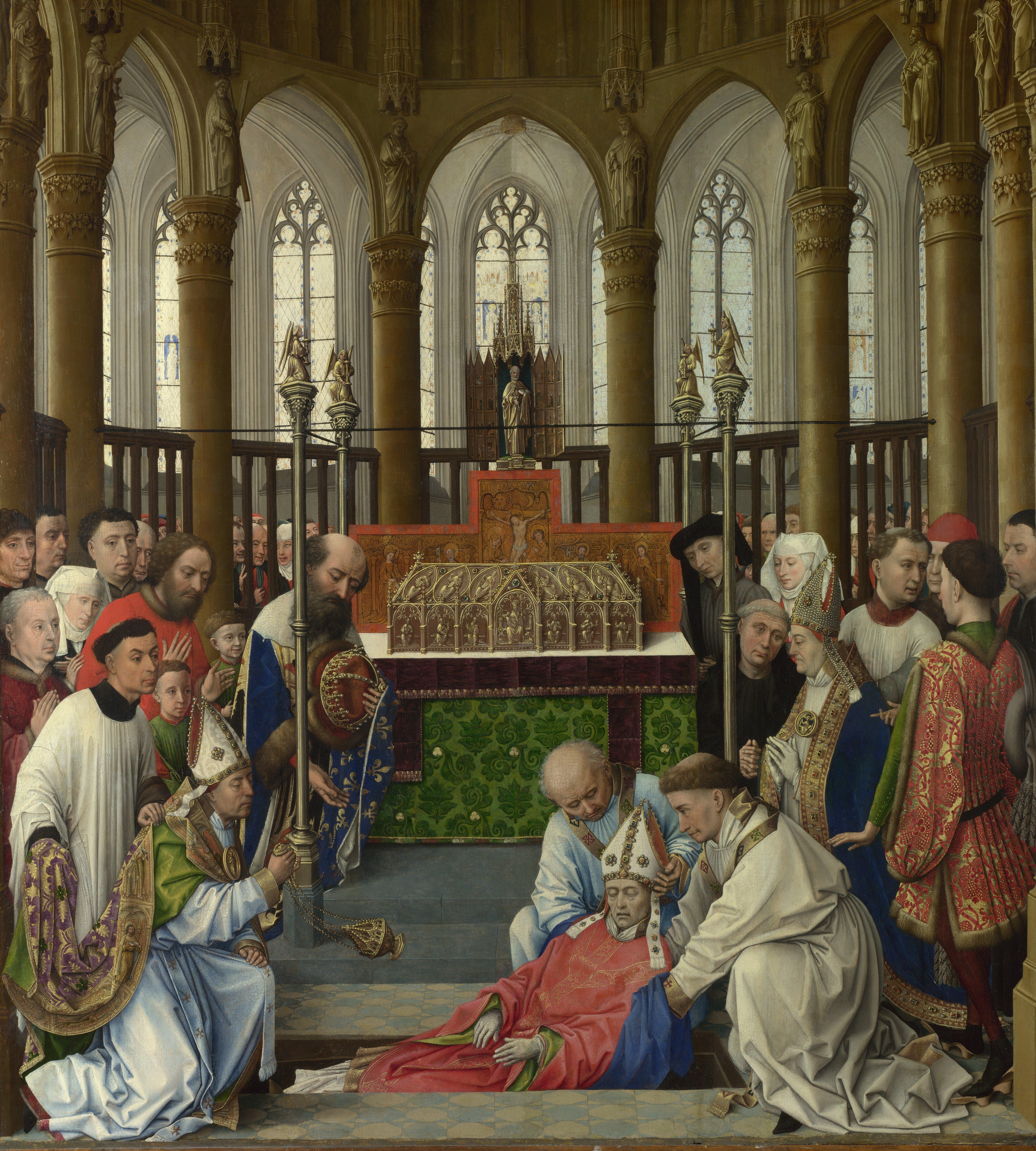
Rogier van der Weyden, L'esumazione di San Uberto (fine anni 1430), National Gallery, Londra. Questo dipinto ci da un'idea dell'aspetto dell'interno delle chiese prima delle ondate iconoclaste.

Molte delle opere del periodo erano commissionate dal clero per le chiese richiedendo un formato e contenuto specifici che avrebbero fatto da complemento all'architettura esistente. Un'idea dell'aspetto degli interni di quelle chiese la possiamo avere sia dalla Madonna in una chiesa gotica di Jan van Eyck che dall'Esumazione di San Uberto di van der Weyden. Secondo Nash il pannello di van der Weyden ci regala un'acuta visione di come doveva apparire l'interno di una chiesa prima della Riforma, e la maniera in cui le immagini erano posizionate armoniosamente con le altre opere e con gli elementi architettonici, ogni opera «sarebbe necessariamente vista in relazione alle altre immagini, ripetendo, allargando o diversificando il tema scelto». Dato che gli iconoclasti colpirono in maniera particolare le chiese e le cattedrali abbiamo perso importanti informazioni sulla disposizione delle opere, e con loro preziosi indizi che ci permetterebbero di capirne il significato nel loro tempo.
Molte altre opere vennero perse in incendi o durante le guerre, la perdita de La Giustizia di Traiano e Erchinbaldo di van der Weyden, distrutto durante il bombardamento di Bruxelles del 1695, è forse quella più importante.

### Documentazione

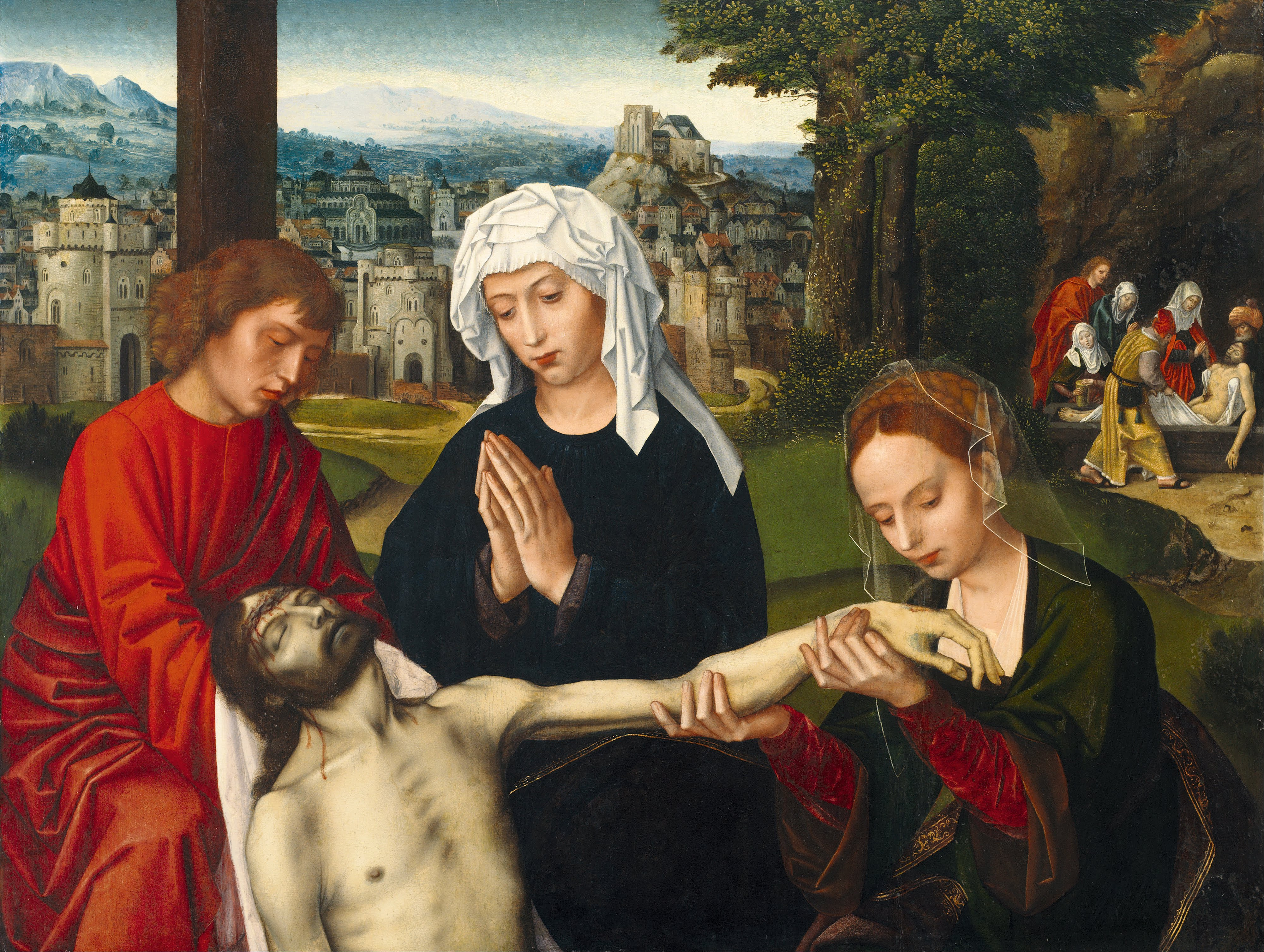
La Pietà ai piedi della croce (1530 circa) di Ambrogio Benzone.

È stato difficile per gli storici dell'arte stabilire i nomi dei maestri fiamminghi, così com'è difficile l'attribuzione delle opere. I documenti storici sono pochi e le biografie degli artisti sono scarne, di conseguenza l'attribuzione delle opere apre spesso dibattiti infiniti, talvolta con risvolti polemici. Anche le attribuzioni che oggi sono accettate dalla maggior parte degli storici dell'arte sono il risultato di decenni di ricerca storiografica e scientifica iniziata nel XX secolo. Le eccezioni sono costituite soprattutto da alcuni pittori che producevano opere in serie, come ad esempio Adriaen Isenbrant e Ambrogio Benzone di Bruges, ai quali vengono attribuite più di cinquecento opere.
Le possibilità di fare ricerca sono state limitate da molti fattori storici. Molti archivi andarono distrutti durante i bombardamenti nelle due guerre mondiali, stessa sorte che toccò a molte opere, delle quali ci sono rimasti solo i documenti che ne registrano l'esistenza. La conservazione della documentazione nelle Fiandre era inefficiente, e spesso l'esportazione all'estero dei dipinti non veniva adeguatamente registrata a causa delle pressioni commerciali. La pratica di firmare e datare le opere era inconsueta fino agli anni 1420, e, mentre per gli inventari dei collezionisti poteva essere prodotta una documentazione dettagliata riguardante le opere, all'artista non veniva dedicata la stessa attenzione. La documentazione che ci rimane viene soprattutto da inventari, testamenti, ricevute di pagamento, contratti di lavoro e regolamenti e documenti delle gilde.
Inizialmente un gran numero di opere vennero attribuite a Jan van Eyck grazie alla ricca (rispetto ai contemporanei) documentazione biografica e al fatto che fosse chiaramente l'innovatore dell'epoca. Oggi, dopo l'identificazione di altri artisti come van der Weyden, Christus e Memling il numero si è ridotto a 26–28 opere, mentre Hubert van Eyck, fratello di Jan, tenuto in grande considerazione dai critici della fine del XIX secolo, è oggi considerato una figura secondaria e nessun lavoro gli viene attribuito con certezza. Molti dei primitivi fiamminghi non sono stati identificati e sono conosciuti con nomi di convenienza, di solito nella forma “Maestro di” (Maestro della Leggenda di santa Lucia, Maestro del 1499…). L'utilizzo dei nomi di convenienza è spesso fonte di polemiche in quanto diversi lavori assegnati ad un unico nome possono essere stati prodotti da diversi artisti simili tra loro per influenze, clienti, formazione, etc. Alcuni artisti importanti che erano conosciuti con pseudonimi sono ora identificati, a volte in maniera controversa come nel caso di Robert Campin, spesso associato al Maestro di Flémalle.
Molti anonimi fiamminghi tra la fine del XIV secolo e l'inizio del XV erano artisti di primo piano, ma sono stati trascurati dal mondo accademico perché non legati a personalità storiche; come dice Nash, «la maggior parte di ciò che non può essere attribuito con certezza viene meno studiato». Alcuni storici dell'arte credono che questa situazione abbia incoraggiato una certa imprudenza nel collegare le opere alle personalità storiche, e che queste connessioni spesso si basano su prove circostanziali molto deboli. Le identità di molti degli artisti più conosciuti sono state identificate sulla base di una singola opera firmata, documentata o attribuita in altro modo, alla quale sono seguite altre attribuzioni basate su prove riguardanti la tecnica e la prossimità geografica. Il Maestro della leggenda della Maddalena (da non confondere con l'italiano Maestro della Maddalena), che potrebbe essere Pieter van Coninxloo, è uno degli esempi più famosi assieme a Hugo van der Goes, Campin, Stephan Lochner and Simon Marmion.
La mancanza di scritti teorici e di opinioni sull'arte risalenti a prima del XVI secolo è un ulteriore ostacolo all'attribuzione delle opere. Dürer, nel 1512, fu il primo artista dell'epoca a mettere su carta in maniera appropriata le proprie teorie sull'arte, seguito da Lucas de Heere nel 1565 e Karel van Mander nel 1604. Secondo Nash la ragione più probabile per l'assenza di scritti teorici sull'arte al di fuori dell'Italia è che gli artisti del nord non possedevano un linguaggio per descrivere i valori estetici, oppure non trovavano motivo di spiegare in maniera scritta ciò che avevano realizzato nel campo artistico. Gli scritti che esprimono apprezzamento per l'arte fiamminga contemporanea nel XV secolo sono esclusivamente italiani; gli autori includono Ciriaco d'Ancona nel 1449, Bartolomeo Facio nel 1456 e Giovanni Santi nel 1482.

## Riscoperta

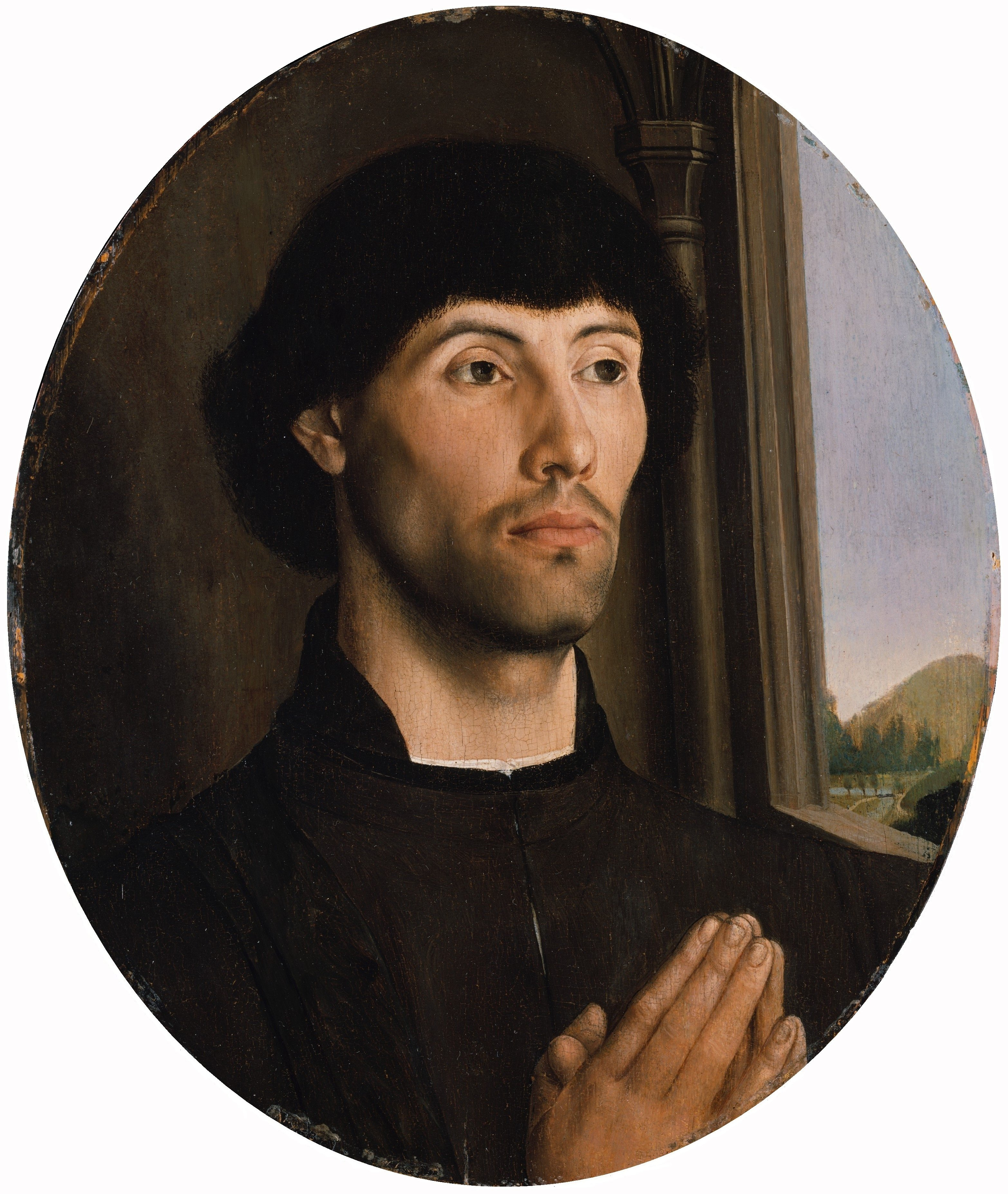
Hugo van der Goes, Ritratto di un uomo, c. 1480. Metropolitan Museum of Art, New York

Nella metà del XVI secolo il manierismo nordeuropeo sovvertì le convenzioni dei primitivi fiamminghi, che di conseguenza risultavano meno apprezzati, pur mantenendo la loro popolarità in alcune collezioni reali. Maria d'Asburgo e Filippo II di Spagna cercavano opere di pittori fiamminghi, entrambi prediligendo van der Weyden e Bosh. All'inizio del XVII secolo nessuna collezione era considerata completa senza qualche opera nordeuropea del XV–XVI secolo; l'enfasi tuttavia era posta sul rinascimento nordeuropeo nella sua interezza, in particolare verso il tedesco Albrecht Dürer, in assoluto il più ricercato nelle collezioni dell'epoca. Giorgio Vasari nel 1550 e Karel van Mander nel 1604 circa posero le opere fiamminghe dell'epoca al cuore dell'arte rinascimentale nordeuropea, attribuendo a van Eyck il ruolo dell'innovatore. Entrambi gli scrittori furono fondamentali nel formare l'opinione delle generazioni successive sui pittori della regione.
Nel XVIII secolo i pittori fiamminghi vennero per lo più dimenticati. Quando il Museo del Louvre diventò una galleria d'arte durante la rivoluzione francese le Nozze di Cana di Gerard David, allora attribuito a van Eyck, era l'unica opera fiamminga in esposizione. Pannelli più grandi vennero aggiunti alla collezione dopo la campagna delle Fiandre. Queste opere colpirono profondamente il filosofo e critico letterario tedesco Friedrich Schlegel, che scrisse nel 1803 un'analisi dell'arte fiamminga e la spedì a Ludwig Tieck, il quale la pubblicò nel 1805.

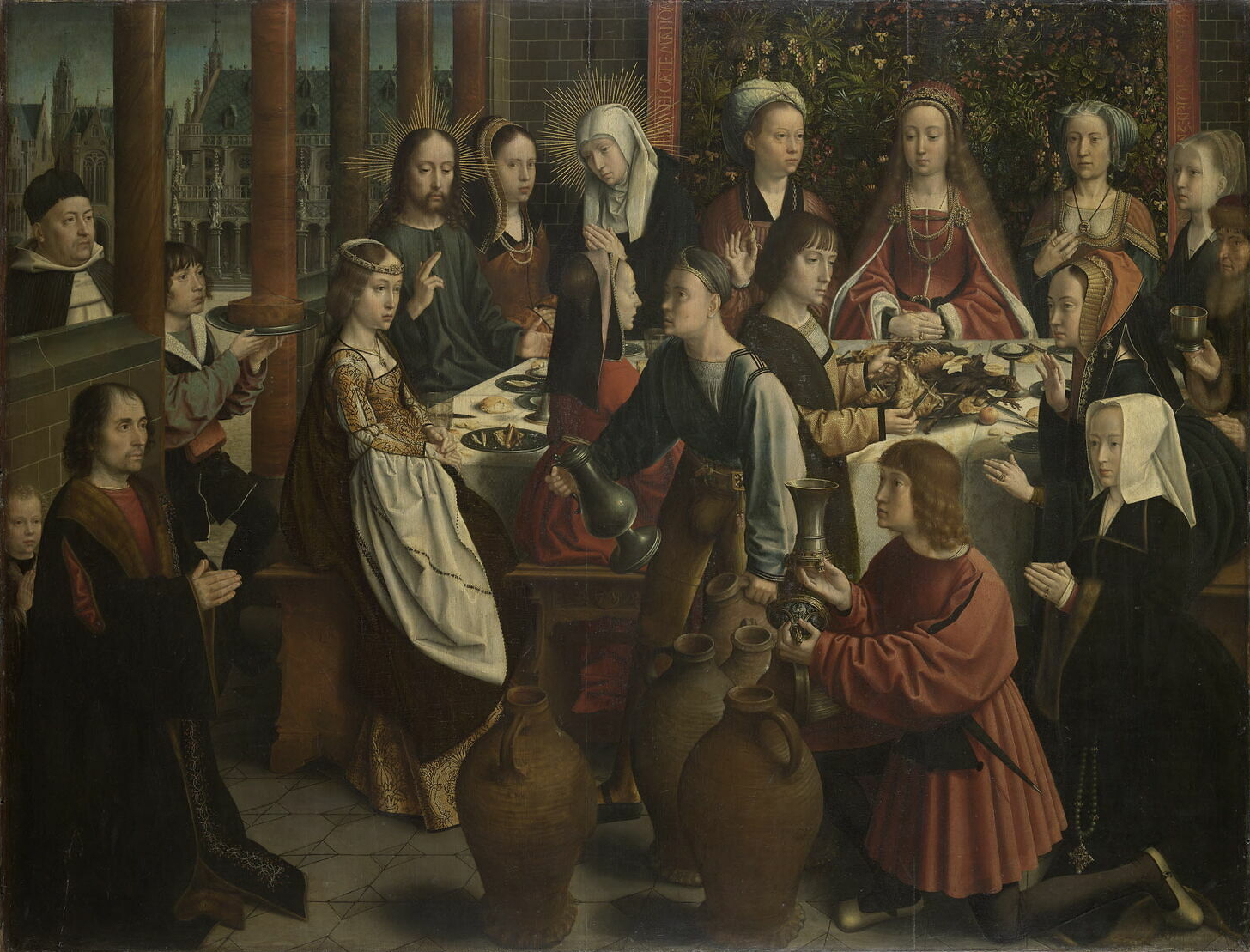
Gerard David, Nozze di Cana, c. 1500. Museo del Louvre, Parigi. Quest'opera venne per la prima volta esposta al pubblico nel 1802, quando veniva ancora attribuita a van Eyck. Gli storici dell'arte del XIV secolo erano turbati dalle difficoltà di attribuzione.

Nel 1821 Johanna Schopenhauer, madre del più famoso Arthur, si appassionò al lavoro di van Eyck e dei suoi seguaci dopo aver visto alcuni dipinti dei primitivi fiamminghi nella collezione dei fratelli Sulpiz e Melchior Boisserée, due collezionisti d'arte le cui collezioni andranno poi a formare la base di quella che è oggi l'Alte Pinakothek di Monaco di Baviera. La Schopenhauer compì delle fondamentali ricerche d'archivio, data la mancanza di informazioni sugli artisti fiamminghi al di fuori dei documenti legali, e nel 1822 pubblicò Johann van Eyck und seine Nachfolger. Nello stesso anno lo storico dell'arte Gustav Friedrich Waagen pubblicò la prima critica moderna della pittura fiamminga, Ueber Hubert van Eyck und Johann van Eyck. Waagen più avanti divenne direttore della Gemäldegalerie di Berlino, una posizione che gli permise di raccogliere molte opere fiamminghe, tra cui molti dei pannelli del Polittico dell'Agnello Mistico, vari trittici di Rogier van der Weyden e una pala d'altare di Dieric Botus. Waagen, sottoponendo le opere ad una meticolosa analisi in corso di acquisizione e basandosi sulle differenti caratteristiche dei singoli artisti, istituì un primo sistema di classificazione delle opere fiamminghe.
Tra il 1830 e il 1831 la rivoluzione belga separò il Belgio dagli odierni Paesi Bassi e creò delle divisioni tra le città di Bruges (da cui venivano van Eyck e Memling), Anversa (Jan Matsys), Bruxelles (van der Weyden, Bruegel) e Lovanio (Botus). Il neonato Belgio cercò di stabilire una propria identità culturale e la reputazione di Memling nel XIX secolo divenne pari a quella di van Eyck. Quando nel 1848 la collezione d'arte del Palazzo di Wallerstein del principe Ludovico di Oettingen-Wallerstein finì forzatamente sul mercato, il cugino Alberto di Sassonia-Coburgo-Gotha organizzò una visita al Kensington Palace di Londra; nonostante il catalogo comprendesse opere della scuola di Colonia, di van Eyck e van der Weyden e fosse compilato da Waagen, non si presentarono compratori, così le comprò Albert stesso. Nel 1860, in un momento in cui la National Gallery cercava di aumentare il proprio prestigio, Charles Eastlake comprò la Maddalena leggente di van der Weyden dalla «piccola ma eccellente» collezione di primitivi fiamminghi di Edmond Beaucousin.

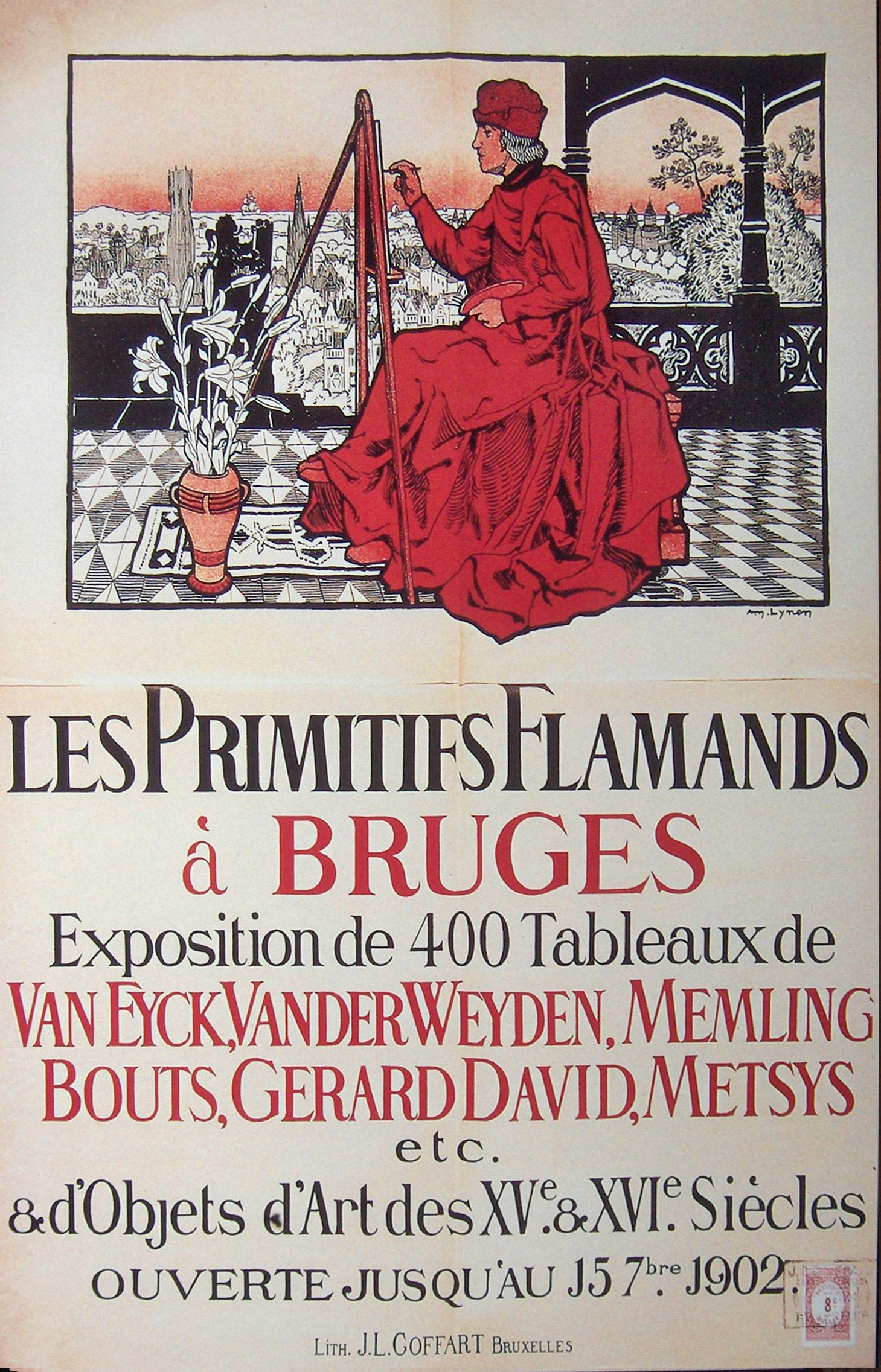
Il poster dell'Exposition des primitifs flamands à Bruges

L'arte fiamminga divenne popolare tra il pubblico dei musei alla fine del XIX secolo. All'inizio del XX secolo van Eyck e Memling erano i pittori tenuti in più alta considerazione, mentre van der Weyden e Christus erano considerati secondari. Più avanti molte delle opere attribuite a Memling vennero invece attribuite a van der Weyden o alla sua bottega. Nel 1902 Bruges ospitò la prima mostra dei primitivi fiamminghi, un evento che, con i suoi 35.000 visitatori, fu «il punto di svolta nell'apprezzamento dell'arte fiamminga». Per varie ragioni, la principale delle quali fu la difficoltà di garantire la sicurezza per i dipinti, la mostra contava solo poche opere di van Eyck e van der Weyden, mentre i dipinti di Memling erano quasi quaranta. Nonostante ciò van Eyck e, in una certa misura, van der Weyden erano considerati i migliori artisti tra i primitivi fiamminghi.
L'esibizione di Bruges diede il via allo studio dei primitivi fiamminghi che fiorì nel XX secolo. In un periodo di nazionalismi Johan Huizinga fu il primo storico a porre i primitivi fiamminghi, in maniera onesta, nel Ducato di Borgogna, ovvero anche al di fuori dei confini nazionali del Belgio, suggerendo nel suo Autunno del Medioevo (1919) che il fiorire della scuola all'inizio del XV secolo era dovuto interamente al gusto della corte di Borgogna. Georges Hulin de Loo, un altro storico dell'arte che visitò la mostra, pubblicò un catalogo critico indipendente sottolineando i molti errori del catalogo ufficiale, che utilizzava descrizioni fornite dai proprietari delle opere; Hulin de Loo e Max Friedländer (anche lui presente alla mostra) saranno tra i principali studiosi dei primitivi fiamminghi.

## Studio e conservazione

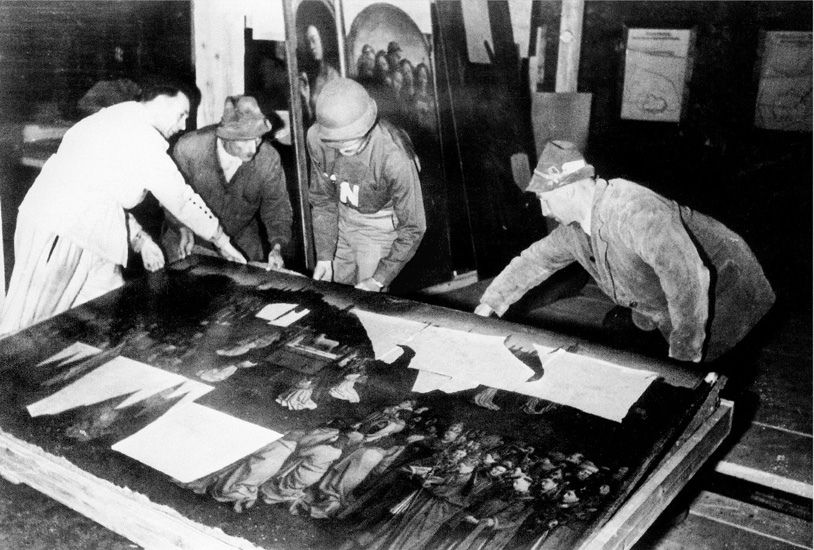
Il Polittico dell'Agnello Mistico durante il recupero dalla miniera di sale di Altaussee alla fine della seconda guerra mondiale. Il restauro all'avanguardia di questi pannelli negli anni cinquanta portò ad avanzamenti nella metodologia e nelle tecniche di applicazione.

La prima ricerca importante sui primitivi fiamminghi risale agli anni venti e si intitola Meisterwerke der Niederländischen Malerei des 15. und 16. Jahrhunderts, un'opera pionieristica dello storico dell'arte Max Friedländer che si concentra sui dettagli biografici degli artisti, stabilisce l'attribuzione delle loro opere e ne esamina le migliori. Questo compito si dimostrò estremamente difficile data la scarsità di materiale storico anche riguardo agli artisti più significativi. Le analisi compiute tra gli anni cinquanta e sessanta da Erwin Panofsky, un altro storico dell'arte tedesco, seguirono e in molti casi misero in discussione il lavoro di Friedländer. Scrivendo negli Stati Uniti Panofsky per la prima volta rese accessibile il lavoro degli storici dell'arte tedeschi al mondo anglofono. Egli effettivamente legittimò l'arte fiamminga come area di studio a sé stante, e ne elevò lo status a qualcosa di simile al Rinascimento italiano.

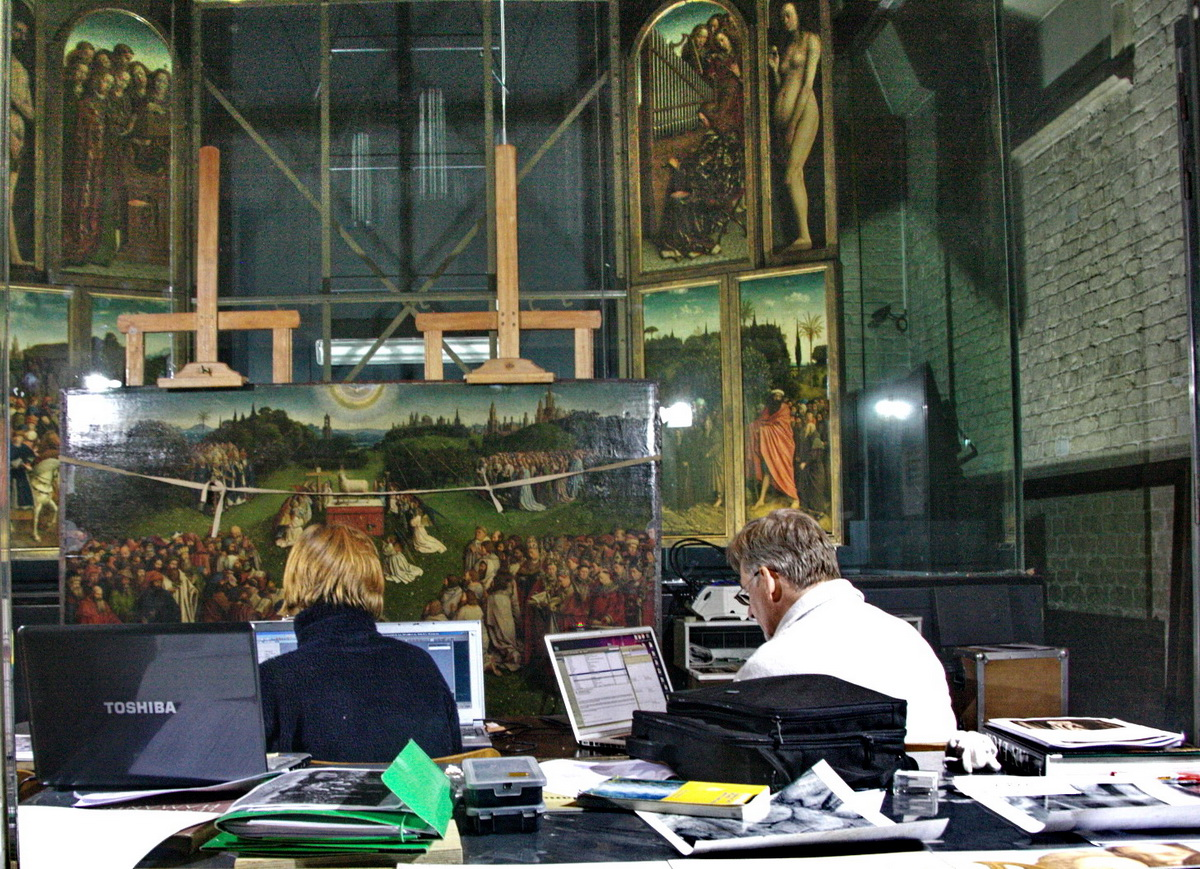
Il Polittico dell‘Agnello mistico viene sottoposto ad analisi tecniche nella Cattedrale di San Bavone

Panofsky fu uno dei primi storici ad abbandonare il formalismo per adottare un approccio che, seppur basato su quello di Friedländer, era più concentrato sulla storia sociale e sull'iconografia religiosa; sviluppò la terminologia con la quale i primitivi fiamminghi vengono generalmente descritti e fece degli importanti passi avanti nell'identificare il ricco simbolismo religioso delle opere, specie nelle pale d'altare più importanti. Panofsky è stato anche il primo studioso a collegare il lavoro dei pittori fiamminghi a quello dei miniatori, notando una considerevole sovrapposizione. Considerò lo studio dei manoscritti come complementare a quello dei pannelli, anche se diede alla miniatura un'importanza inferiore rispetto alla pittura come preludio alle opere più importanti del XV e XVI secolo.
Otto Pächt e Friedrich Winkler continuarono il lavoro di Panofsky e furono fondamentali nell'identificare le fonti dell'iconografia, nell'attribuzione delle opere e nella differenziazione di diversi artisti o gruppi di artisti chiamandoli con nomi di convenienza, ma l'attribuzione rimane particolarmente difficoltosa a causa della povertà delle fonti; le attribuzioni oggi generalmente accettate risalgono alla fine degli anni cinquanta e sono state possibili grazie al lavoro di Friedländer, Panofsky e Meyer Schapiro. Negli anni sessanta e settanta Lotte Brand Philip e Elisabeth Dhanens, partendo dal lavoro di Panofsky, risolsero molte delle questioni lasciate aperte dello storico dell'arte, specialmente quelle relative all'identificazione delle fonti iconografiche e all'attribuzione delle opere della prima metà del XV secolo.

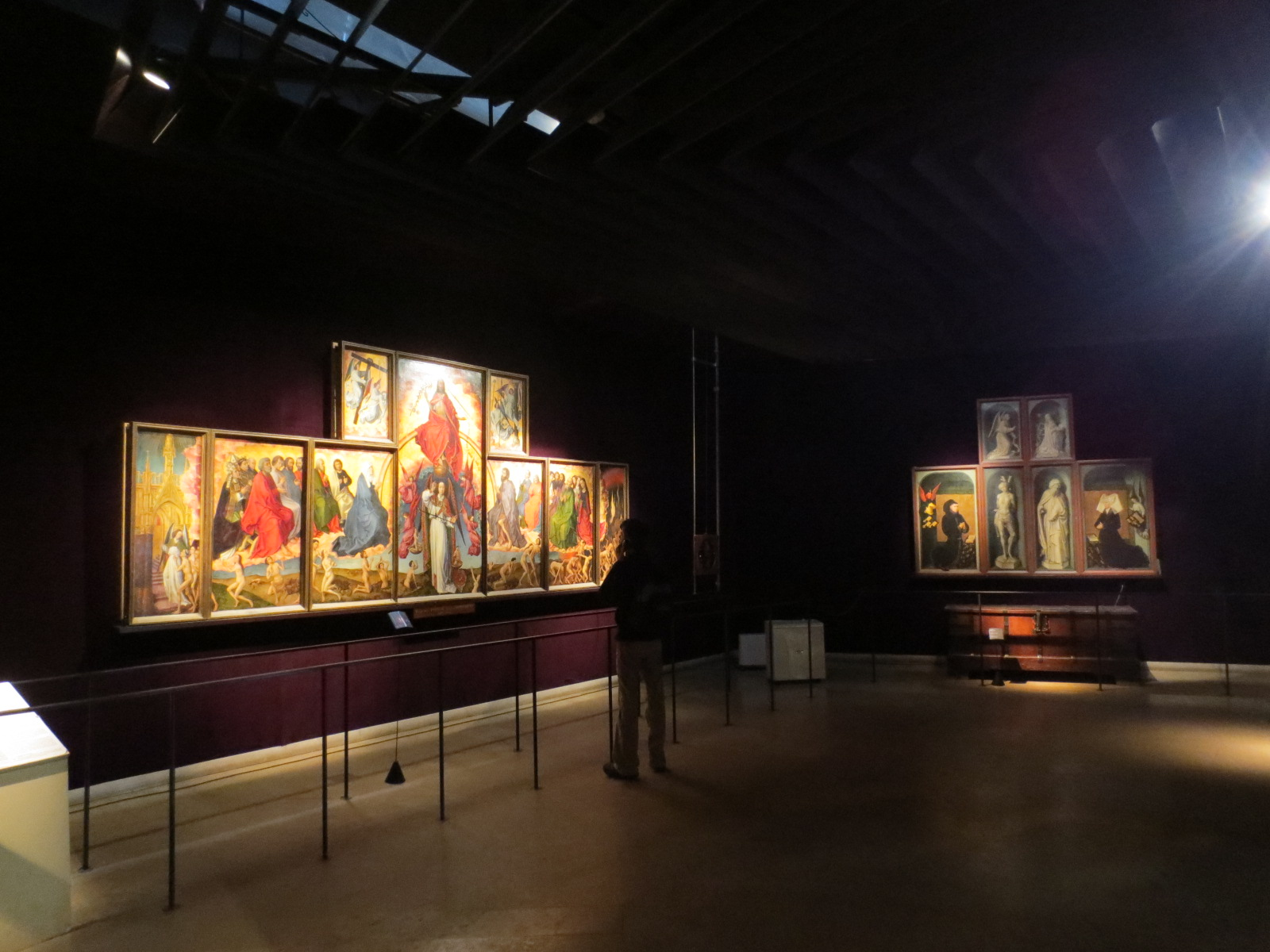
il Polittico del Giudizio universale di van der Weyden. L'interno e l'esterno sono stati divisi per permettere una visione simultanea delle due parti.

Ricerche più recenti, come quelle di Lorne Campbell, utilizzano raggi X e infrarosso per indagare sulle tecniche e sui materiali usati dai pittori. Il restauro del Polittico dell'Agnello Mistico nella metà degli anni cinquanta fu pionieristico in questo senso ed aprì la strada ad un nuovo metodo che permise una più rigorosa attribuzione delle opere fiamminghe. Si è scoperto, ad esempio, che van Eyck era solito dipingere dopo aver abbozzato un disegno preparatorio, al contrario, ad esempio, di Christus. Scoperte come questa rivelano anche le influenze tra i primi artisti fiamminghi e quelli delle generazioni successive, come ad esempio nel caso di Memling, i cui disegni preparatori mostrano chiaramente l'influenza di van der Weyden.
Lo studio di queste opere dagli anni settanta si è sensibilmente concentrato più sulla relazione tra l'opera, l'artista e la società del tempo, piuttosto che sulla sola iconografia. Secondo lo storico dell'arte Craig Harbison «la storia sociale stava diventando sempre più importante. Panofsky non aveva mai veramente parlato di che tipo di persone erano [i primitivi fiamminghi]» Harbison vede le opere come oggetti di devozione con una «mentalità da libro delle preghiere» disponibili ai cittadini della classe media che avevano i mezzi e l'inclinazione per commissionare tali opere. Gran parte degli studi recenti si stanno concentrando sul ruolo che l'osservatore deve avere in relazione all'opera, dato che i ritratti del donatore erano intesi a stimolare una visione religiosa. James Marrow pensa che i pittori volessero evocare delle risposte specifiche che erano spesso suggerite dalle emozioni dei personaggi dell'opera.

### Esplicative
1. ↑  Dal XVII secolo si iniziò a fare una distinzione tra l'arte fiamminga e quella olandese. Vedi Sponk (1997), p. 7
2. ↑  Secondo Georges Hulin de Loo, un importante storico dell'arte specializzato nei primitivi fiamminghi, i contributi di Mano G alle Ore di Torino «costituiscono il più meraviglioso gruppo di dipinti che abbia mai decorato un libro, e, per il periodo, l'opera più sorprendente conosciuta alla storia dell'arte». Vedi Pächt (1999), p. 179.
3. ↑  Van Eyck usò lettere dell'alfabeto greco nella sua firma, e alcuni pittori di Gand insegnavano ai membri delle loro botteghe a leggere e scrivere.
4. ↑  La distinzione venne descritta per la prima volta da Max Friedländer
5. ↑  Ridderbos et al. (2005), p. 297.
6. ↑  Dei quali tre sono andati perduti, otto sono ancora intatti mentre di cinque abbiamo solo dei frammenti. Vedi Jacobs (2000), p. 1010.
7. ↑  Il padre di Dürer, un orafo, passò un po' di tempo a lavorare nei Paesi Bassi e, secondo il figlio, incontrò «i più grandi artisti». Lo stesso Dürer tra il 1520 e il 1521 visitò Gand, Bruges, Bruxelles ed altri luoghi nei Paesi Bassi. Vedi Borchert (2011), p. 83.
8. ↑  Il pannello centrale del Polittico dell'Agnello Mistico e la Madonna del canonico van der Paele di Jan van Eyck e il Trittico della famiglia Moreel di Hans Memling
9. ↑  Ovvero l'idea per cui le opere d'arte debbano essere esaminate prendendo in considerazione prima di tutto la forma e lo stile, il modo in cui le opere sono state composte e il loro aspetto puramente estetico.

### Riferimenti
1. 1 2  Spronk (1996), p. 7.
2. 1 2  Janson (2006), pp. 493-501.
3. 1 2 3  Campbell (1998), p. 7.
4. ↑  Deam (1998), pp. 12-13.
5. ↑  Panofsky (1969)p. 165.
6. 1 2 3  Pächt (1999), p. 11.
7. ↑  Pächt (1999), p. 12.
8. 1 2  Deam (1998), p. 15.
9. ↑  Ridderbos et al. (2005), p. 271.
10. ↑  Kren (2010), pp. 11-12.
11. 1 2  Nash (2008)p. 3.
12. ↑  Pächt (1999), pp. 12-13.
13. ↑  Chapuis (1998), p. 19.
14. ↑  Huizinga (2009), pp. 223-224.
15. ↑  Ainsworth (1998b), p. 321.
16. ↑  Harbison (1995), pp. 60-61.
17. ↑  Ainsworth (1998b), pp. 319-322.
18. 1 2  Harbison (1995), p. 60.
19. ↑  Harbison (1995), pp. 26-27.
20. 1 2 3 4  Harbison (1995), p. 29.
21. 1 2 3  Toman (2011)p. 322.
22. 1 2  Kemperdick (2006), p. 55.
23. ↑  Pächt (1999), p. 16.
24. ↑  Vlieghe (1998), pp. 187-200.
25. 1 2 3 4  Borchert (2011), pp. 35-36.
26. ↑  Smith (2004), pp. 89-90.
27. ↑  Borchert (2011), p. 117.
28. 1 2 3  Campbell (1998), p. 20.
29. ↑  Ainsworth (1998a), pp. 24-25.
30. ↑  Nash (2008), p. 121.
31. ↑  Châtelet (1980), pp. 27-28.
32. ↑  Borchert (2011), p. 247.
33. ↑  Ainsworth (1998b), p. 319.
34. ↑  Van Der Elst (1944), p. 96.
35. ↑  Borchert (2011), p. 101.
36. 1 2  Toman (2011)p. 335.
37. ↑  Hand et. al. (2006), p. 15.
38. 1 2  Ainsworth (1998b), pp. 326-327.
39. ↑  Orenstein (1998), pp. 381-384.
40. 1 2 3  Zuffi (2004), p. 127.
41. 1 2 3  Zuffi (2004), p. 132.
42. 1 2 3 4  Zuffi (2004), p. 134.
43. ↑  Zuffi (2004), p. 139.
44. ↑  Zuffi (2004), p. 140.
45. ↑  Zuffi (2004), p. 141.
46. 1 2  De Vecchi-Cerchiari (1999), p. 54.
47. ↑  Ridderbos et al. (2005), p. 378.
48. ↑  Panofsky (1969)p. 163.
49. ↑  Smith (2004), pp. 58-60.
50. ↑  Jones (2011), p. 9.
51. ↑  Smith (2004), p. 61.
52. ↑  Jones (2011), pp. 10-11.
53. ↑  Borchert (2011), p. 22.
54. 1 2  Borchert (2011), p. 24.
55. ↑  Campbell (1998), pp. 39-41.
56. 1 2 3  Campbell (1998), p. 29.
57. ↑  Ridderbos et al. (2005), pp. 296-297.
58. 1 2 3  Campbell (1998), p. 31.
59. ↑  Spronk (1996), p. 8.
60. ↑   The Virgin and Child with Saints Barbara and Catherine, su nationalgallery.org.uk. URL consultato il 26 giugno 2017 (archiviato dall'url originale l'11 maggio 2012).
61. ↑   The Entombment, su nationalgallery.org.uk. URL consultato il 26 giugno 2017.
62. ↑  Campbell (1976), pp. 190-192.
63. 1 2 3  Ainsworth (1998a), p. 34.
64. ↑  Harbison (1995), p. 64.
65. ↑  Campbell (2004), pp. 9-14.
66. 1 2 3  Jones (2011), p. 28.
67. ↑  Ainsworth (1998a), p. 32.
68. ↑  Borchert (2008), p. 86.
69. ↑  Jones (2011), p. 29.
70. 1 2 3  Chapuis (1998), p. 13.
71. ↑  Smith (2004), pp. 26-27.
72. 1 2 3  Jones (2011), p. 25.
73. ↑  Ainsworth (1998a), p. 37.
74. 1 2 3 4  Campbell (1976), pp. 188-189.
75. ↑  Ainsworth (1998a), p. 31.
76. 1 2   Chapuis, Julien, Patronage at the Early Valois Court, su metmuseum.org, Metropolitan Museum of Art. URL consultato il 28 novembre 2013.
77. ↑  Ainsworth (1998a), pp. 24, 28.
78. ↑  Ainsworth (1998a), p. 30.
79. ↑  Ainsworth (1998a), pp. 30, 34.
80. 1 2  Ainsworth (1998a), pp. 25-26.
81. 1 2  Ward (1994), p. 11.
82. 1 2 3  Harbison (1984), p. 601.
83. ↑  Powell (2006), p. 708.
84. ↑  Ward (1994), p. 9.
85. 1 2  Harbison (1984), p. 589.
86. 1 2  Harbison (1984), p. 590.
87. ↑  Harbison (1991), pp. 169-187.
88. ↑  Harbison (1984), pp. 590-592.
89. ↑  Ward (1994), p. 26.
90. ↑  Harbison (1984), pp. 591-593.
91. 1 2  Harbison (1984), p. 596.
92. 1 2 3  Jones (2011), p. 14.
93. ↑  Harbison (1991), pp. 159-160.
94. ↑  MacCulloch (2005), p. 18.
95. ↑  Borchert (2011), p. 206.
96. 1 2 3  Nash (2008), p. 87.
97. 1 2  Ainsworth (1998a), p. 24.
98. ↑  Cavallo (1993), p. 164.
99. ↑  Cleland (2002), pp. i–ix.
100. 1 2  Jones (2011), p. 30.
101. ↑  Harbison (1995), p. 47.
102. ↑  Harbison (1995), p. 27.
103. 1 2 3 4  Wieck (1996), p. 233.
104. ↑  " Portrait of a Young Man.". National Gallery, London. Retrieved 4 January 2004
105. ↑  Kren (2010), p. 83.
106. ↑  Hand et. al. (2006), p. 63.
107. ↑   Jones, Susan, Manuscript Illumination in Northern Europe, su metmuseum.org, The Metropolitan Museum of Art. URL consultato il 15 luglio 2017.
108. 1 2  Kren (2010), p. 8.
109. ↑  Kren (2010), pp. 20-24.
110. ↑  Nash (2008), p. 93.
111. ↑  Nash (1995), p. 428.
112. 1 2 3 4  Nash (2008), p. 22.
113. ↑  Nash (2008), pp. 92-93.
114. ↑  Nash (2008), p. 94.
115. ↑  Wieck (1996), pp. 234-237.
116. ↑  Nash (2008), p. 88.
117. 1 2  Freeman (1973), p. 1.
118. ↑  Nash (2008), p. 264.
119. ↑  Nash (2008), p. 266.
120. 1 2 3  Cavallo (1993), p. 21.
121. 1 2  Nash (2008), p. 209.
122. ↑  Cavallo (1993), p. 12.
123. ↑  Harbison (1995), p. 80.
124. ↑  Painting with doors, Jacobs (2011), 8
125. 1 2  Jacobs (2000), 1009
126. ↑  Huizinga (2009), p. 22.
127. ↑  Campbell (2004), p. 89.
128. 1 2  Toman (2011)p. 319.
129. ↑  Jacobs (2011), 26–28
130. ↑  Blum (1972), p. 116.
131. ↑  Acres, pp. 88-89.
132. 1 2  Borchert (2011), p. 35.
133. 1 2  Borchert (2011), 52
134. 1 2 3  Campbell (1998), p. 405.
135. ↑  Pearson (2000)p. 100.
136. 1 2 3 4  Pearson (2000), p. 99.
137. ↑  Smith (2004), p. 144.
138. 1 2 3  Smith (2004), p. 134.
139. ↑  Borchert (2006), p. 175.
140. ↑  Smith (2004), p. 178.
141. 1 2 3  Hand et. al. (2006), p. 3.
142. ↑  Hulin de Loo (1923), p. 53.
143. ↑  Ainsworth (1998c), 79
144. ↑  Hand et. al. (2006), p. 16.
145. ↑  Borchert (2006), pp. 182-185.
146. ↑  Huizinga (2009), p. 225.
147. ↑  Bauman (1986), p. 4.
148. ↑  Kemperdick (2006), p. 19.
149. ↑  Dhanens (1980), p. 198.
150. ↑  Dhanens (1980), pp. 269-270.
151. ↑  Kemperdick (2006), pp. 21-23.
152. ↑  Kemperdick (2006), p. 23.
153. ↑  Kemperdick (2006), p. 26.
154. 1 2  Kemperdick (2006), p. 28.
155. ↑  Kemperdick (2006), p. 24.
156. ↑  Kemperdick (2006), p. 25.
157. ↑  Borchert (2011), pp. 277-283.
158. 1 2  Smith (2004), p. 96.
159. ↑  Kemperdick (2006), p. 21.
160. ↑  Kemperdick (2006), pp. 21, 92.
161. ↑  Awch behelt daz gemell dy gestalt der menschen nach jrem sterben Vedi Rupprich, Hans (ed). Dürer. Schriftlicher Nachlass, Volume 3. Berlino, 1966. 9
162. ↑  Smith (2004), p. 95.
163. 1 2  Harbison (1995), p. 134.
164. ↑  Pächt (1999), p. 29.
165. ↑  Pächt (1999), p. 187.
166. ↑  Ainsworth (1998b), p. 392.
167. ↑  Harbison (1995), p. 61.
168. ↑  Wood (1993), pp. 42-47.
169. ↑  De Vecchi-Cerchiari (1999), p. 179.
170. ↑  Wood (1993), p. 47.
171. ↑  Silver (1986), p. 27.
172. ↑  Silver (1986), pp. 26-36.
173. ↑  Wood (1993), pp. 274-275.
174. 1 2 3  Toman (2011)p. 317.
175. ↑  Christiansen (1998), p. 40.
176. ↑  Toman (2011)p. 198.
177. 1 2 3  De Vecchi-Cerchiari (1999), p. 55.
178. ↑  Christiansen (1998), p. 49.
179. ↑   Marco Vallora, Memling, il maestro fiammingo odiato da Michelangelo, in La stampa, 23 dicembre 2014. URL consultato l'8 luglio 2017 (archiviato dall'url originale il 21 agosto 2017).
180. ↑  Analizzato in Arnade, p. 146; vedi anche  Art through time (archiviato dall'url originale il 3 marzo 2016).
181. ↑  Nash (2008), p. 15.
182. ↑  Van Vaernewijck (1905–6), p. 132.
183. ↑  Arnade, pp. 133-148.
184. ↑  Freedberg (1993), p. 133.
185. 1 2  Nash (2008), p. 14.
186. ↑  Campbell (1998), p. 21.
187. ↑  Nash (2008), pp. 16-17.
188. 1 2  Nash (2008), p. 21.
189. ↑  Ainsworth (1998a), p. 36.
190. ↑  Nash (2008), p. 123.
191. ↑  Nash (2008), p. 44.
192. ↑  Nash (2008), p. 39.
193. ↑  Chapuis (1998), p. 8.
194. ↑  Pächt (1997), p. 16.
195. 1 2  Campbell (1998), p. 114.
196. ↑  Nash (2008), pp. 22-23.
197. ↑  Nash (2008), p. 24.
198. ↑  Smith (2004), pp. 411-412.
199. 1 2  Chapuis (1998), pp. 4-7.
200. ↑  Ridderbos et al. (2005), p. viii.
201. ↑  Steegman, John (1950). Consort of Taste, citato in Frank Herrmann, The English as Collectors, 240; Dopo la morte della consorte del principe la regina Vittoria donò le opere migliori alla National Gallery.
202. ↑   Prince Albert and the Gallery, su nationalgallery.org.uk, Londra, National Gallery. URL consultato il 15 luglio 2017 (archiviato dall'url originale l'8 maggio 2021).
203. ↑  Ridderbos et al. (2005), p. 203.
204. ↑  Campbell (1998), pp. 13–14, 394.
205. ↑  Ridderbos et al. (2005), p. 5.
206. ↑  Chapuis (1998), pp. 3-4.
207. ↑  Ridderbos et al. (2005), p. 84.
208. ↑  Ridderbos et al. (2005), p. 275.
209. ↑  Silver (1986), p. 518.
210. ↑  Holly (1985), p. 9.
211. ↑  Ridderbos et al. (2005), p. 248.
212. 1 2  Kren (2010), p. 177.
213. ↑  Campbell (2004), p. 74.
214. 1 2   Craig Harbison, su umass.edu, Università del Massachusetts. URL consultato il 15 luglio 2017 (archiviato dall'url originale il 5 giugno 2013).
215. ↑   Sarah R. Buchholz, A Picture Worth Many Thousand Words, in Chronicle, Università del Massachusetts, 14 aprile 2000.
216. ↑  Chapuis (1998), p. 12.